# Новый Быт (Чеховский район)
Новый Быт — село в муниципальном округе Чехов Московской области России, бывший административный центр сельского поселения Баранцевское до его упразднения в 2015 году. До 2006 года — центр Баранцевского сельского округа. Село расположено в 16 км к юго-востоку от города Чехова, в 3 км от пересечения Симферопольского шоссе и Московского большого кольца. Население — 3076 человек (2021).
На территории села располагается около 40 коммерческих организаций, детский сад, сельская библиотека, СДК «Меридиан», Новобытовская средняя школа, филиал муниципального бюджетного учреждения дополнительного образования «Чеховская детская школа искусств», многопрофильное отделение Чеховской областной больницы, Чеховский механико-технологический техникум молочной промышленности, объекты культурного наследия народов РФ федерального и регионального значения — ансамбль монастыря Вознесенская Давидова Пустынь, Преображенский храм Староспасского погоста, Преображенский храм бывшего села Легчищево.

## История

### Доисторический период
Земли, на которых сегодня расположено село Новый Быт, были достоверно заселены ещё во времена неолита 3—5 тысяч лет назад. На склоне холма (останец), на котором сейчас расположен Преображенский храм Староспасского погоста, было найдено тщательно отшлифованное кремниевое долото, относящееся к фатьяновской культуре, возраст которого оценивается в 3 тысячи лет. Кремниевые орудия часто находят на побережье реки Родинка, впадающей в реку Лопасню в границах села Новый Быт. В данной местности находится месторождение кремня, из которого изготавливали каменные орудия. Россыпи кремниевых отщепов в изобилии встречаются на склоне Староспасского холма и прилегающих к нему предхолмий. По косвенным признакам окрестности погоста Старый Спас были обитаемы уже 7—12 тысяч лет назад.
В 1867 году были описаны ныне утраченные «Батыевы курганы» вокруг монастыря Давидова пустынь. На территории самого села был обнаружен ныне также утраченный славянский курган начала второго тысячелетия. На территории ближайших поселений находятся памятники археологии поселения «Мальцы-1», «Мальцы-3», селища «Талеж», «Карьково-1», «Крюковское», могильник «Крюковский», курганы «Крюковская слобода», стоянка «Баранцево-1». Обнаруженные славянские поселения считаются поселениями вятичей.
Вятичи дольше всех других славянских племен оставались язычниками и в большинстве приняли христианство только в XII—XIII веках после серии военных походов Киевских и Московских князей. При этом в культуре вятичей долгое время сохранялись языческие элементы, в частности погребение в курганах и погребальные пиры (тризны). Одним из основных характерных отличий остатков поселений вятичей от поселений других славянских племён археологи считают форму женских украшений — серебряных или медных семилопастных височных колец.

### Первые исторические сведения
Земли, на которых сегодня расположено село Новый Быт, вошли в состав Московского княжества в начале XIV века. К этому времени относятся первые письменные упоминания селений Лопасненского края, ближайших к Новому Быту. Село «Талежское» (ныне село Талеж, в котором находится подворье монастыря Давидова пустынь) и село «Лопастна» (ныне Чехов, центр городского округа) упоминаются в духовной грамоте Великого князя Московского Ивана Даниловича Калиты, составленной в 1328 году. В 1401 году в духовной грамоте Владимира Храброго, в перечне земель, которые должна была унаследовать его жена Елена, впервые упоминается село «Бовыкина», земли которого частично вошли в состав Нового Быта.
В указанных источниках названия селений Лопасненского края стоят в начале соответствующих разделов списков городов и сел, что позволяет предположить их большую значимость или лучшее экономическое развитие по сравнению с другими населенными пунктами.

### Монастырский посёлок

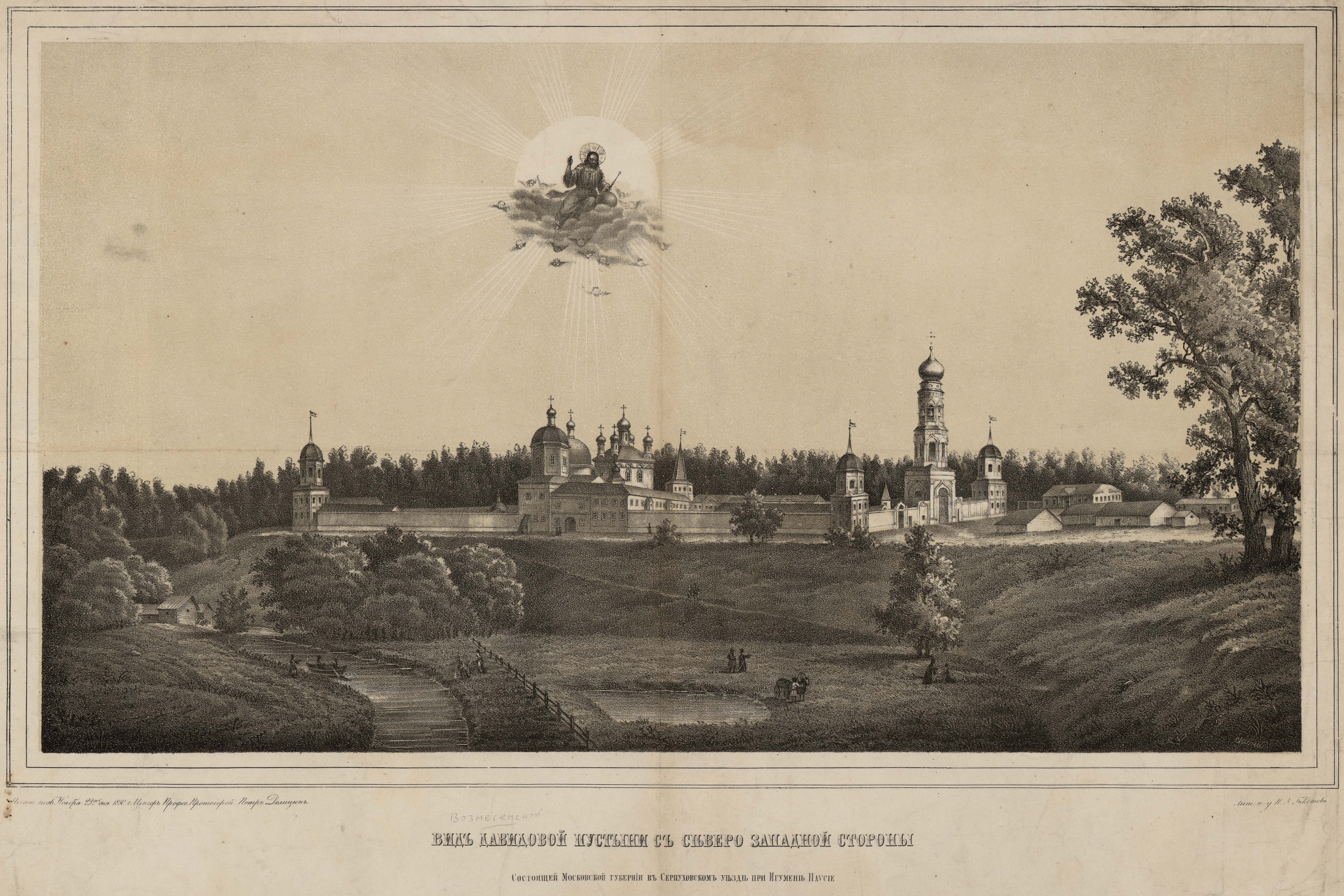
Давидова пустынь в 1850 году

История села Новый Быт тесно связана с монастырём Вознесенская Давидова Пустынь, который был основан в 1515 году преподобным Давидом. Земли, на которых была основана пустынь, принадлежали князю Василию Стародубскому, куму Василия III. Вскоре после его основания царь Иван IV Грозный выдал Вознесенской Давидовой пустыни жалованную тарханную грамоту на владение близлежащими деревнями и землями. Во владение монастыря вошли: деревня Баранцово, село Левчищево, деревня Пронино (Проняви), деревня Ескино, деревня Нижнее Пикалово, деревня Дедяково, деревня Тинино, деревня Куретникова (Исаково), пожня Шелкова.
Жители этих деревень принимали участие в строительстве монастыря и ведении его подсобного хозяйства. Некоторые рабочие, бобыли и бывшие «детёныши» (так в XVI—XVII вв. называли выросших в стенах монастыря детей-сирот) селились в непосредственной близости от монастырских стен. Со временем вокруг стен монастыря вырос безымянный монастырский посёлок, который получил неофициальное название Давыдково.
Во время смутного времени земли хатунской волости были сильно разорены. Некоторые поселения (например лежащее недалеко Бадеево) полностью обезлюдели. В январе 1619 года один из отрядов запорожских казаков (так называемые черкасы) и «литовских людей» (так называли в XVI—XVII веках украинцев и белорусов) войска гетмана Сагайдачного захватил и разграбил монастырь и окрестные земли. После стояния в монастыре черкасского войска из него пропали многие реликвии и документы, описывающие жизнь и деятельность первых настоятелей монастыря (с 1525 по 1664 г.), а также жалованная Иваном Грозным тарханная грамота. В связи с утратой последней, царём Михаилом Федоровичем была выдана новая грамота, в которой описываются события смутного времени и владения монастыря. После разорения развитие монастыря и окрестных земель приостановилось, заложенный около 1580 года самим Иваном Грозным каменный храм так и не был достроен и со временем был разобран из-за ветхости по указу святейшего патриарха Московского Иоакима в 1676 году.

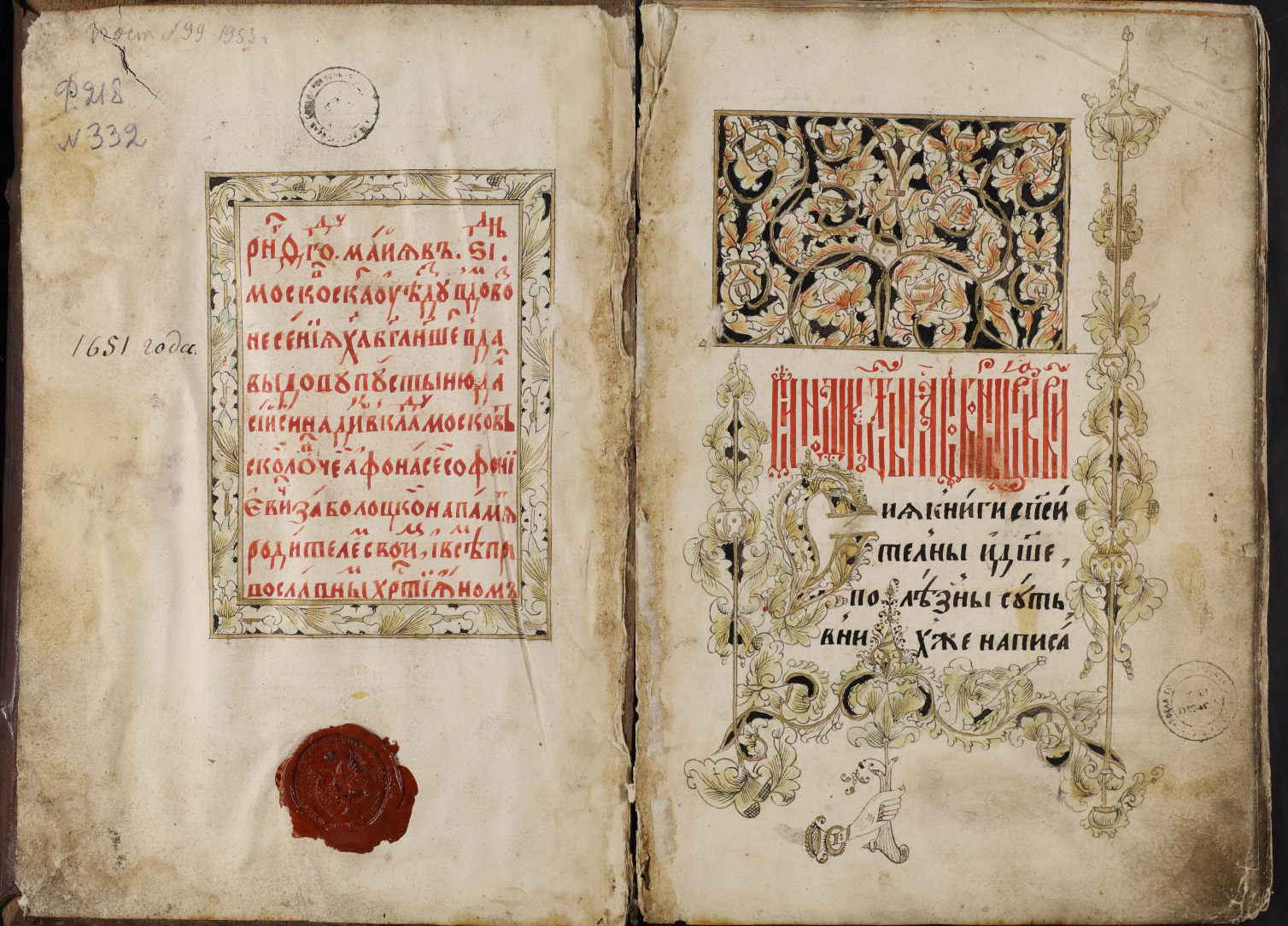
Синодик Вознесенской Давыдовой пустыни (1651 г.) — ценный источник данных о жителях окрестностей монастыря в XVII веке

В середине XVII века в окрестностях села Бовыкина и монастыря Давидовой пустыни были открыты месторождения кремня — каменного сырья, пригодного для изготовления ружейных кремней. По указу царя всея Руси Алексея Михайловича в 1650 году некий торговый человек Лучка Жуков должен был наладить там добычу минерала, достаточную для производства полумиллиона ружейных кремней. Заказ был выполнен и за него Лучка Жуков получил 500 тыс. рублей (для сравнения, годовой доход Вознесенской Давидовой пустыни от владения 83 дворами 613 крестьян в 1678 г. составил 42 р. 14 коп.). Срочность и объём заказа потребовали привлечения большого числа рабочих из окрестных деревень, а масштаб добычи был такой, что монахи Давидовой пустыни писали жалобу царю о том, что из-за большого количества вырытых котлованов приходят в негодность пахотные угодья, а также что рабочие портят уже посаженное зерно. После этого кремень для государственных нужд продолжал добываться в окрестностях монастыря до середины XIX века.
В первой половине XVIII века с началом правления настоятеля Иосифа, переведённого из Екатерининской пустыни, в монастыре началось активное строительство, начали возводиться каменные храмы и постройки взамен зачастую полностью пришедших в негодность деревянных, были построены надвратная Успенская Церковь, Знаменская церковь (на пожертвования статской советницы Бобрищевой-Пушкиной), монастырь был обнесён каменной оградой. К 1764 году площадь монастырских угодий составляла 3604 га. При этом число всей братии монастыря всё это время было очень малочисленно, например, в 1794 году в монастыре было всего 6 человек (причём почти все они были в возрасте старше 60 лет). Огромное хозяйство монастыря поддерживалось силами окрестных крестьян и жителей монастырского посёлка.

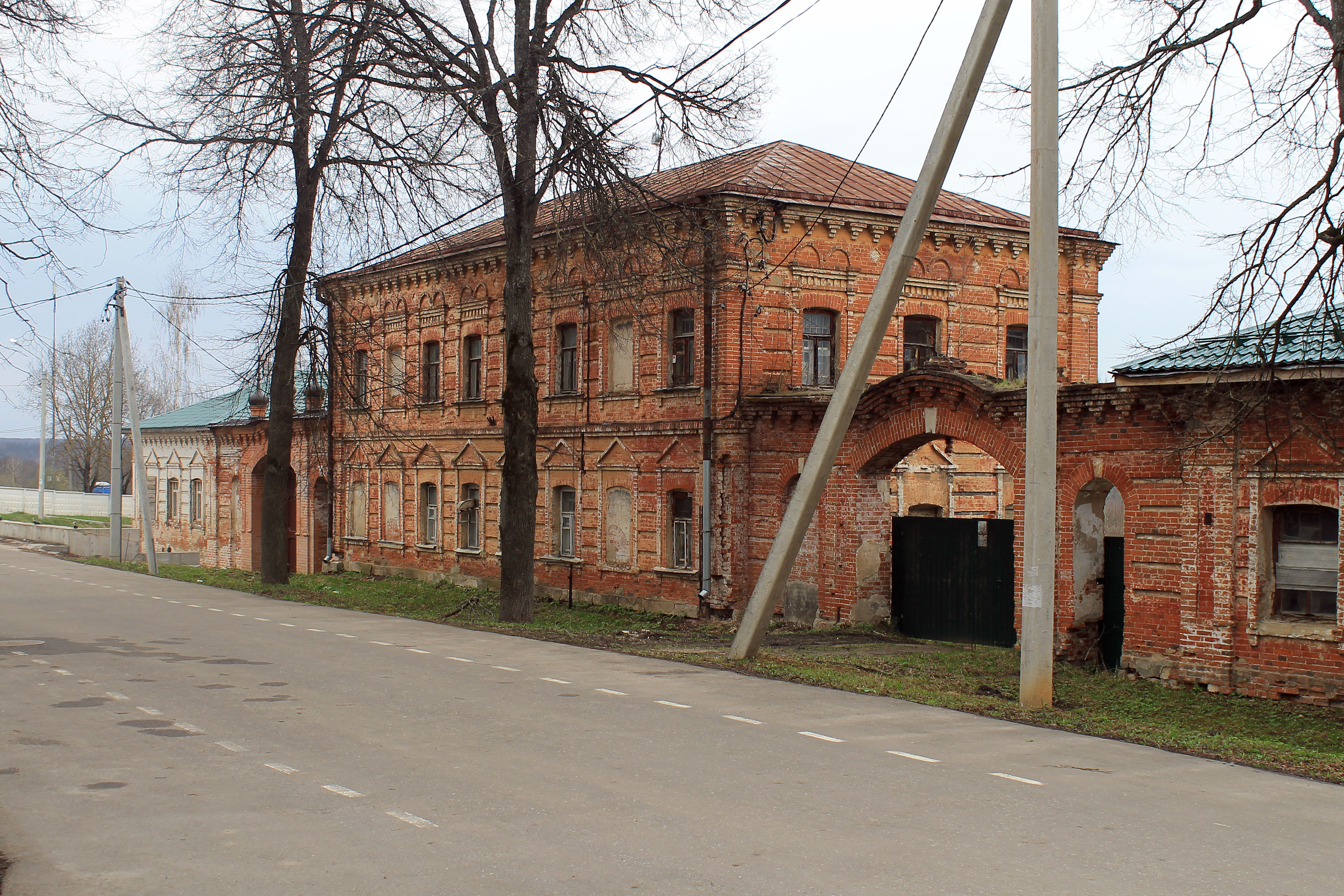
Бывший конный двор (1848 г.)

В 1798 году в монастыре был введён новый общежительный устав, что привлекло к нему большое количество новых насельников и способствовало обновлению и дальнейшему расширению монастырских владений. В 1852 году в списке братии числилось уже 102 человека. При монастыре был открыт кирпичный завод с горном, была построена плотина на реке Лопасне для возможности орошения лугов, построено две кузницы, новый скотный двор, новая конюшня, капитально отремонтированы имеющиеся храмы и бытовые строения и возведено много новых подсобных помещений. Была создана обширная пасека, мёд из которой стал широко известен за пределами монастыря. Система организации ульев на выставке пчеловодства при Обществе Акклиматизации животных в 1868 году была награждена золотой медалью (а годом ранее — серебряной).

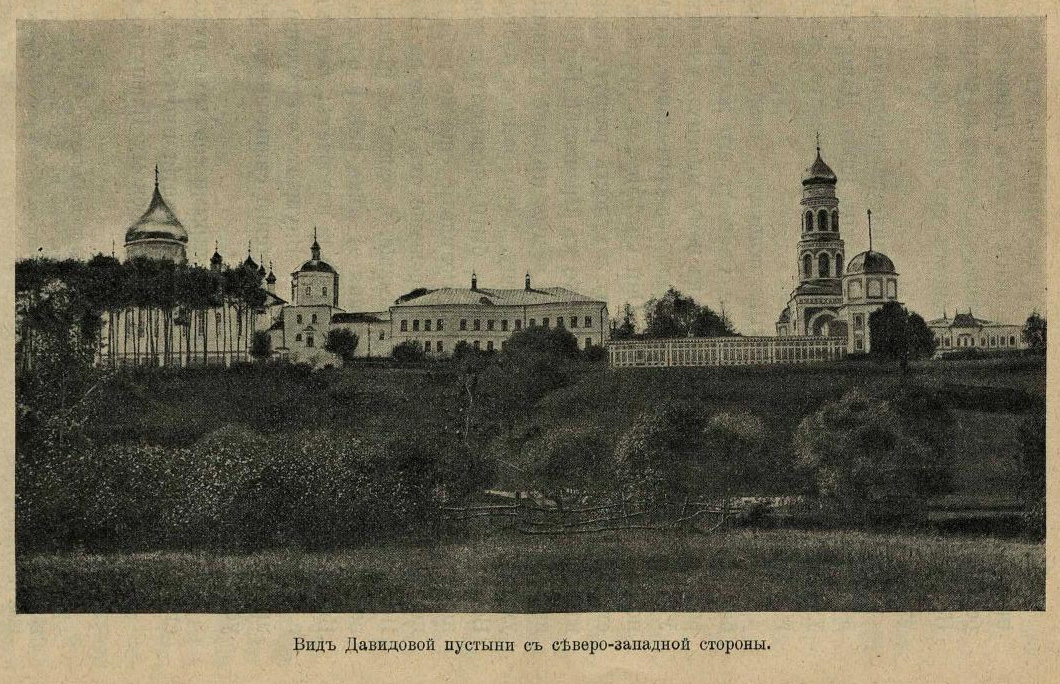
Давидова пустынь в 1915 году

В период 1843—1854 гг. происходило строительство новой колокольни — современной архитектурной доминанты монастыря Давидовой пустыни. На колокольне в 1846 году были установлены куранты, изготовленные братьями Бутеноп, в 1849 году копия этих курантов была установлена на Большом Кремлёвском дворце, а в 1850 году аналогичные куранты, с некоторыми изменениями, были установлены на Спасскую башню Кремля.

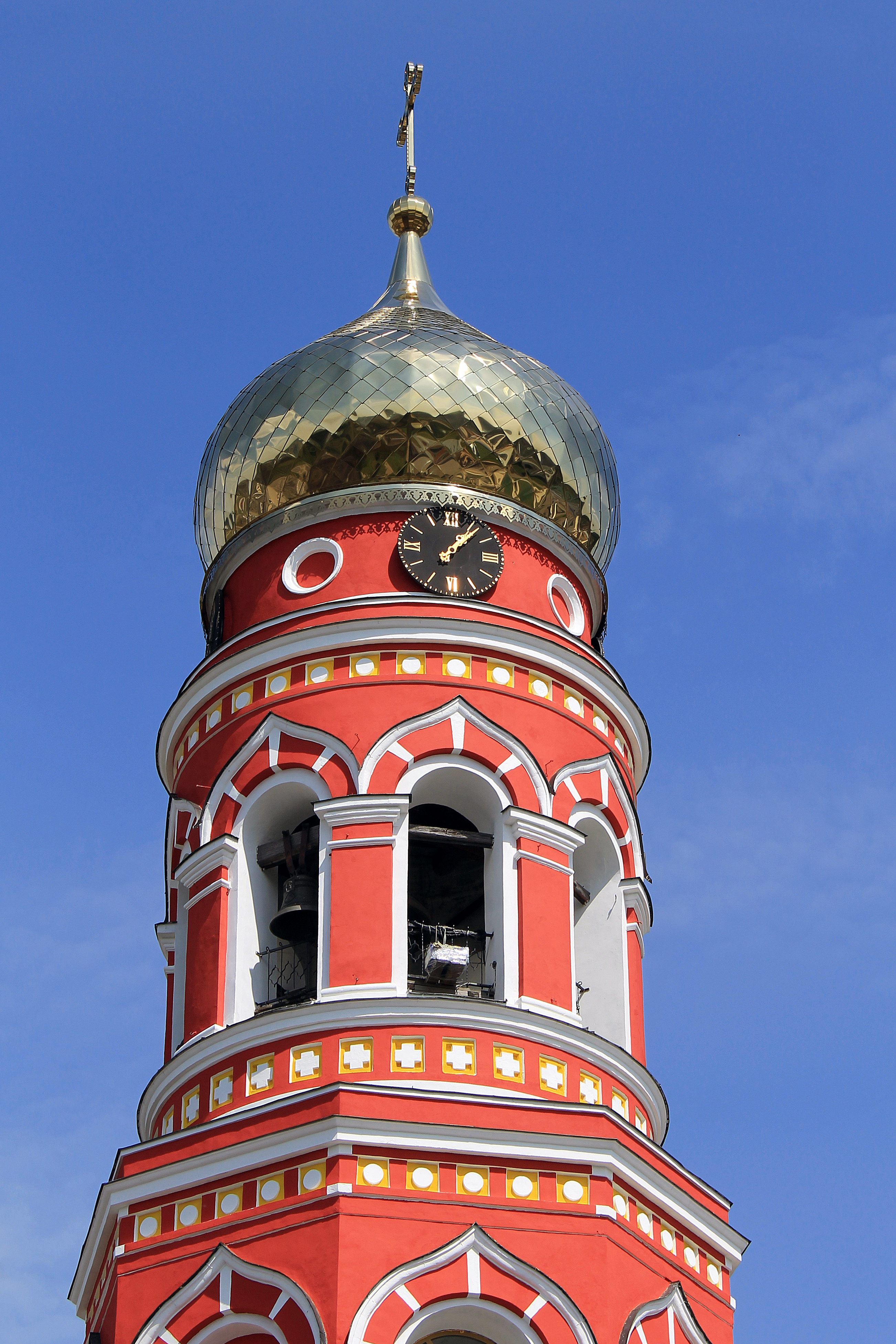
Куранты на колокольне монастыря — в 1849 году их копия была установлена на Большой Кремлёвский дворец

В начале XX века в посёлке существовали две церковно-приходские школы. В 1894 году у стен монастыря была открыта мужская двухклассная церковно-приходская школа, а в 1905 г. смешанная одноклассная.

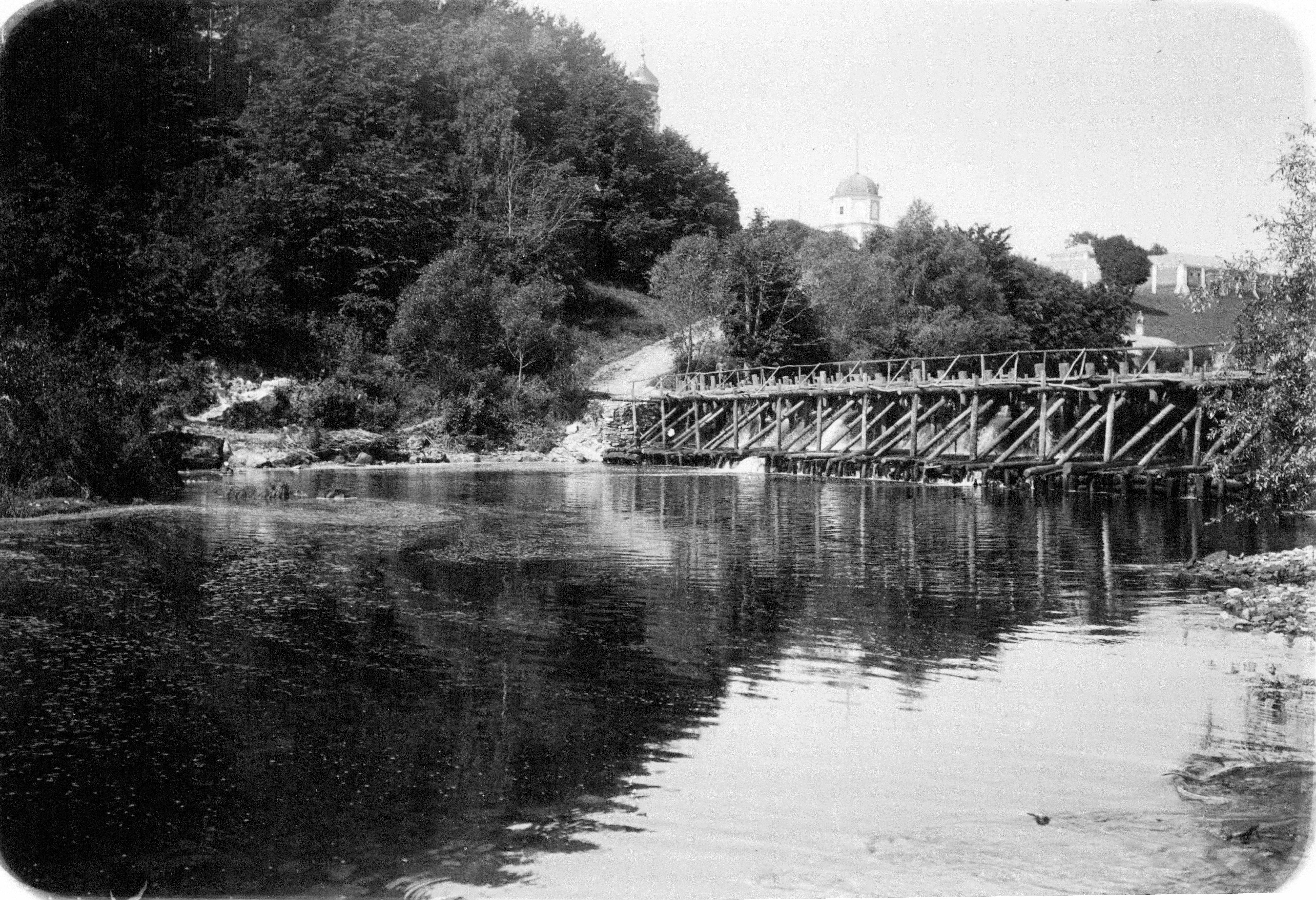
Плотина на реке Лопасня у Вознесенской Давидовой пустыни (1900—1910 гг.)

Также в начале XX века существовали проекты соединения Давидовой Пустыни узкоколейным (трамвайным) сообщением с ближайшими железнодорожными станциями Шарапова охота и Лопасня, но эти проекты так и не были осуществлены.

### Совхоз «Давыдова пустынь»
|  |

|  |

|  |

После прихода к власти большевиков в 1919 году на территории монастырского посёлка был создан совхоз «Давыдова Пустынь». По замыслу большевиков нужно было превратить успешное монастырское хозяйство в некий «образец», пропагандирующий среди крестьян преимущества коллективного «социалистического» труда. Но, несмотря на превосходные стартовые возможности, полностью налаженные производственные цепочки, обилие конфискованной техники эту идею можно назвать провалившейся и к 1925 году дела совхоза были в плачевном состоянии.
Начиная с начала 20-х годов монастырские постройки стали использоваться для государственных и совхозных нужд. Так, в период с 1920 по 1929 годы, на территории монастыря находился дом отдыха «Давыдова Пустынь» (иногда фигурирующий в документах как Санаторий для туберкулёзных больных), который располагался в настоятельском корпусе в тёплое время года. С 1925 года трапезная церковь и настоятельский корпус использовались для нужд ШКМ — «Давыдовской Школы крестьянской молодёжи». Здание церковно-приходской школы было также использовано для нужд школы и, частично, как общежитие. Также для проживания использовались другие свободные постройки на территории монастыря.
Здание монастырской гостиницы с первых лет после революции было занято под Бавыкинскую больницу им. А. П. Чехова.
В октябре 1929 года монастырь был полностью закрыт, монастырская братия частью репрессирована, частью разошлась по окрестным местам, многие были расстреляны на Бутовском полигоне.
22 октября 1929 года совхоз «Давыдова пустынь» был переименован в совхоз «Новый Быт», на основе которого было принято решение создать колхоз-гигант в соответствии с концепцией массовой коллективизации. По плану в состав создававшегося колхоза должны были войти земли 25 окрестных селений (24 деревень и одного хутора). Общая площадь земель нового колхоза составляла 8868,44 га. Но попытка массовой коллективизации вызвала сопротивление большей части крестьянства и провалилась по всей стране (что стало причиной выхода программной статьи Сталина «Головокружение от успехов» 2 марта 1930 года), и наскоро сконструированный колхоз-гигант даже не успел начать свою работу: весной 1930 года после выхода статьи Сталина решение о его создании было отменено. После изменения политики коллективизации в каждом поселении был создан отдельный колхоз. После этого общее количество колхозов в Лопасненском крае к 1934 году достигло 159 штук и оставалось неизменным вплоть до Великой Отечественной войны.
Дату 22 октября 1929 года принято считать датой создания посёлка, так как до этого момента в официальных документах, в том числе в переписных книгах, упоминалось «местечко Давыдова пустынь», в переписи же 1930-х годов оно уже значится как «посёлок совхоза Новый Быт».

### Создание новобытовского техникума молочного животноводства
В марте 1930 года на территории монастыря была открыта профшкола молочного скотоводства на 80 учащихся, но летом было принято решение о создании крупного учебно-производственного комплекса — «Новобытовского техникума молочного животноводства» в котором в ноябре уже училось почти 150 человек. В первом наборе техникума одним из студентов был правнук А. С. Пушкина — Григорий Григорьевич Пушкин (1913—1997), последний в России прямой потомок великого поэта по мужской линии.
С церквей монастыря были снесены кресты и купола, а церковные помещения стали использоваться для бытовых нужд — как склады, спортзал, кинозал, гараж, химическая лаборатория, вещевой склад. В северо-восточной башне монастыря в разное время находился детсад и сельсовет. Настоятельский корпус использовался как учебные помещения техникума. Монастырские постройки использовались таким образом вплоть до начала 1990-х годов.

### Вторая мировая война
Осенью 1941 года в Лопасненском районе было создано два партизанских отряда на случай фашистской оккупации. В подвалах монастыря находилась основная продовольственная база партизанских отрядов, также в окрестных лесах было оборудовано несколько замаскированных вспомогательных баз. Зимой 1941 года линия фронта находилась в 20 км от Нового Быта (см. Стремиловский рубеж обороны Москвы). Жители прифронтового села Стремилово и близлежащих деревень были эвакуированы в Новый Быт. В монастыре была размещена заградительная воинская часть, из колокольни было сделано пулемётное гнездо. Над селом проходили воздушные бои.

### Послевоенный период

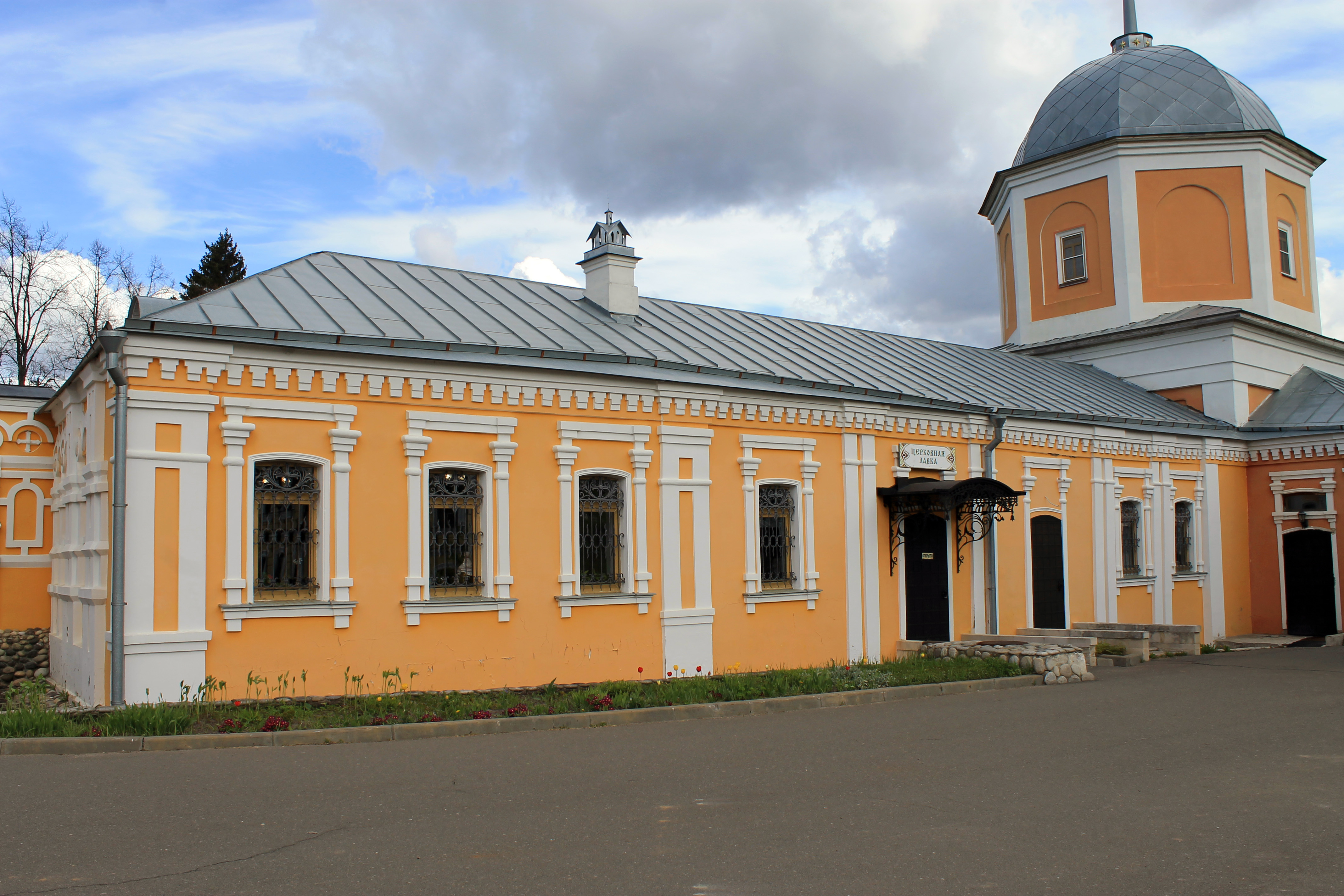
Церковная лавка монастыря — в послевоенное время в этом здании находился Баранцевский сельсовет, детский сад и почтовое отделение

В послевоенное время, вплоть до строительства испытательной станции НАТИ в 1953 году, основными учреждениями, влияющими на развитие посёлка, стал совхоз «Новый Быт» и Новобытовский техникум, для которого совхоз являлся практическим полигоном для образовательной деятельности. В начале 1950-х годов для сотрудников техникума напротив старой церковно-приходской школы было построено 7 каркасно-щитовых домов, на территории монастыря двухэтажный корпус общежития (сейчас братский корпус монастыря). В зданиях на территории монастыря были устроены водопровод и канализация.

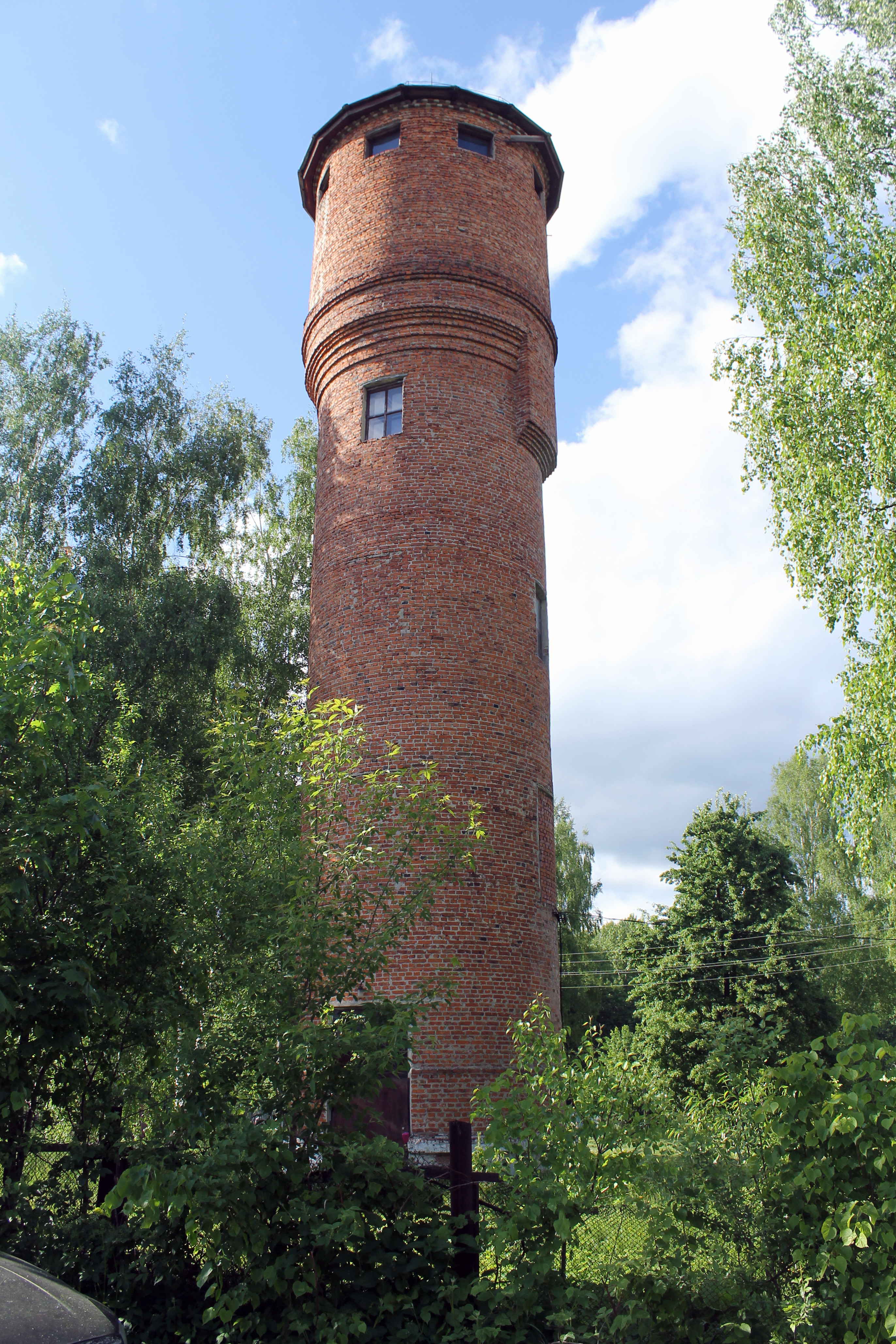
Водонапорная башня, 1962 г.

В 1969 году директором совхоза «Новый Быт» была назначена Симакова Валентина Петровна, которым в дальнейшем руководила 22 года. Благодаря её стараниям в посёлке было построено пять 16-квартирных домов, детский сад, столовая, картофелехранилище. Под её руководством сельскохозяйственное предприятие одним из первых внедрило передовые технологии, новые методы работы. При ней построены фермы в Новом Быту, Крюкове и Плешкине. Также она многие годы возглавляла районное отделение общества советско-чехословацкой дружбы и внедряла эффективные разработки и опыт чехословацких друзей в своем совхозе.

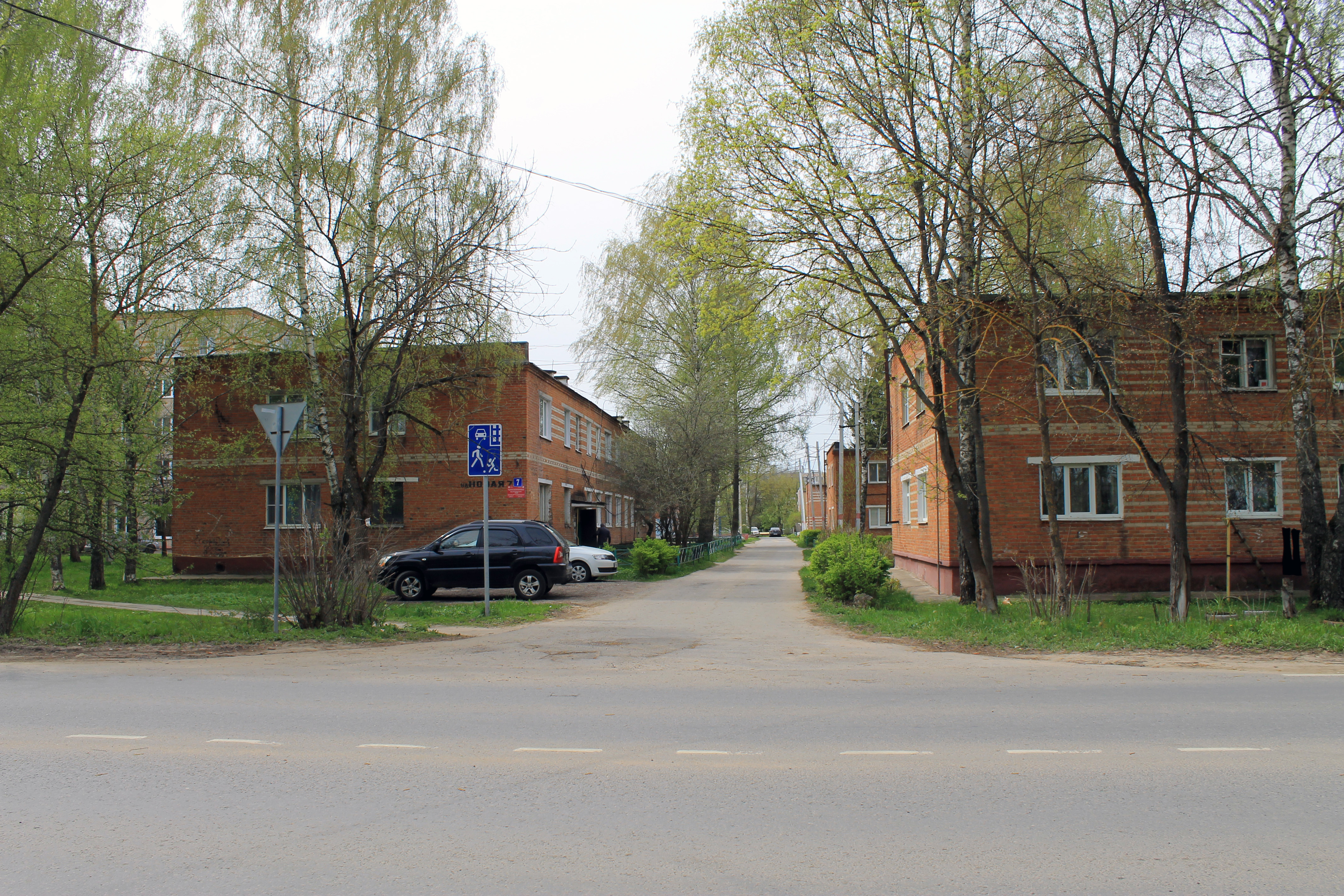
Дома для сотрудников совхоза, 1973 г.

### Испытательная станция НАТИ

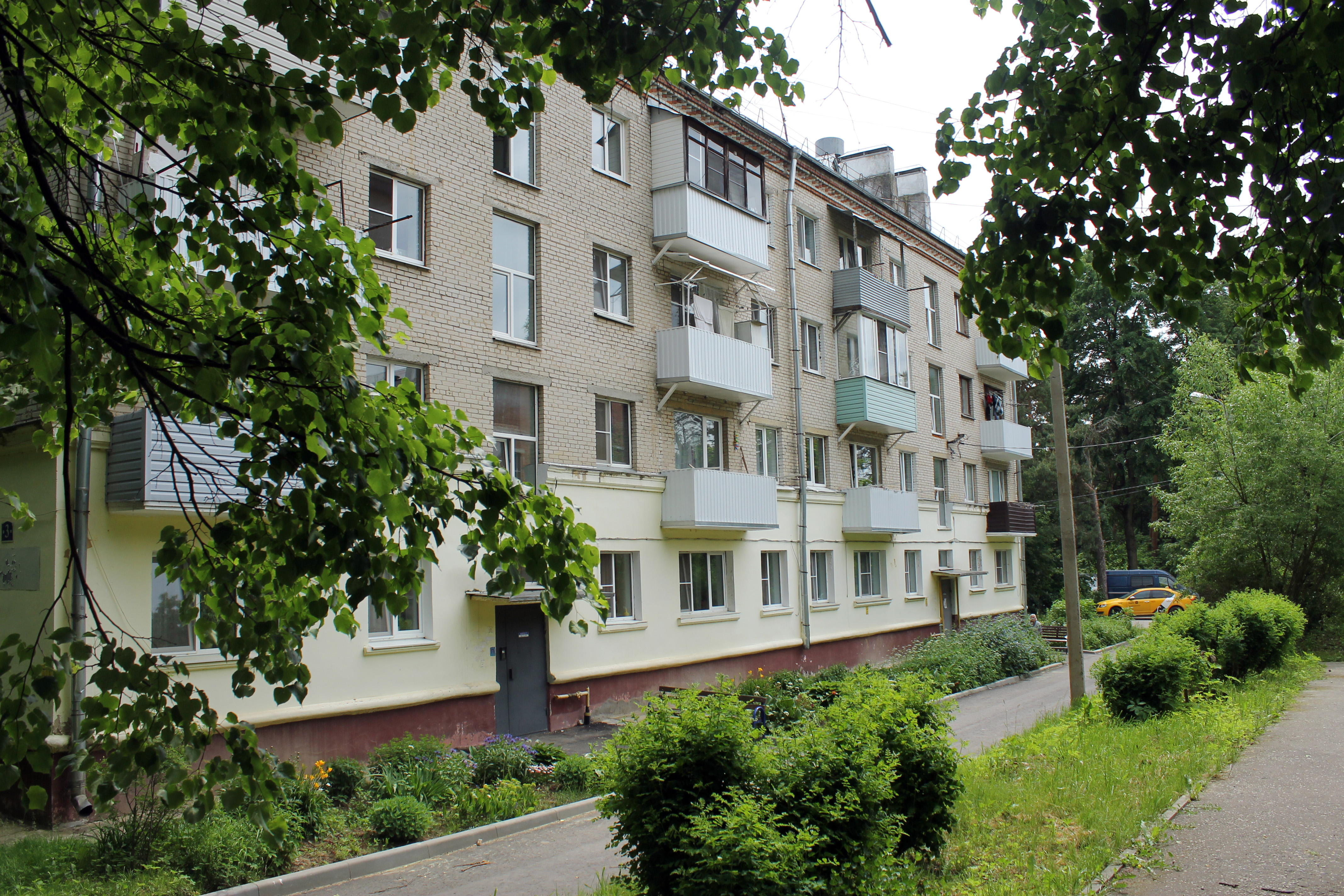
Один из домов, построенных в 1964 году для сотрудников НАТИ

В августе 1953 года на месте бывших клеверных и картофельных полей монастыря общей площадью 6,25 га началось строительство испытательной станции Научного автотракторного института (сейчас Федеральный исследовательский испытательный центр машиностроения — АО «ФИИЦ М») и жилых домов для её сотрудников. В послевоенные годы восстановленные и построенные заново тракторные заводы обладали высоким технологическим потенциалом и нуждались в постановке на производство новых тракторов современных конструкций. В этих условиях сложившаяся ранее практика проведения испытаний выездными группами специалистов НАТИ и заводов на базе МТС не могла обеспечить выполнение возросших объёмов испытаний. Поэтому постановлением Совета Министров СССР № 2736 от 29 июня 1950 года и приказом министра автомобильной и тракторной промышленности Союза ССР № 398 от 4 июля 1950 года НАТИ предписывалось организовать испытательную базу.
Также к имуществу создаваемой испытательной базы отошли здания Преображенского храма бывшего села Легчищево, на тот момент уже не действовавшего. Из здания храма был сделан лабораторный корпус. Земли храма, а также находившееся рядом с ним кладбище перешли к новому посёлку, а Легчищево потеряло статус села, которое носило более пятисот лет, и на текущий момент является деревней.

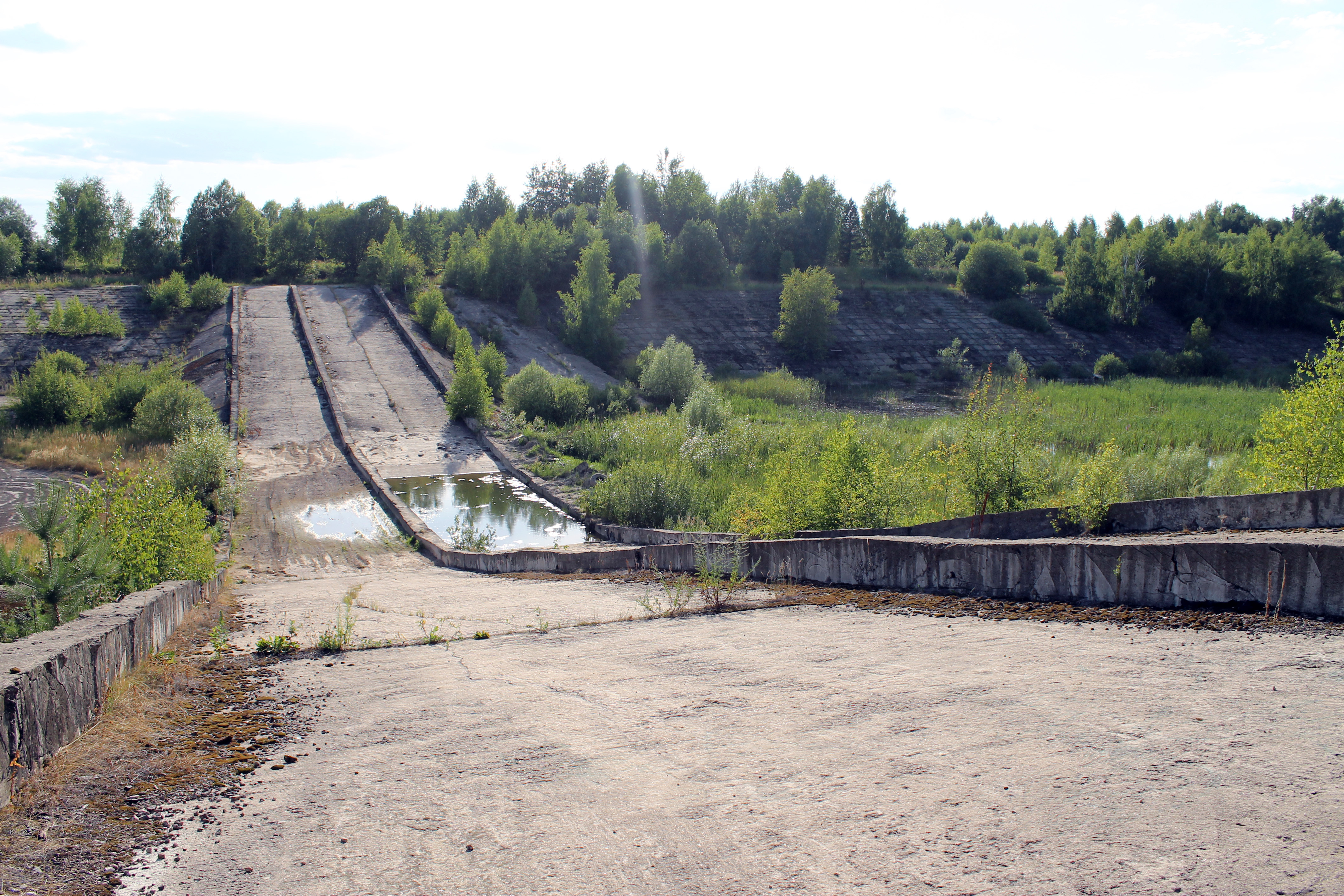
Испытательный полигон для тракторов

С 1954 года на станции стали проводить сложные и трудоёмкие тяговые испытания тракторов, развитие которых позволило в 1955—1962 годах разработать впервые в СССР методику ускоренных испытаний и совместно с НАТИ создать приборы и оборудование для их проведения. Позднее результаты этих работ легли в основу соответствующих гостов. С 1955 года на станции освоены техническая экспертиза и тормозные испытания двигателя с использованием передвижного стенда, а с 1959 года — сертификационные испытания тракторов.

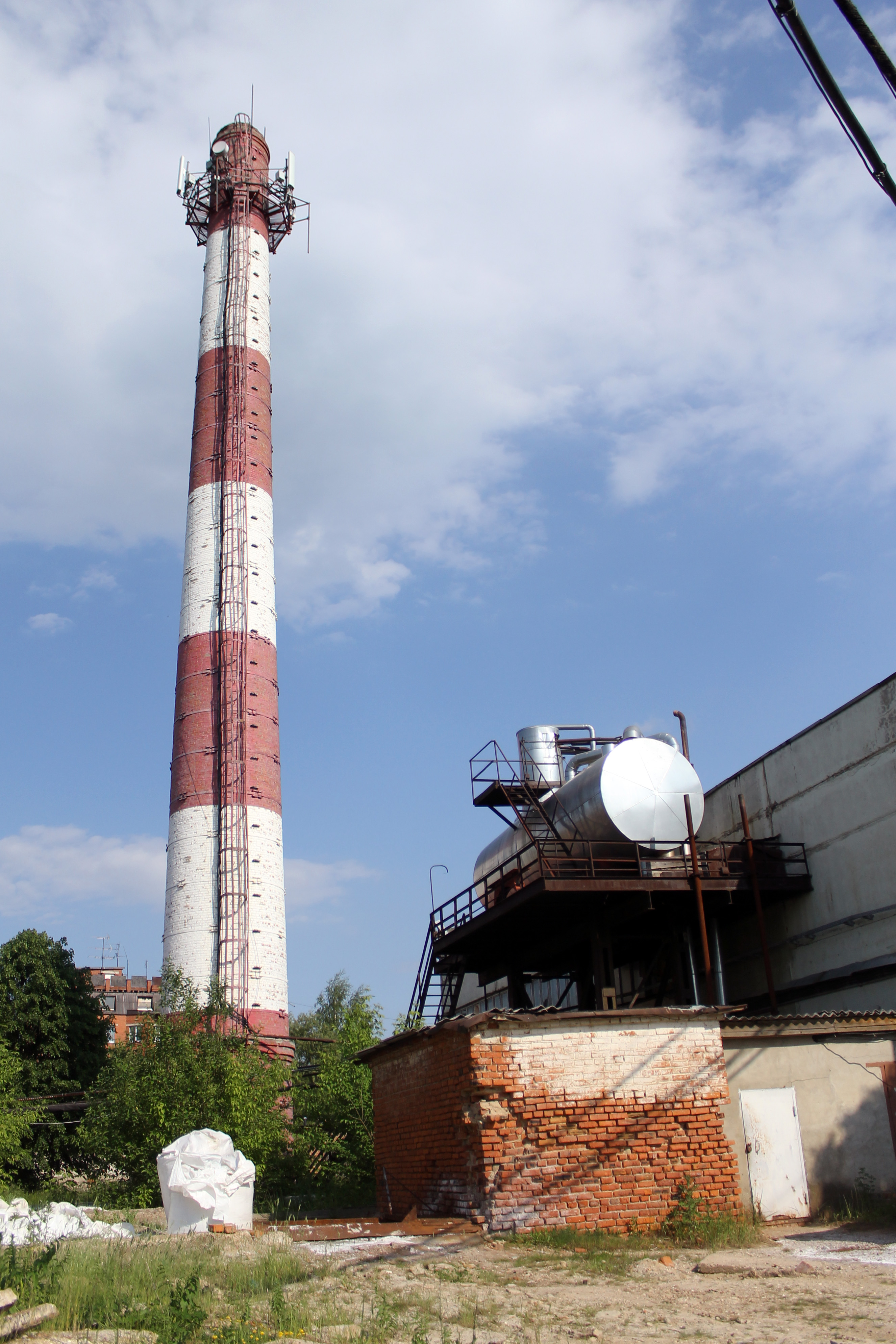
Котельная НАТИ

В начале 60-х годов развёртывается строительство производственной базы и жилья для сотрудников, а в 70-е годы станция развилась в большую научную организацию, насчитывающую 17 научно-исследовательских лабораторий и самостоятельный опытно-конструкторский отдел. Для проведения эксплуатационно-технологических испытаний тракторов в различных почвенно-климатических условиях станция располагала тремя опорными базами на Северном Кавказе, в Поволжье и Северном Казахстане.
В 1968 году работникам института было предоставлено 100 земельных участков для дачного строительства на окраине первого испытательного полигона, в четырёх километрах от станции Шарапова Охота.
В 1984 году в связи с ликвидацией Чеховского филиала ВИСХОМа на станцию были возложены функции головной организации отрасли по агрегатированию. Под руководством В.П. Занцевича здесь развёртываются работы по созданию и испытаниям пахотных агрегатов для гладкой вспашки, быстросоединяемых устройств, фронтальных навесных систем, тягово-сцепных устройств маятникового типа, разрабатывается отраслевой стандарт по согласованию агрегатирования сельхозмашин с тракторами. В 1984—1986 годах завершены строительно-монтажные и пусконаладочные работы. Уникальный научно-исследовательский комплекс, позволяющий проводить всеобъемлющую оценку тракторной и военной техники в экстремальных условиях, заработал в полную силу. В частности был построен и введён в действие уникальный климатический корпус общей площадью более десяти тысяч квадратных метров. В нём были две морозильные камеры, позволявшие испытывать полноразмерные тракторы и даже комбайны при различных климатических условиях. Температуру до минус пятидесяти градусов и влажность до ста процентов обеспечивали восемь уникальных компрессорных установок, специально изготовленных в ГДР. Помимо этого было построено новое шестиэтажное административное здание, корпуса для цеха опытных конструкций и ряда исследовательских лабораторий, новая котельная, обеспечивающая теплом весь посёлок до настоящего времени, новые четырёхэтажные жилые дома, гостиница, открыты магазины.

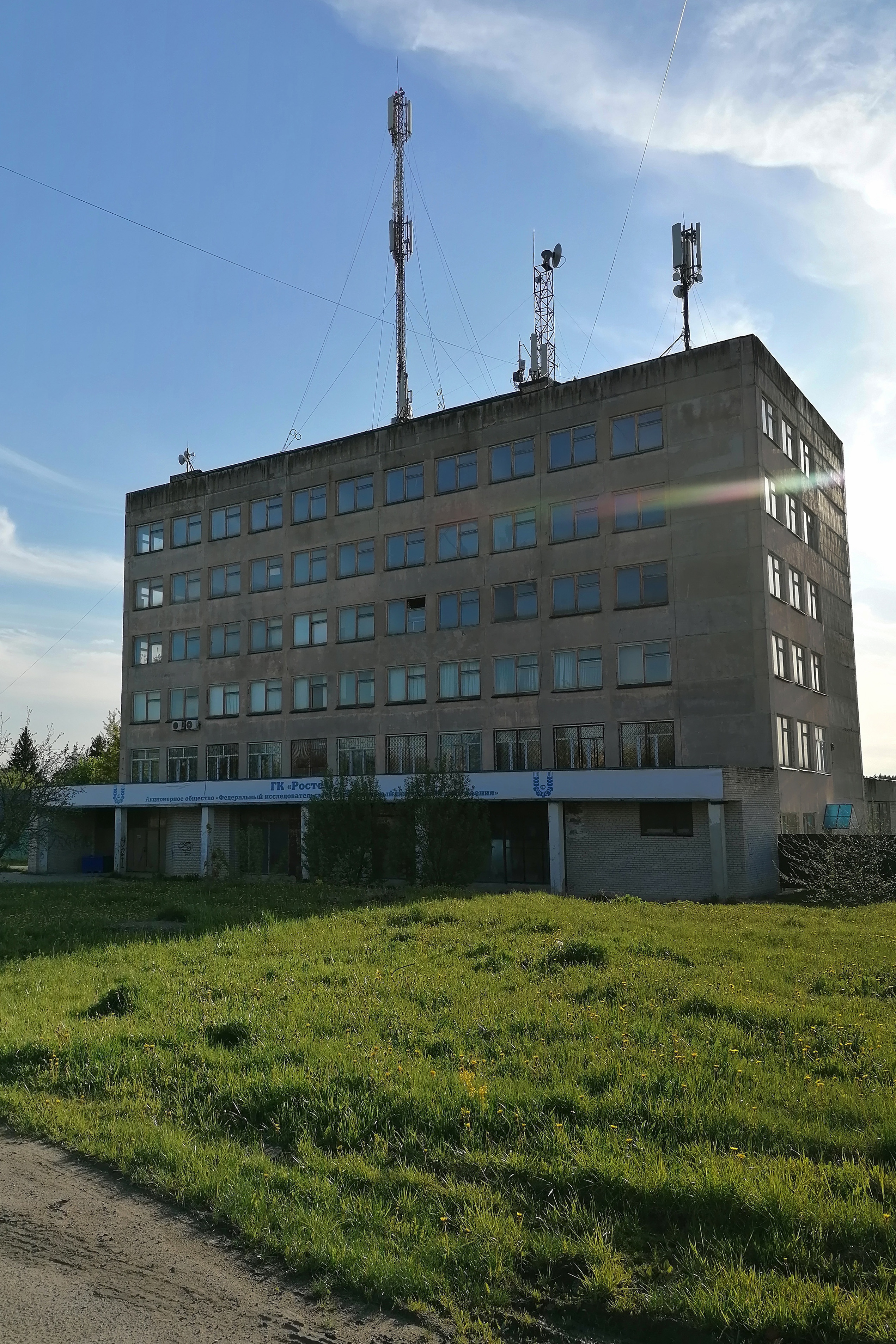
Федеральный исследовательский испытательный центр машиностроения

В период становления ПНИС НАТИ начала активно развиваться вся инфраструктура Нового Быта. Население поселка пополнилось несколькими сотнями весьма образованных сотрудников станции НАТИ, многие из которых там жили постоянно вместе с семьями, получив квартиры в новых домах. Общее количество сотрудников испытательной станции в то время достигало 500 человек. В связи с этим возникла необходимость обучать большое количество детей в школе, которая тоже начала развиваться, в неё стали приглашать молодых педагогов, выпускников вузов из других городов, для которых переезд в Подмосковье становился профессиональной удачей. В 1977 году было построено новое здание школы, действующее по настоящее время.

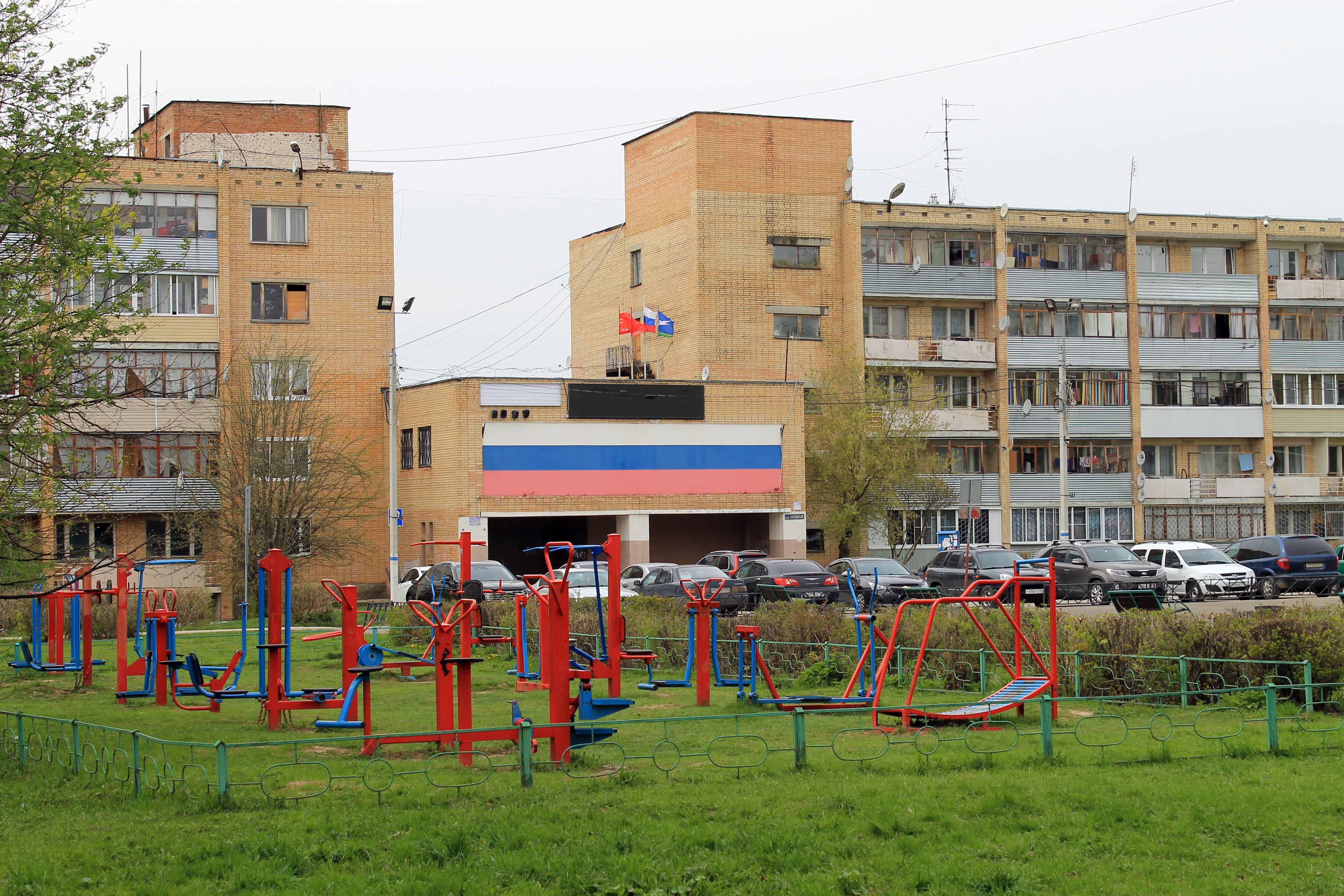
Здание бывшей гостиницы НАТИ, сейчас жилой дом и здание администрации посёлка

Вследствие больших улучшений инфраструктуры посёлка, связанных с деятельностью института, в 80-х годах он во многом превосходил районный центр город Чехов.

### Постсоветский период

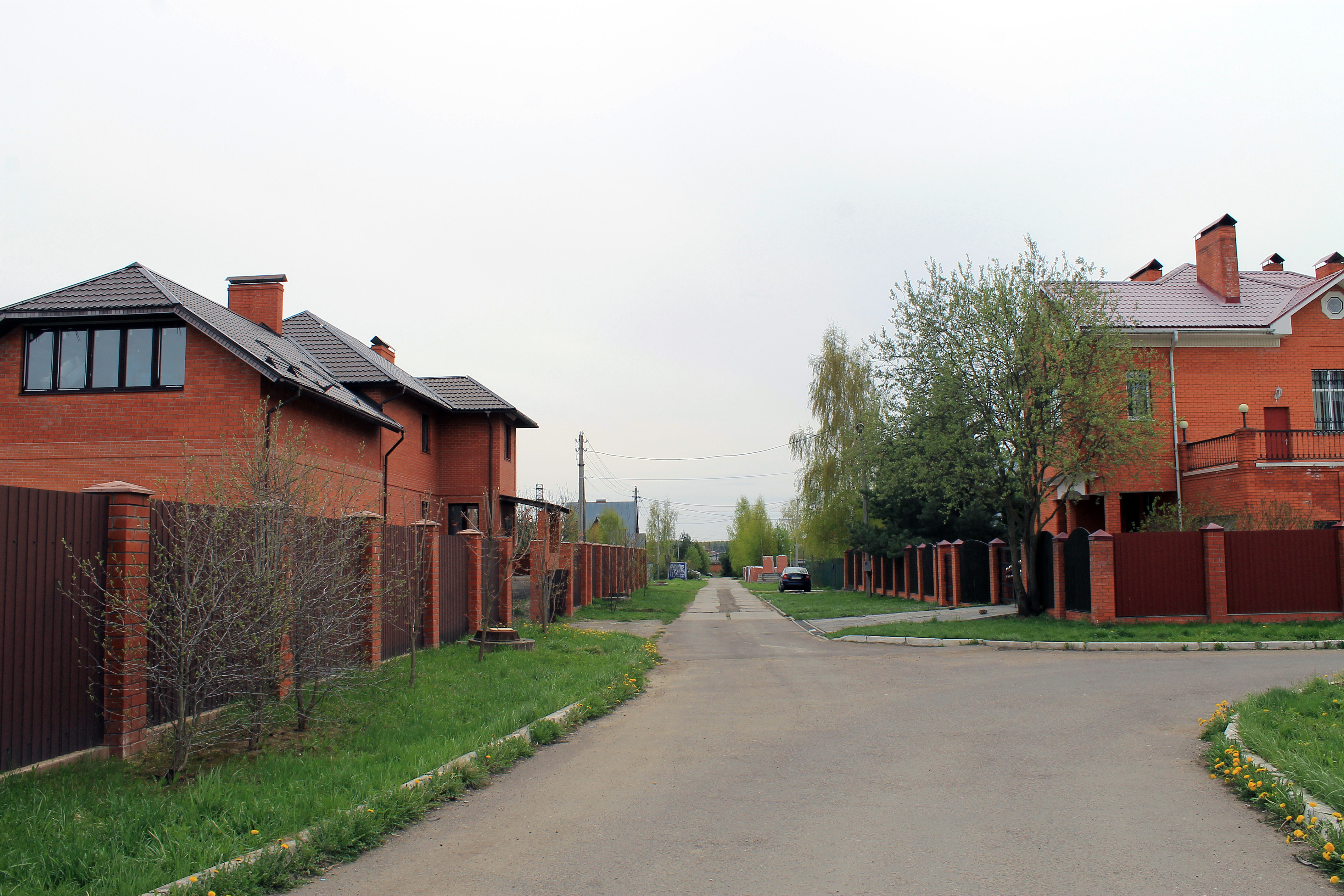
Постсоветская малоэтажная застройка в Новом Быту

После начала перестройки в 1986 году масштабы деятельности подмосковного филиала НАТИ резко сократились — было урезано финансирование, научной деятельности практически не стало, лаборатории стали пытаться вести коммерческую деятельность, стали рваться связи с головным институтом. Также на тракторных и моторных предприятиях Минска, Харькова, Волгограда и Владимира были созданы мощные КБ, производственно-экспериментальные базы и потребность в такой структуре как испытательная станция НАТИ значительно снизилась. Специалисты начали покидать институт, что негативно сказалось на жизни посёлка.
В 2002 году, когда институт вышел из состава НАТИ и примкнул к структурам Ростеха, сменив название на АО «ФИИЦ М», в нём работало 32 человека. К этому моменту испытательные корпуса уже не функционировали, а основной деятельностью института была сдача в аренду бывших лабораторных помещений коммерческим структурам. Даже здание правительственного бункера министра машиностроения А. А. Ежевского, находящееся на территории испытательной станции НАТИ, стало использоваться для коммерческого выращивания грибов.
Одной из успешных коммерческих структур, выросших на базе института, стала ЗАО «НПО Турботехника», позднее открывшая производство и переместившаяся в Протвино. Ей в 90-х годах был заложен большой жилой комплекс в центре посёлка, но в связи с перемещением предприятия в другой город строительство было заморожено. Дома были достроены только в 2015 году под торговым названием «Жилой комплекс „Эко-Чехов“».

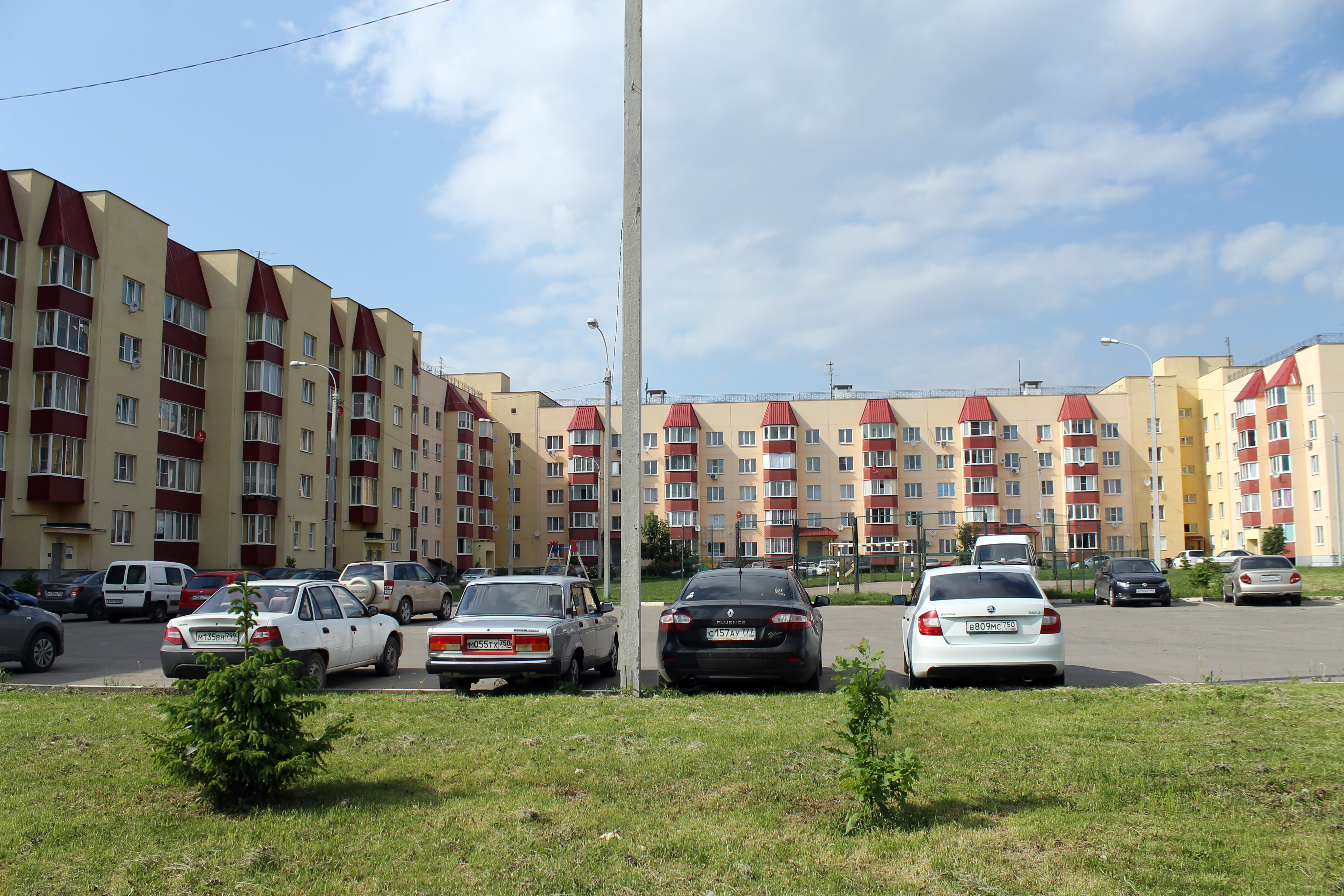
Жилой дом, который начала строить в 90х годах НПО Турботехника для своих сотрудников

В начале 90-х годов к посёлку проявил интерес Борис Абрамович Березовский, которого туда привлёк его сокурсник Александр Красненкер, который в своё время работал заведующим отделением компьютеризации и информатики ПФ НАТИ. Он уговорил директора института Козырева сдать Березовскому площади под стоянку ЛогоВАЗа, которая стала занимать большую часть испытательного полигона. Аренда была согласована на условиях обновления инфраструктуры посёлка и создании новых высокотехнологичных рабочих мест, но это обещание не было выполнено.
В постсоветское время на территории села и на многочисленных окружающих его садовых товариществах началось активное строительство частных домов для всесезонного проживания. В 2005 году было сформировано Сельское поселение Баранцевское и Новый Быт стал его административным центром, а также самым большим населённым пунктом.

## Архитектура и достопримечательности

### Православные храмы

#### Мужской монастырь Вознесенская Давидова Пустынь

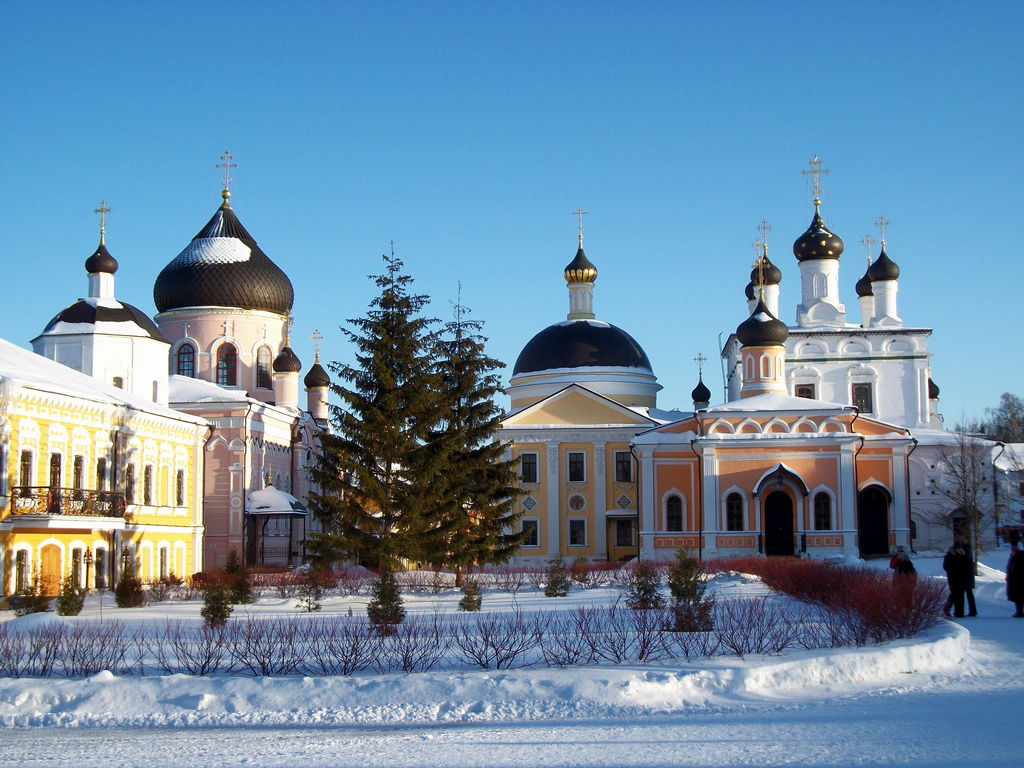
Мужской монастырь Вознесенская Давидова Пустынь

Основанный в 1515 году и сильно пострадавший в советское время, на текущий момент монастырь практически полностью восстановлен. Архитектурный ансамбль монастыря содержит шесть храмов:
- Вознесенский собор (1682 г.),
- Церковь Успения Пресвятой Богородицы (1740 г.),
- Никольская церковь (1804 г.),
- Знаменская церковь (1867 г.),
- Собор Всемилостивого Спаса (1904 г.),
- Храм Всех Святых (1913 г.).

Помимо церквей в ансамбль монастыря входят надворная колокольня, братские и настоятельский корпуса, четыре угловые башни, надкладезная часовня и ряд других строений. Рядом с монастырём находится липовая роща с прудами — памятник природы регионального значения.
Церковные службы в монастыре проводятся ежедневно. Монастырь организует регулярные паломнические службы, в том числе поездки по святым местам православной России.

#### Преображенский храмСтароспасского погоста

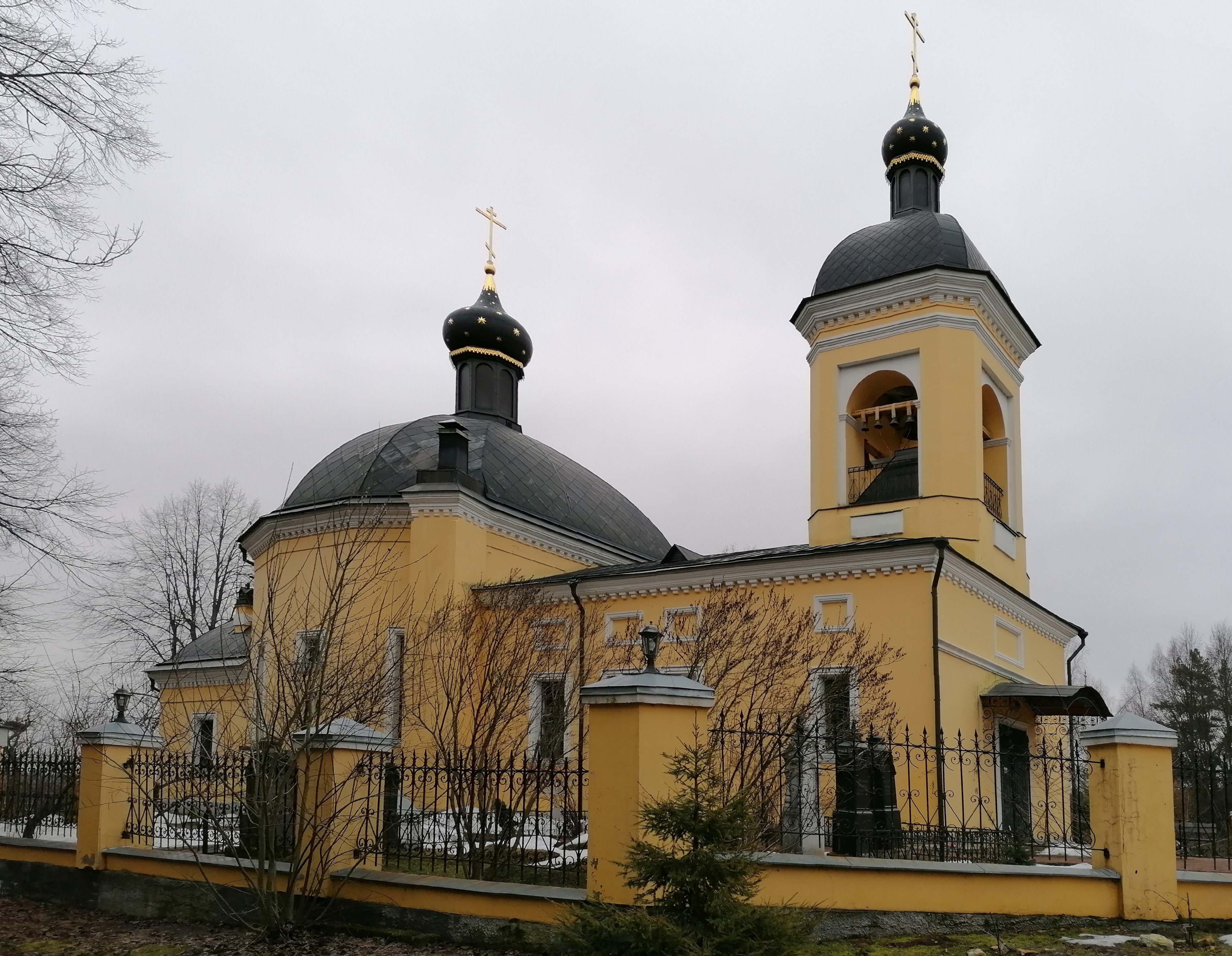
Преображенский храм Староспасского погоста

Храм Преображения Господня на Старом Спасе является одной из старейших церквей Лопасненского края. Первое упоминание села Бовыкина, к которому в то время относилась церковь, относится к 1401 году — оно упоминается в перечне земель, которые должна была унаследовать жена Владимира Храброго — Елена. В период 1646—1675 годов большинство жителей села переселились на другой берег реки Лопасня, и новое место своего проживания стали называть деревня Бавыкино, а прежнее место, на котором осталась церковь и несколько дворов, в том числе двор священнослужителя, стали называть «Староспасским селом» или «Староспасским погостом».

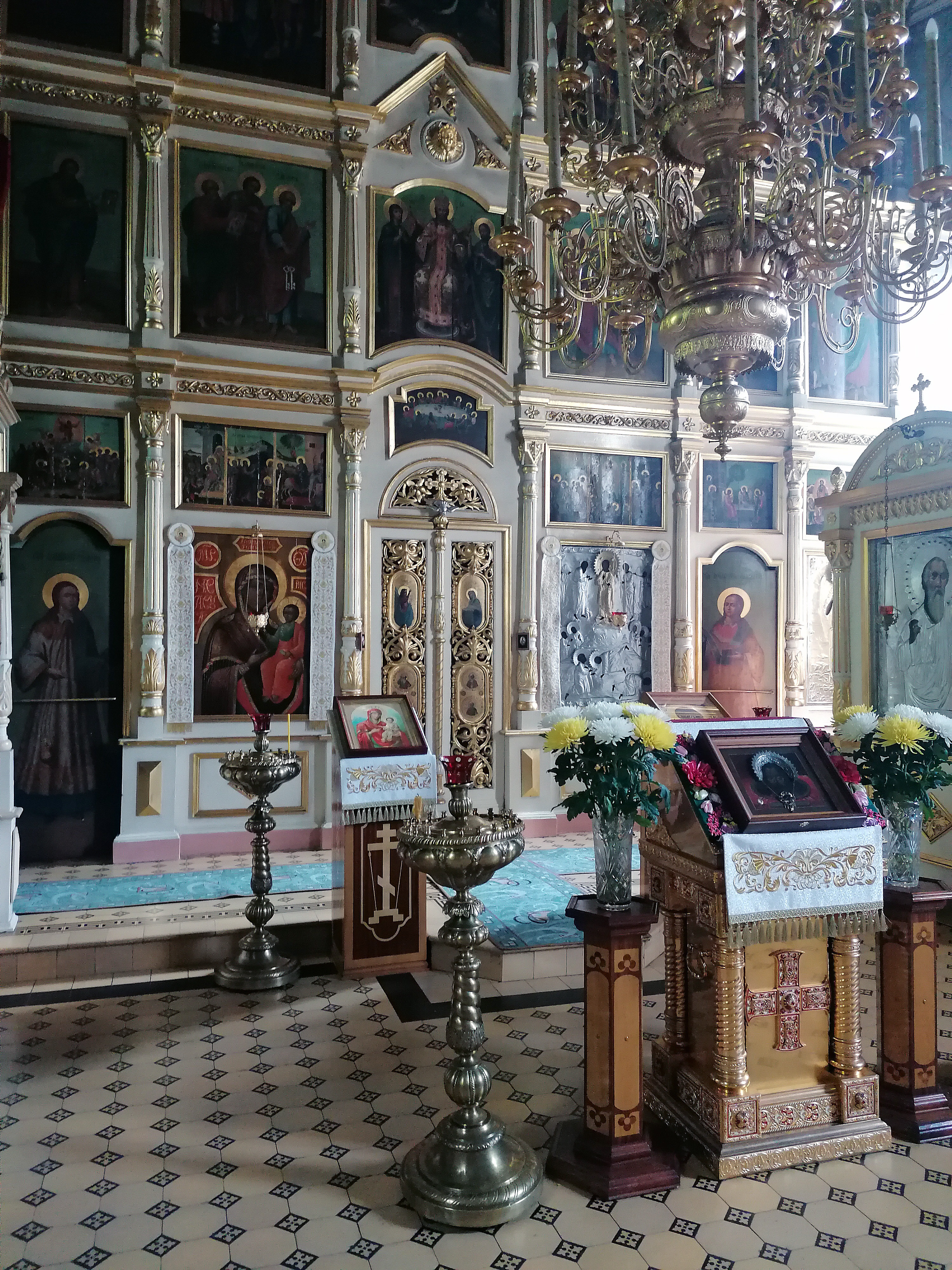
Иконостас центрального придела Преображенского храма Староспасского погоста

Согласно описанию 1675 года на погосте стояла «церковь с трапезою во имя Преображения Господня деревянная клецки». В смутное время храм стоял «пуст, без пения».
На погосте с XVI века деревянные храмы сменялись по ветхости или после пожаров. В 1708 году село Старый Спас было пожаловано князю Григорию Федоровичу Долгорукову, который в 1722 году построил в нём новую деревянную церковь.
В 1775 году земли Хатунской волости, в том числе земли Староспасского погоста были отданы Екатериной II во владение графу Алексею Григорьевичу Орлову. В 1780 году на средства графа Владимира Григорьевича Орлова был построен каменный храм, существующий по настоящее время. Главный престол освящён в честь Преображения Господня, придельный храм — во имя великомученика Георгия Победоносца.
В XIX веке храм существовал на пожертвования состоятельных крестьян села Бавыкино. В ограде церкви находится некрополь семьи Серебровых и их родственников Щеголихиных. Серебровы владели шёлковой фабрикой в Москве. В дореволюционное время при храме работала церковно-приходская школа, где обучались дети ближайших деревень.
После революции и всё советское время церковь, одна из немногих, никогда не закрывалась. В 1960-х годах церковь хотели закрыть, но её отстоял внучатый племянник А. П. Чехова — художник С.С. Чехов.
В 2002 году церковь Преображения Господня была передана в качестве подворья Свято-Вознесенской Давидовой Пустыни, благодаря чему храм стал реставрироваться, а в 2005 году церковь Преображения Господня на Старом Спасе вновь стала самостоятельным приходом.

#### Преображенский храм бывшего селаЛегчищево

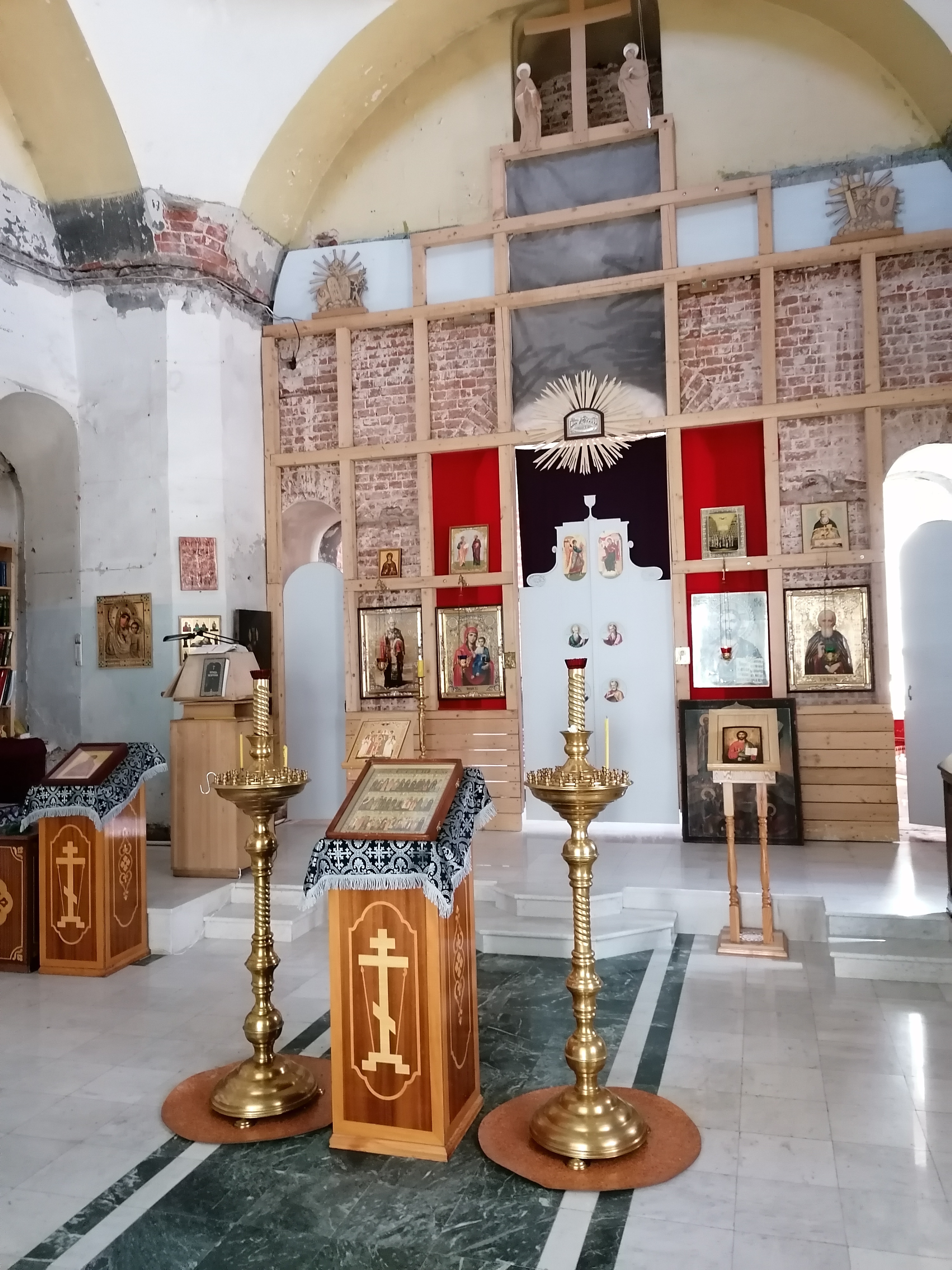
Центральный придел восстанавливаемого Преображенского храма

На момент основания монастыря в 1515 году село Легчищево (тогда Левчищево), находившееся от него в непосредственной близости, существовало уже несколько столетий. В селе была деревянная церковь Святой Мученицы Параскевы. Позже в него был перенесён из Давидовой пустыни построенный в 1600 году игуменом Леонидом «на свои келейные деньги» деревянный храм Вознесения Господня. Причина перенесения храма неизвестна. Поэтому в 1627 году во время переписи владений монастыря в селе Легчищево находилось два храма, но старая церковь Параскевы «стояла без пения, ветхая», а службы проходили в новом, перенесённом из монастыря храме. Исходя из того, что средний срок службы деревянных церквей в то время составлял 85 лет, церковь Параскевы была построена не позднее первой половины XVI века.
Перенесённая из монастыря церковь стала называться Преображенской. При этом в народе сразу закрепилось другое название церкви — Новоспасская церковь, употребляемое до настоящего времени, в противовес находящемуся неподалёку Преображенскому храму Староспасского погоста, называвшемуся Староспасской церковью, и существовавшему на тот момент уже несколько веков.
Впоследствии старая церковь Параскевы была разобрана, а в новом храме был создан придел «великомученицы Парасковеи, нарицаемыя Пятницы», который был описан в писцовой книге 1657 года.

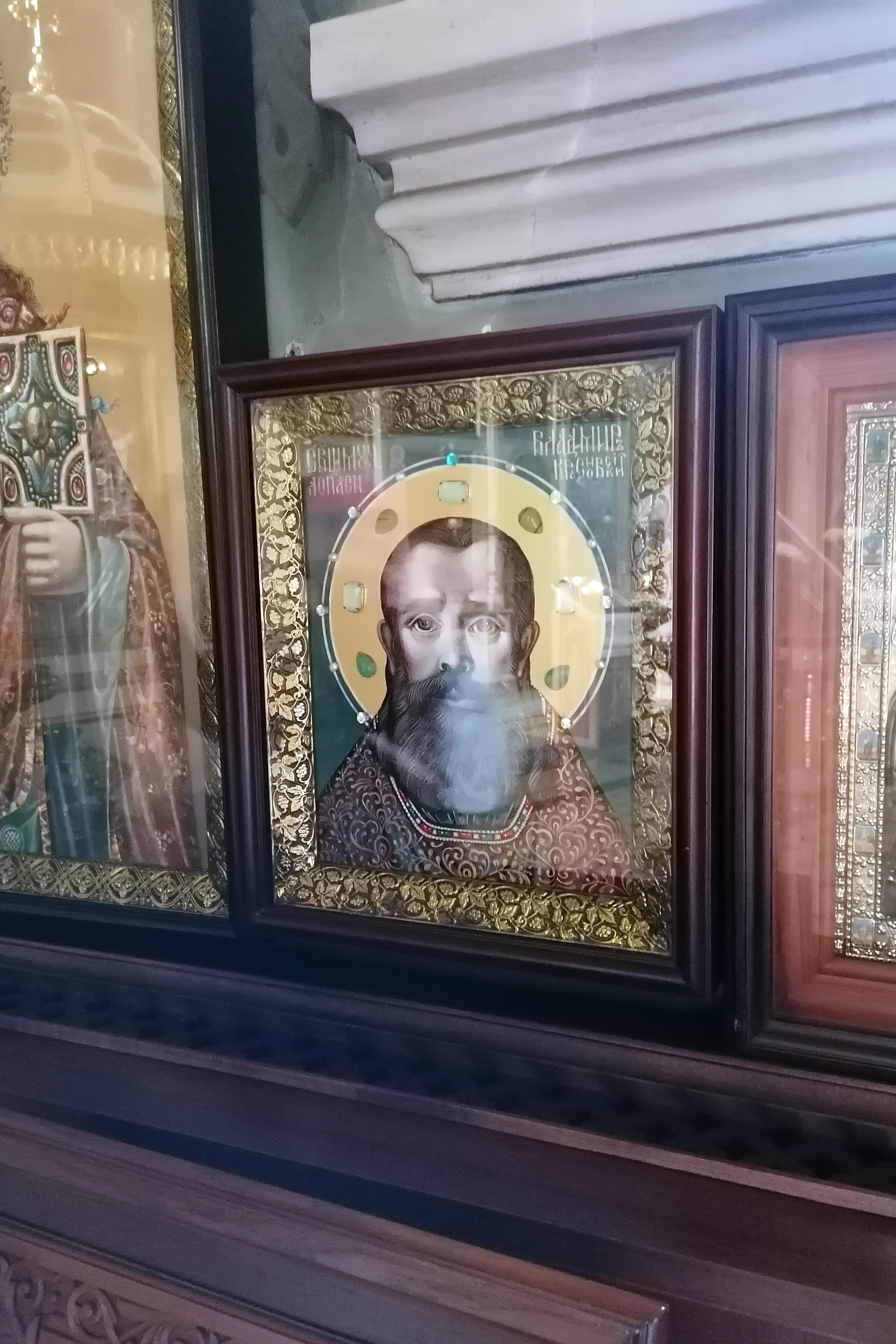
Икона священномученика Владимира Красновского в Преображенском храме Староспасского погоста

В 1842—1851 гг. было произведено строительство каменной Новоспасской церкви взамен обветшавшей деревянной. В ней был сохранён Пятницкий придел, а также был открыт ещё один — Вознесенский, скорее всего в память о том, что перенесённый за двести лет до того из монастыря деревянный храм носил имя храма Вознесения Господня.

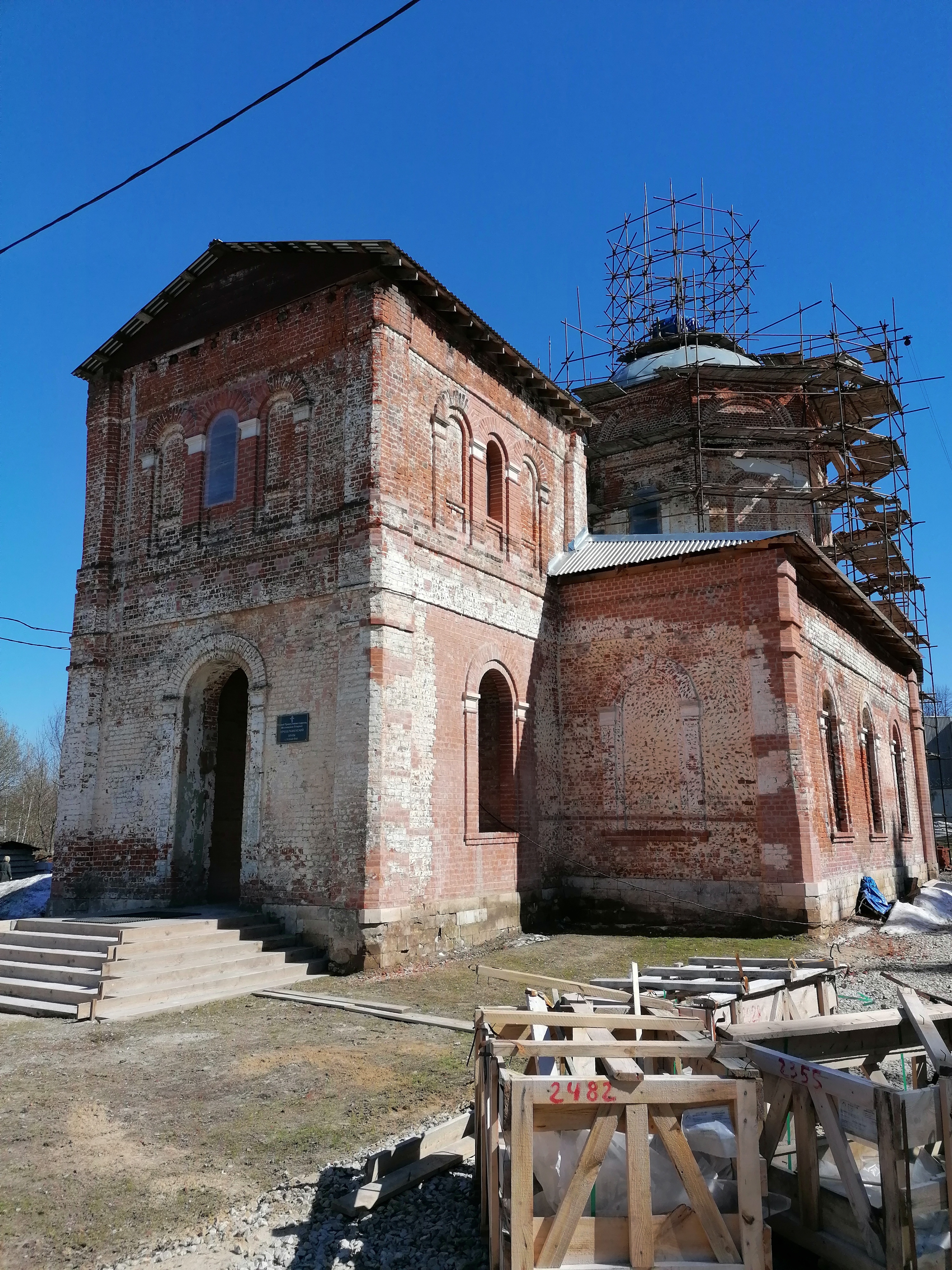
Преображенский храм бывшего села Легчищево в процессе реставрации весной 2022 года

В 30-х годах XX века храм был закрыт, последний его настоятель, священномученик Владимир Красновский, был расстрелян 25 ноября 1937 года и погребён в безвестной общей могиле на полигоне Бутово под Москвой. Постановлением Священного Синода 27 декабря 2000 года священник Владимир Красновский был причислен к лику святых в чине священномученика.
После смерти последнего настоятеля храм пришёл в запустение. По рассказам местных жителей дети в начале сороковых годов залезали церковь и выносили оттуда, кто книги, кто утварь. 15 мая 1953 года церковное здание было передано под нужды НАТИ.
В последующее время здание церкви было сильно обезображено — колокольня была разрушена, барабан и центральный купол сброшены бульдозерами. Вокруг храма были возведены многочисленные пристройки, частично разрушены стены. На месте Вознесенского придела был устроен туалет, на месте центрального алтаря — столярная мастерская. Само здание в целом использовалось как лабораторный корпус НАТИ.
В 2007 году, старанием благочинного Чеховского района священника Александра Сербского и супругов Георгиевских, по благословению Митрополита Крутицкого и Коломенского Ювеналия приход был возобновлён и началось восстановление храма, которое продолжается и по сей день.
С октября 2010 года усилиями священника Павла Иванова, настоятеля храма с 21 марта 2011, началась реставрация внутренних помещений: был расчищен Пятницкий придел и притвор, открыта сохранившаяся местами роспись стен, на куполе установлен крест, на колокольню вернулись кампаны, обустроены помещения для приходской воскресной школы и народная трапезная.

### Объекты Научно-исследовательского института тракторостроения

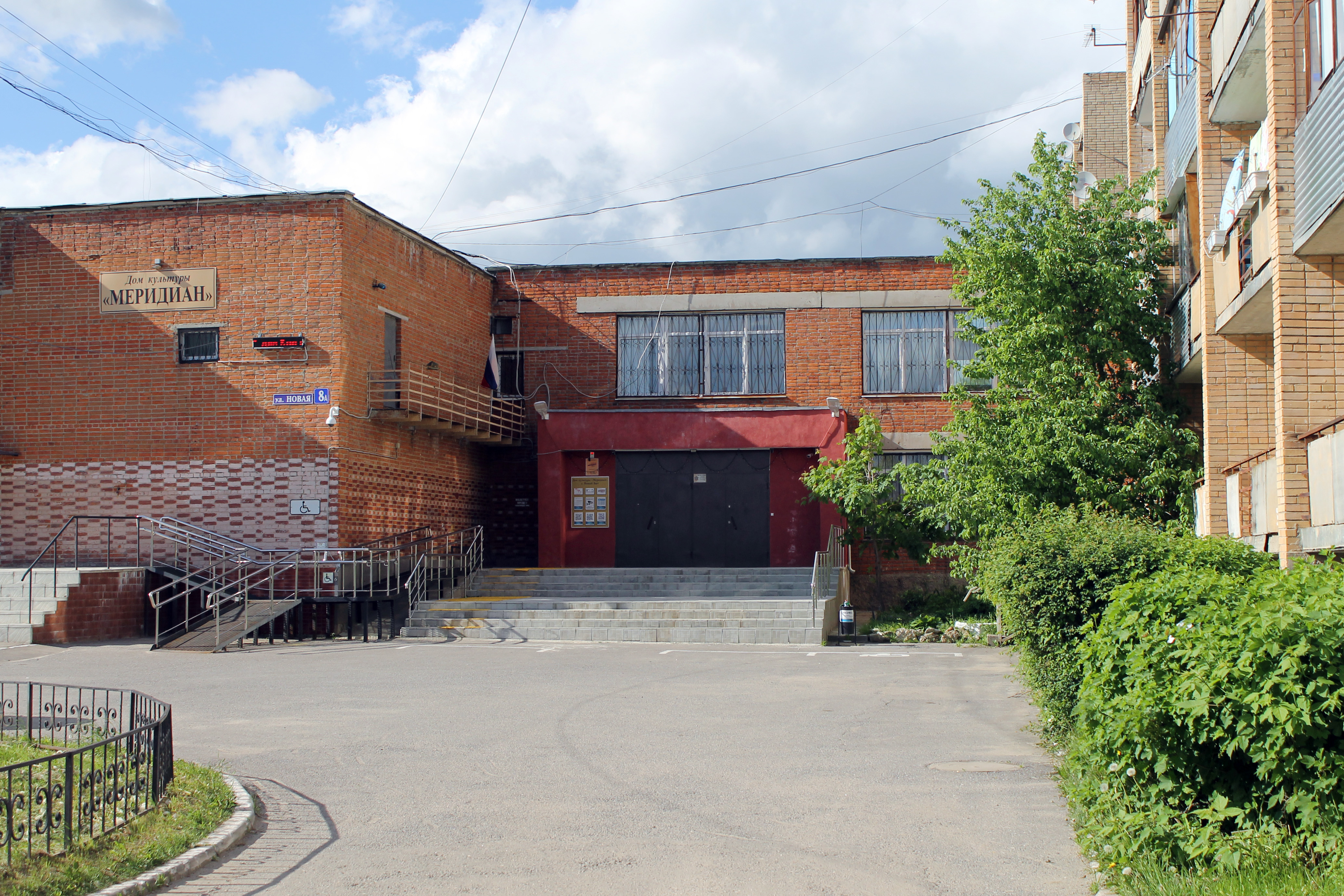
ДК «Меридиан» в Новом Быту

#### Испытательные полигоны
Для проведения испытаний испытательной станцией НАТИ было построено несколько полигонов. Самый большой из них, т. н. Дальний полигон, занимает площадь 85 га. На полигоне расположены бетонный бассейн, в котором техника проходила испытание на герметичность и плавучесть; динамометрическая дорога, а также испытательное «пятно» — горка с тремя подъёмами разной степени крутизны и с разным покрытием. Здесь же работали специальные установки для испытаний техники — так называемые горизонтальное и «беличье» (вертикальное) колёса с мощными крепежами и металлическими тягами для испытаний техники.

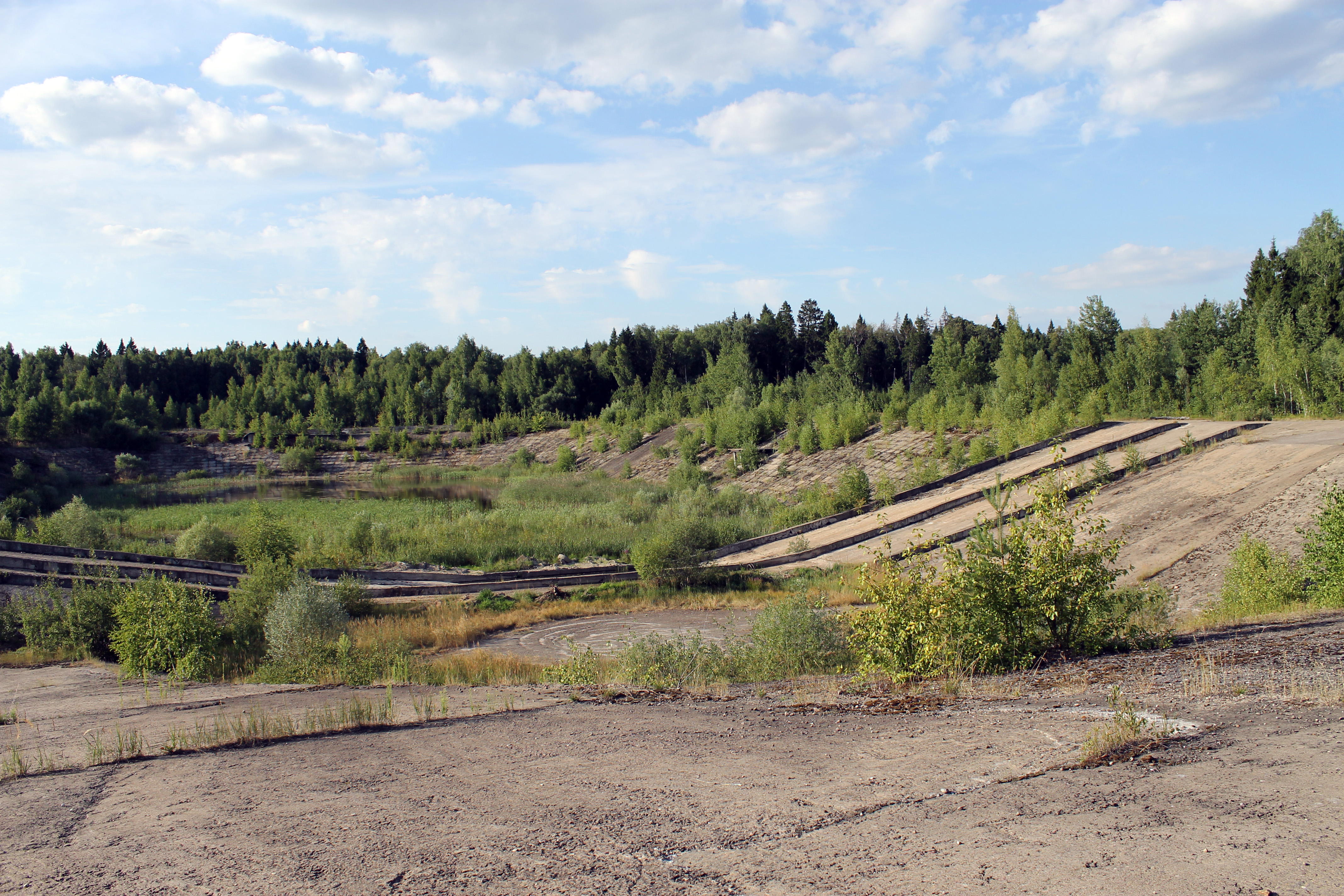
Испытательный полигон НАТИ

#### Музей истории отечественного тракторостроения

Основатель музея тракторной техники Шаповалов Ю. С.

3 апреля 1991 году на базе ПФ НАТИ организован «Музей тракторной техники», экспозиция которого отражала историю зарождения и развития тракторной науки и техники в России. Музей был организован по инициативе старейшего сотрудника института, ветерана труда Шаповалова Ю. С (1926—2011).
Музей хранил более 4 тысяч книг, протоколы испытаний, которые проводились в НАТИ, 13 макетов тракторов, такие как «Путиловец», «Универсал-2», «СХТЗ-2». В 2011 году мезей был временно закрыт и часть экспозиции (натурных образцов тракторов) была передана в новосозданный тракторный музей в городе Чебоксары. 31 марта 2011 года музей был открыт заново под названием «Музей истории отечественного тракторостроения». Находится в центре села Новый быт в здании ДК «Меридиан», который был построен в 1982 году по решению Совета Министров СССР и Центрального Комитета Коммунистической партии Советского Союза для проведения всесоюзных научных конференций тракторостроителей. В музее представлены рукописи одного из основоположников тракторостроения в России, изобретателя Якова Васильевича Мамина и многочисленные документы, альбомы, книги из личных архивов его последователей — выдающихся отечественных ученых и конструкторов мобильной сельскохозяйственной и самоходной техники И. И. Трепененкова, И. И. Дронга, В. А. Каргополова, С. П. Козырева и А. Д. Логина.

### Прочие монументы и мемориалы

#### Сквер Памяти и Славы

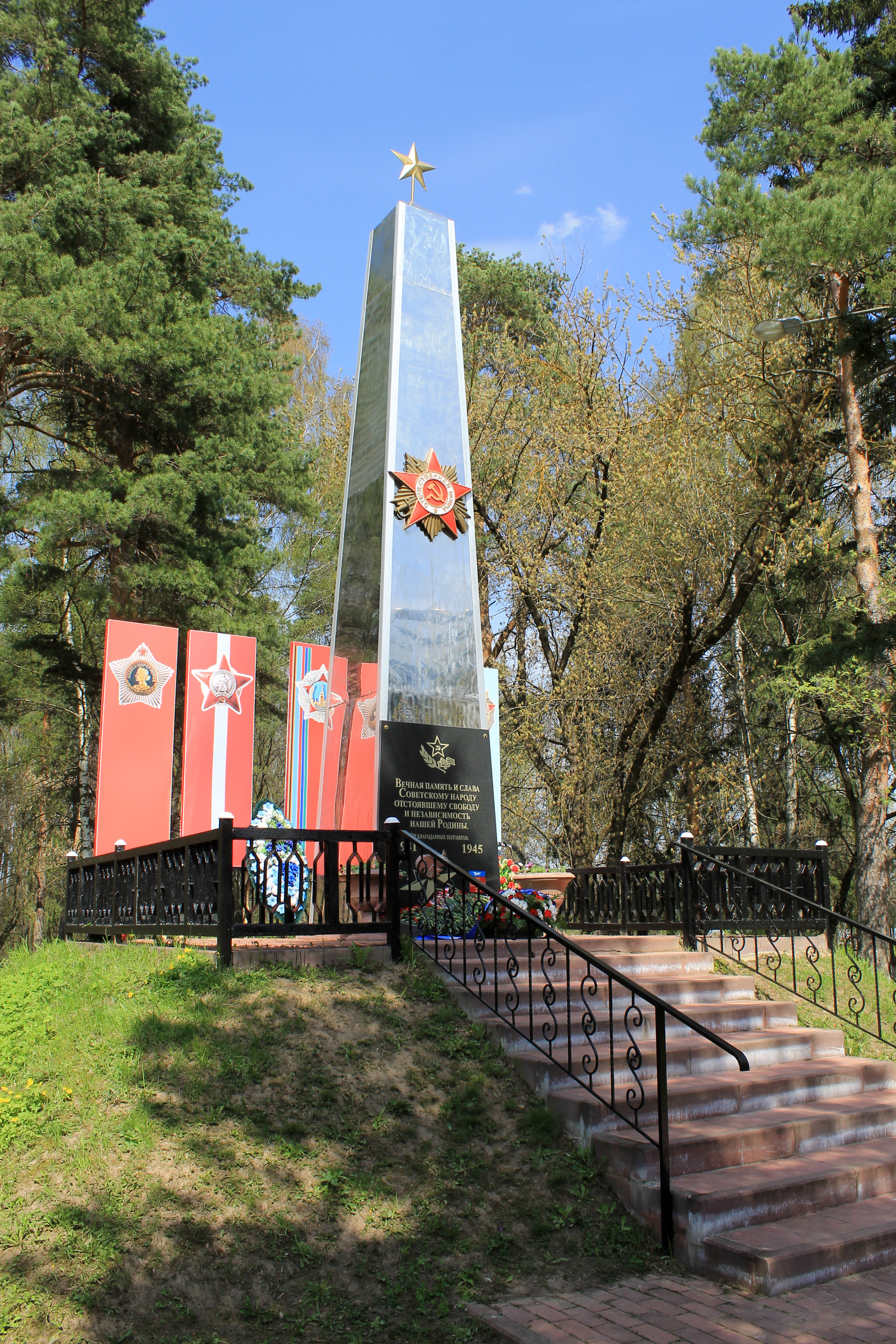
Обелиск Победы в Великой Отечественной войне

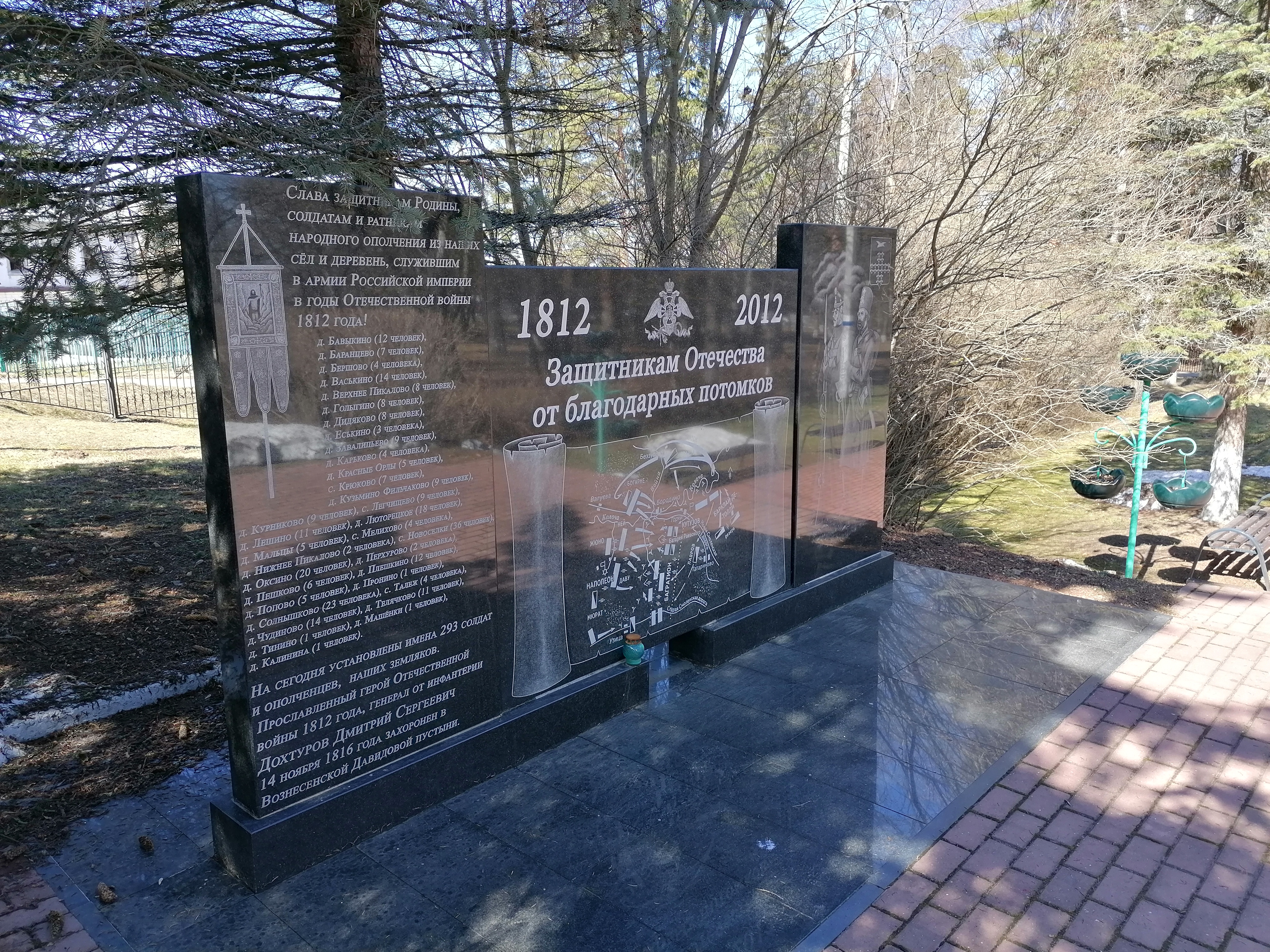
Памятный монумент погибшим в Отечественной войне 1812 года

После Второй Мировой войны сосновая роща напротив главных ворот Вознесенской Давидовой пустыни была выбрана в качестве места установки обелиска Победы в память о 211-ти погибших воинах-земляках. После этого место около памятника стало использоваться для проведения большого количества официальных мемориальных мероприятий, и, для придания ему официального статуса, в 2005 году из сосновой рощи был создан сквер Памяти и Славы. Территория вокруг обелиска была облагорожена, были установлены малые архитектурные формы, проложены дорожки и произведено ограждение территории. 17 сентября 2012 года в сквере был открыт мемориал, посвящённый героям Отечественной войны 1812 года, а также была посажена Аллея Дружбы, посвященная победе в Отечественной войне 1812 года и Великой Отечественной войне 1941—1945 годов.
Во время работы над памятником погибшим в Отечественной войне 1812 года краеведом Юрием Александровичем Кобяковым на основании архивных данных были установлены имена 293 человек из окрестных населённых пунктов, служивших в рядах Российской армии, либо находившихся в ополчении во времена войны 1812 года. Уже после установки монумента в результате дополнительных архивных поисков список был расширен до 454 ратников Московского народного ополчения, не вернувшихся с войны, и 203 солдат-рекрутов.

#### Поклонный крест

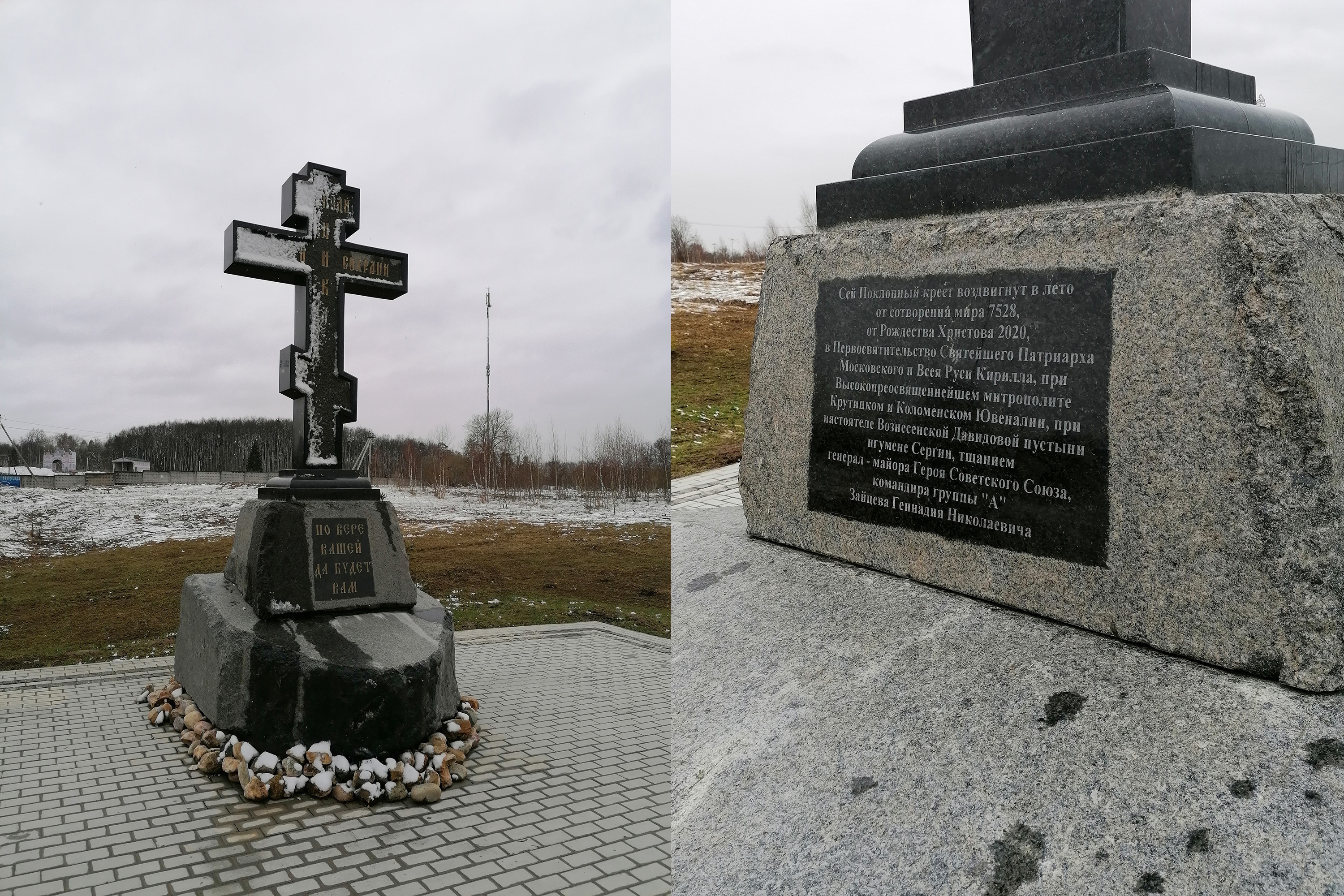
Поклонный крест на въезде в Новый Быт

10 декабря 2020 года на въезде в село был установлен поклонный крест. Дата воздвижения креста приурочена ко дню празднования иконы Божией Матери «Знамение», с которой, по преданию, пришёл на Лопасненскую землю пять веков назад преподобный Давид Серпуховский, основатель Вознесенской Давидовой Пустыни. Поклонный крест появился здесь стараниями героя Советского Союза, командира группы «А» КГБ СССР, генерал-майора Геннадия Зайцева.

#### Памятник «Бойцам спецназа — солдатам России»

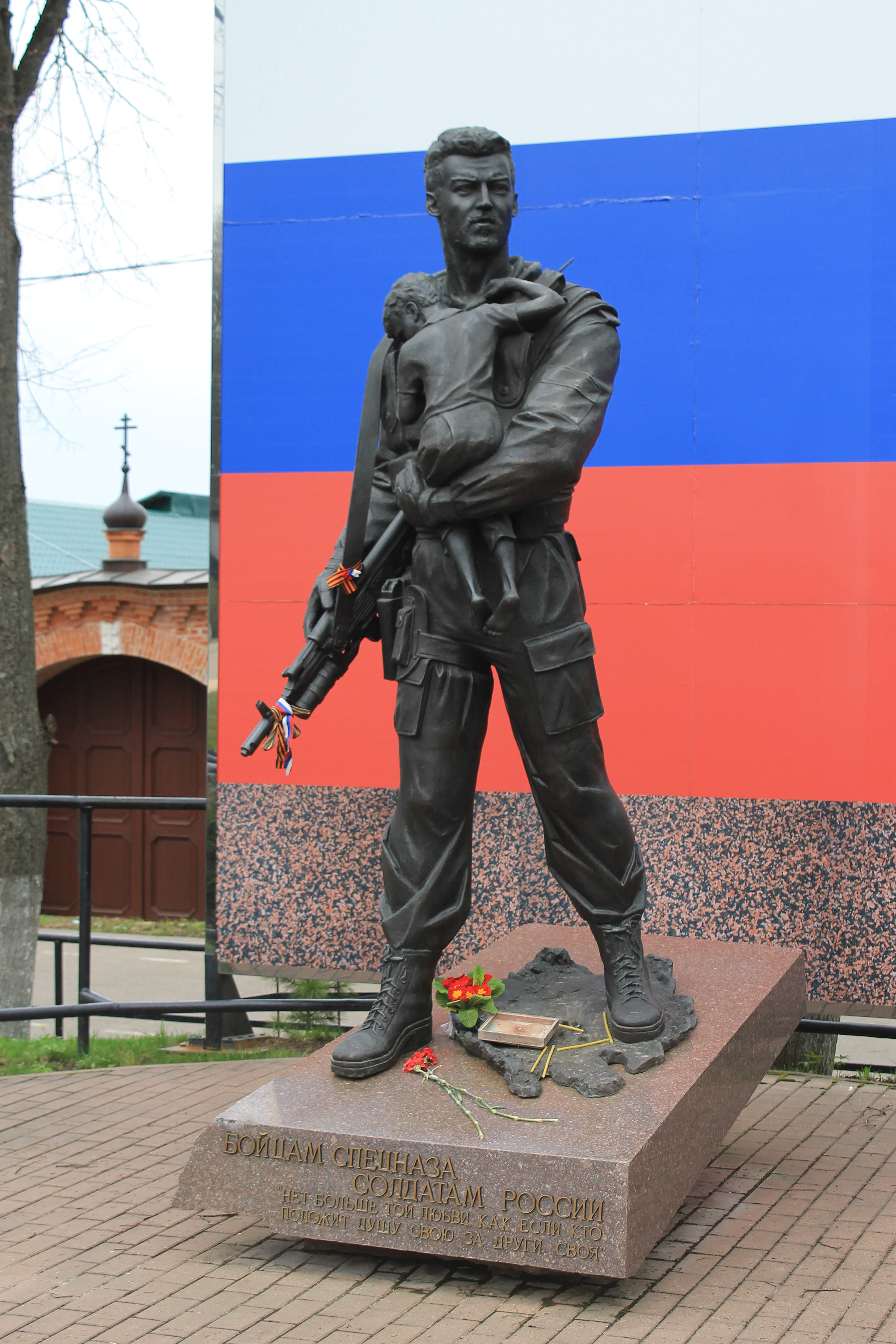
Памятник бойцам спецназа

23 мая 2015 года на площади перед главным входом монастыря Вознесенской Давидовой Пустыни был установлен памятник «Бойцам спецназа — солдатам России». Автор, скульптор Александр Иванович Коровин, был награждён премией ФСБ РФ за лучшее произведение изобразительного искусства о деятельности органов госбезопасности. Образ бойца списан с пограничника Павла Платонова, героически погибшего при штурме «Норд-Оста» в октябре 2002 года. Оказавшись среди заложников, Павел передавал наружу сведения о вооружении боевиков, их расположении, о количестве и характере взрывчатки на телах смертников и в местах минирования. Посмертно был награждён Орденом Мужества.

#### Памятник Ленину

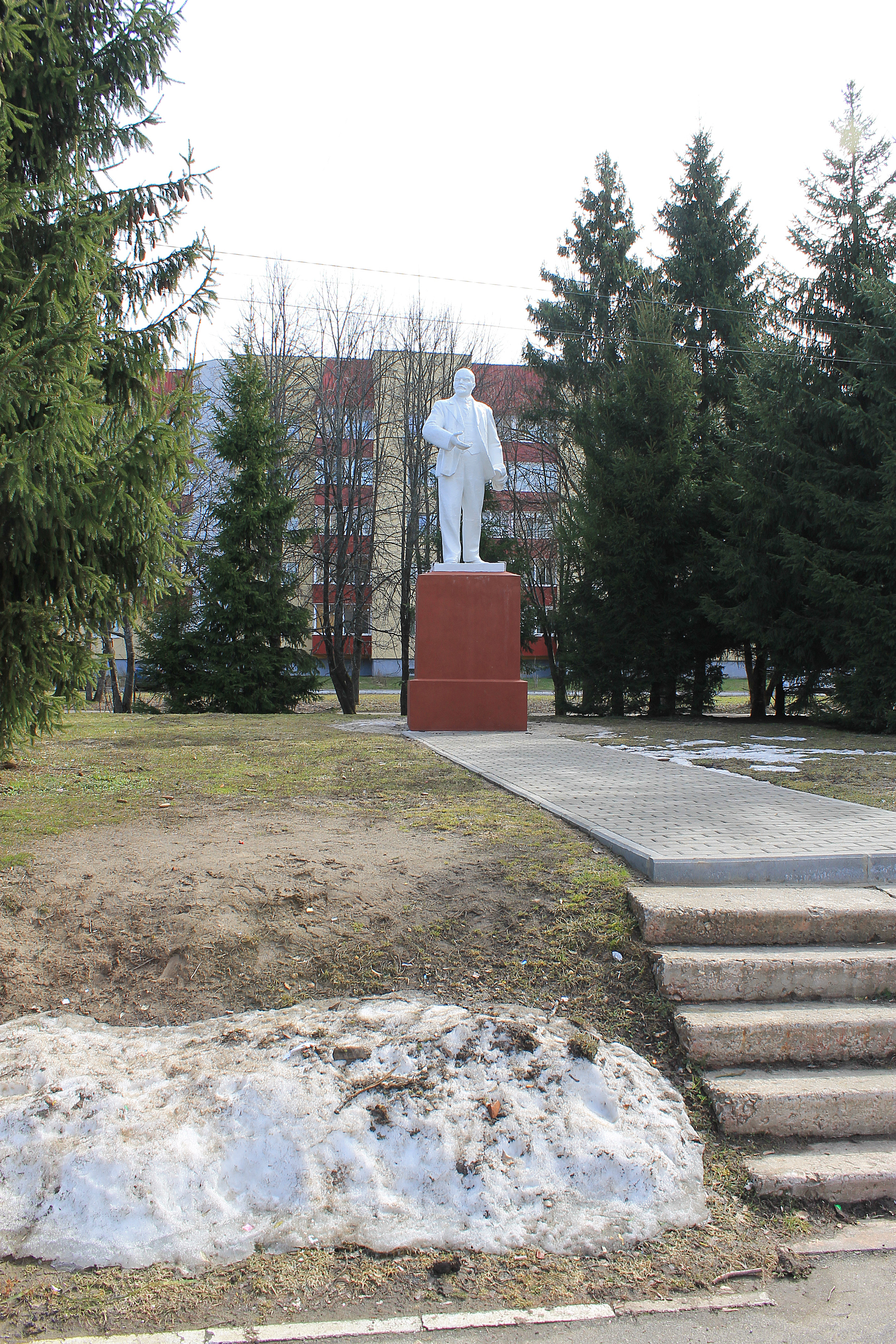
Памятник Ленину

Памятник Ленину был создан в конце 50-х годов скульптором Георгием Неродой. После создания памятник несколько лет находился в разобранном виде в здании колокольни монастыря Давидова Пустынь, а в 1960 году был торжественно установлен в сквере перед монастырём взамен стоявшего там монумента Д. С. Дохтурову. Около 1980 года памятник был перенесён на площадь в центр посёлка, где он находится до настоящего времени. В октябре 2021 года памятник был отреставрирован и перенесён на новый постамент.

#### Памятник Александру Невскому

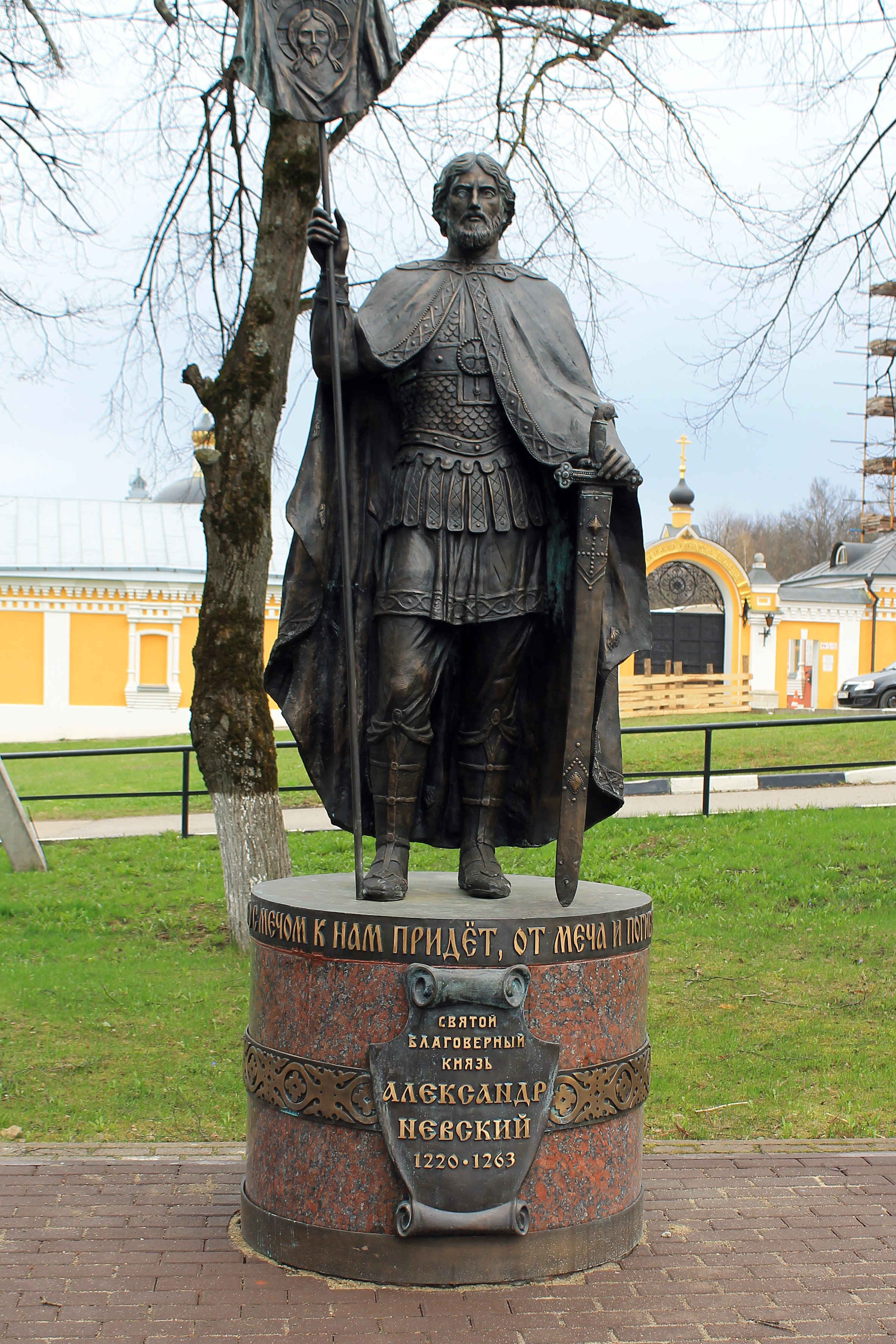
Памятник Александру Невскому

13 декабря 2021 рядом с памятником «Бойцам спецназа — солдатам России» был установлен памятник Александру Невскому в честь 800-летия со дня рождения князя. Памятник был изготовлен на одном из предприятий города Химки. Он представляет собой скульптуру древнерусского князя, который в левой руке держит спрятанный в ножны меч, а в правой — древко со стягом, на котором изображён лик Иисуса Христа. Круглое основание монумента венчает приписываемая Невскому легендарная фраза: «Кто с мечом к нам придёт — от меча и погибнет». Александр Невский почитается в Русской Православной церкви как святой благоверный князь, равно преуспевший и в сражениях, и в дипломатии. Часть его мощей хранится в Вознесенской Давидовой Пустыни. Летом 2021 года в рамках одного из четырёх крестных ходов святыня побывала в различных городах центральной России и Беларуси, после чего была вновь возвращена в монастырь.

### Памятники природы

#### Парк в посёлке Новый быт
На территории села находится памятник природы регионального (областного) значения Московской области, который включает в себя липовый парк и архитектурный комплекс монастыря Вознесенская Давидова пустынь с прудами. По преданию, липовый парк был засажен в 1515 году основателем монастыря — преподобным Давидом. В синодике монастыря указывается, что Давид, который происходил из рода Вяземских, ходил в лес, выкапывал липы и посадил рядом с монастырём липовую рощу. Произнося молитвы, он сажал их корнями вверх. Деревья, прислушавшись, начинали расти, а очевидцы обращались в веру. Эта история удивила Ивана Грозного, выдавшего монастырю грамоту на владение землями.

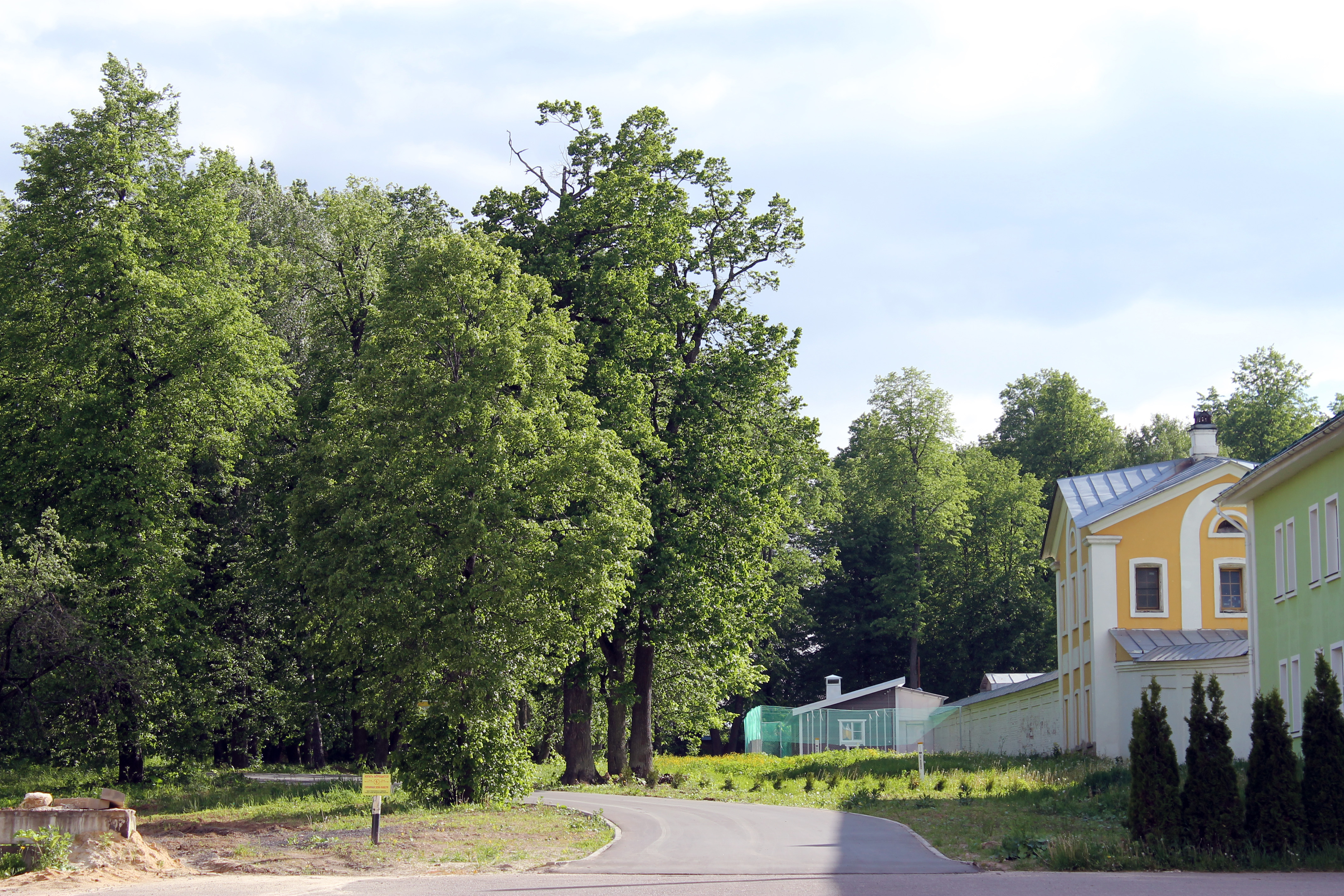
Липовый парк (Липовая роща) у стен монастыря Вознесенская Давидова Пустынь

Первый письменный указ о «хранении» липовой рощи был издан при настоятеле Савватии в период 1653—1657 гг. Вторичный указ о сохранении липовой рощи под ответственность настоятеля монастыря был издан в 1769 г.
Площадь памятника природы составляет 7,40 га. В границах памятника природы образовано три копаных водоёма. Наиболее крупный — обвалованный пруд, расположенный к северо-западу от липового парка. Длина водоёма — 80 м, ширина — 40 м, глубина — 0,2—0,4 м. Высота окружающего пруд вала — 0,5 м. Другой водоём расположен в северной части территории памятника природы, к югу от колокольни. Ширина водоёма — около 27 м. Наименьший по размерам пруд-копань расположен к юго-востоку от братского корпуса.

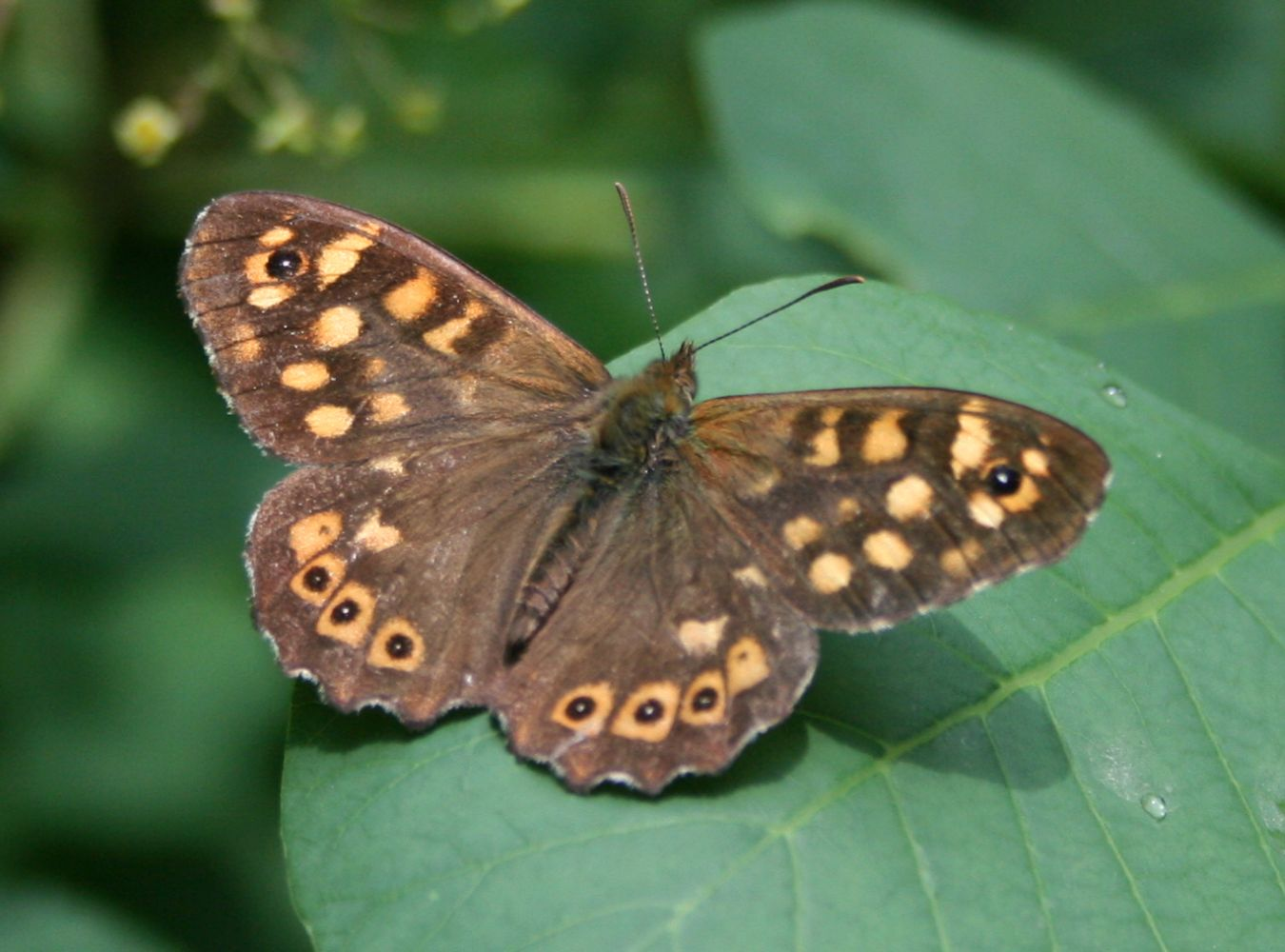
Краеглазка эгерия — занесённый в Красную книгу Московской области вид бабочек, обитатель липового парка

Является местом обитания редких видов животных:
- вид, занесённый в Красную книгу Московской области: краеглазка эгерия (Pararge aegeria);
- виды, являющиеся редкими и уязвимыми таксонами, не включённые в Красную книгу Московской области, но нуждающиеся на территории области в постоянном контроле и наблюдении: желтушка луговая (Colias hyale), Голубянка икар (Polyommatus icarus) и голубянка аргиад (Cupido argiades).

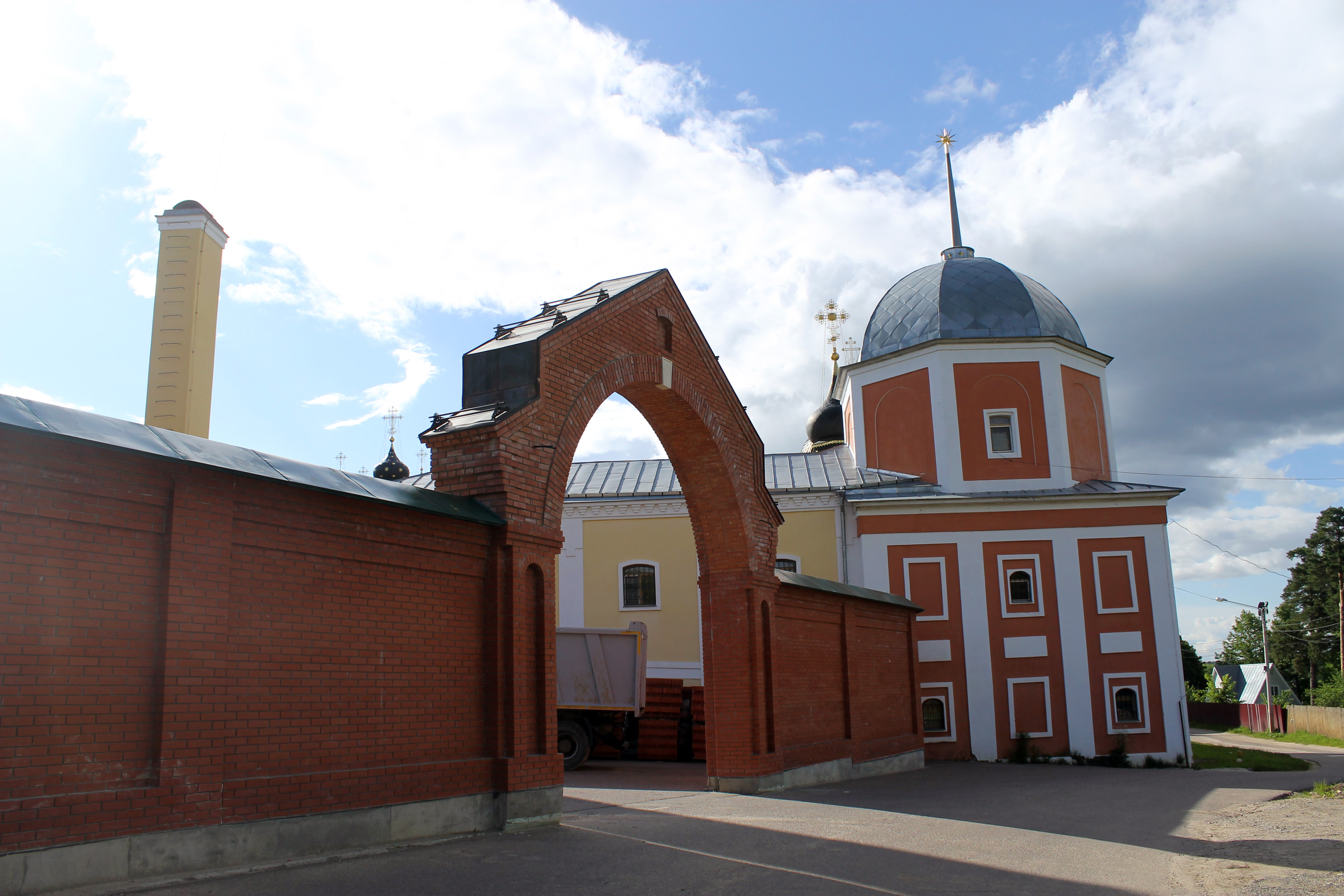
Вход в парк у северо-восточной башни монастыря

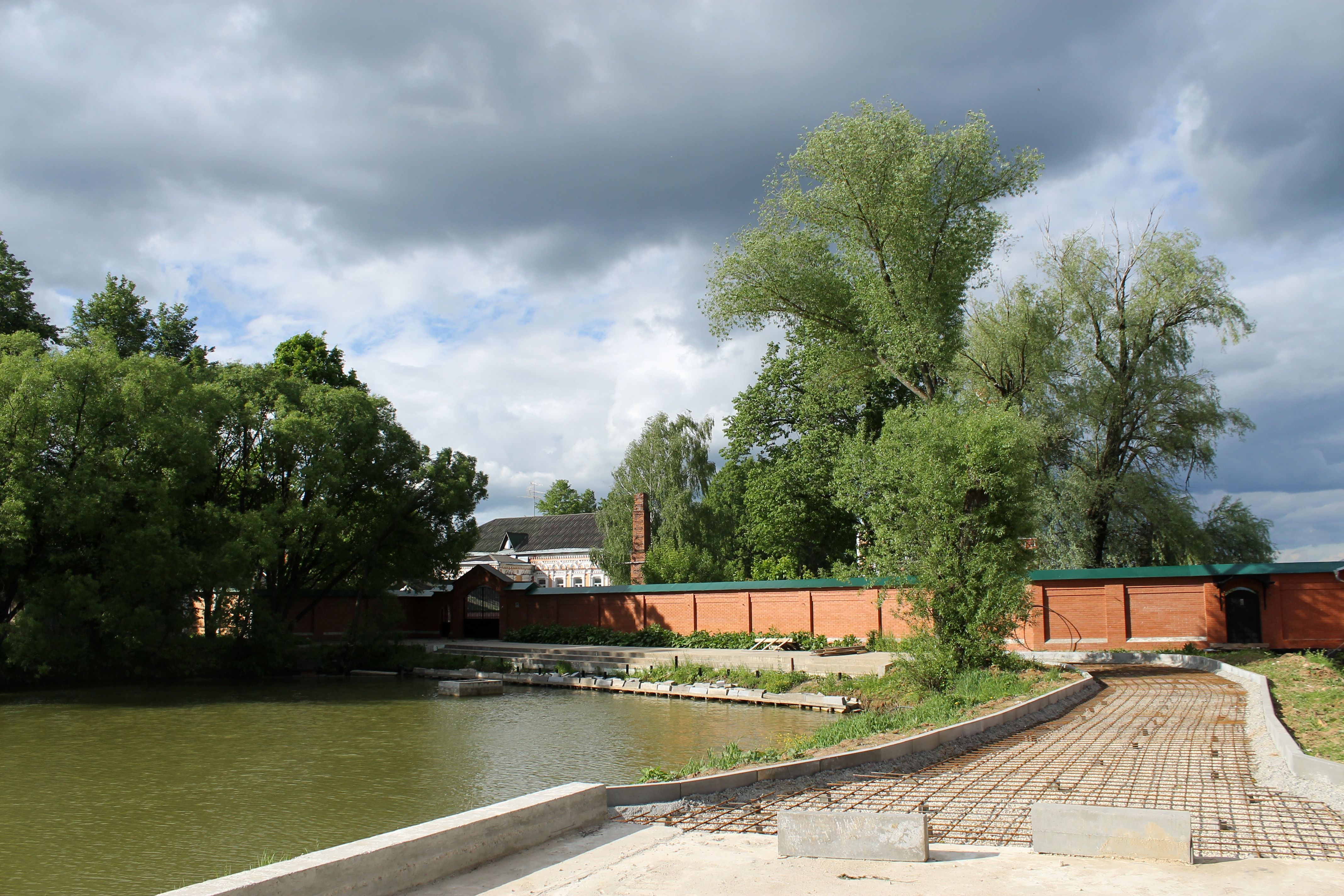
Реставрируемая набережная пруда в липовом парке

### Памятники археологии

#### Новобытовский курган
На сегодняшний день утраченный и снятый с охраны памятник археологии. Находился в 0,4 км к северо-западу от поселка, на правом берегу реки Лопасни.

## География

### Расположение
Новый Быт расположен в южной части Московской области, в 3 км в северо-востоку от пересечения Симферопольского шоссе М2E 105 и Московского большого кольца А108, в 60 км к югу от МКАД.
Ближайшие города:
- Чехов — 16 км
- Серпухов — 16 км
- Пущино — 24 км
- Протвино — 32 км
- Подольск (микрорайон Климовск) — 35 км
- Ступино — 35 км

### Водоёмы

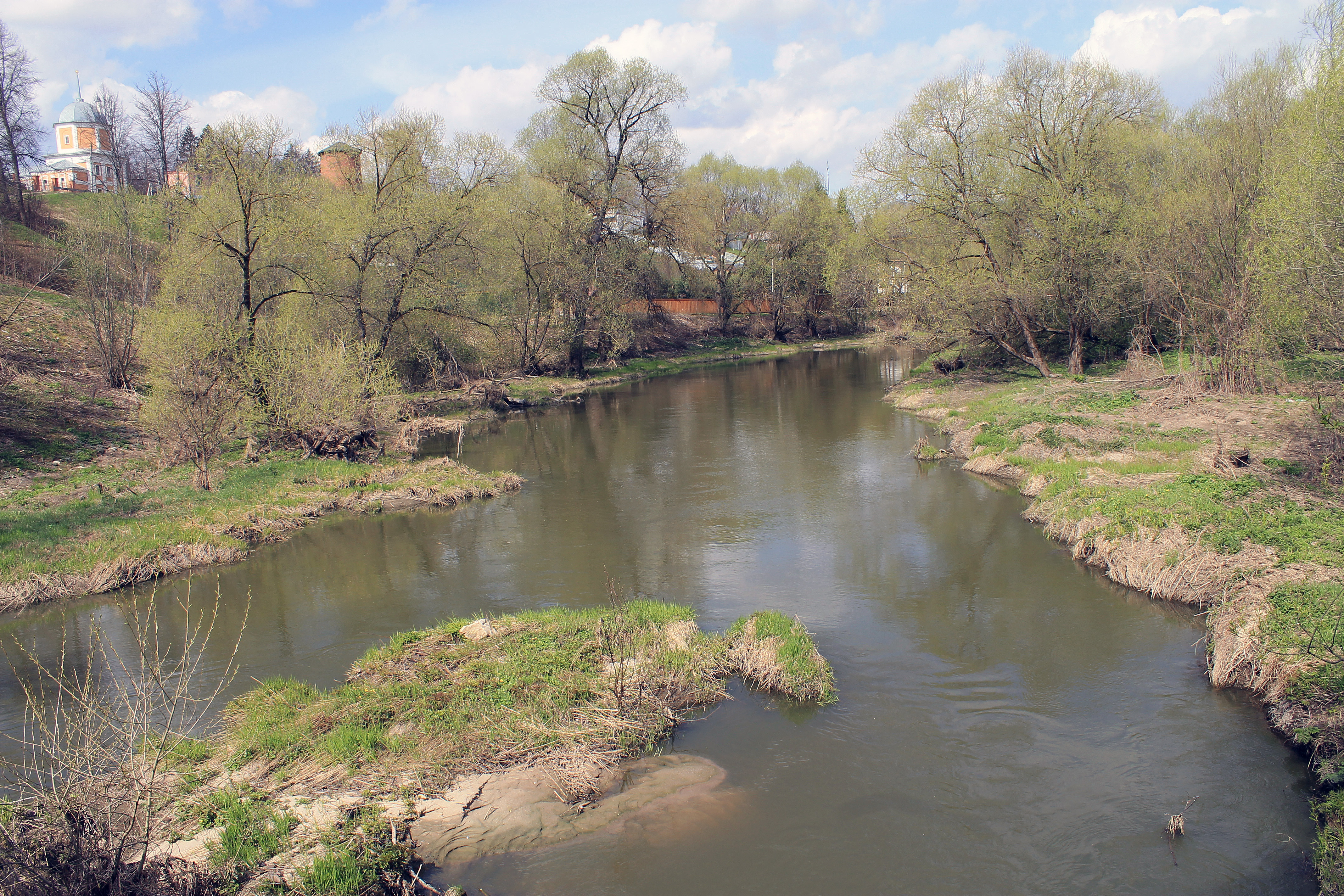
Река Лопасня на границе села Новый Быт и деревни Баранцево

Через село протекает река Лопасня, в которую, в границах села, впадает её левый приток Родинка. К югу от села находится Голыгинский пруд. Также на южной границе села расположены Натиевские Пруды (2 водоёма). Кроме того, на территории монастыря Вознесенской Давидовой Пустыни расположены три копаных водоёма, входящие в состав памятника природы «Парк в посёлке Новый быт». В водоёмах обитают обычный ёрш, карась, карп, лещ, окунь, плотва, язь, ротан, пескарь, щука.

### Почвы
Почвы в окрестностях села преимущественно дерново-подзолистые (на возвышенностях — суглинистые), средней и сильной степени оподзоленности, в пределах низменностей — дерново-подзолистые болотные супесчаные и песчаные. Такие земли являются малоплодородными и требуют внесения удобрений.

### Растительность
Растительность в окрестностях села находится в пределах лесной зоны. Леса занимают свыше 60 % территории бывшего сельского поселения Баранцевское. Наиболее распространены среднетаёжные хвойные леса, преимущественно ельники, в низинах встречаются отдельные ольховые леса. Имеются представители южнотаёжных хвойно-широколиственных лесов. Это такие древесные породы, как ель, сосна, берёза, осина. Среди подлеска господствует лещина (лесной орех). Характерны травы как хвойных, так и широколиственных лесов. Встречаются дуб, липа, остролистный клён, рябина и вяз.
С XVIII века леса в Лопасненском крае интенсивно вырубались человеком в процессе своей жизнедеятельности, что привело к изменению соотношения древесных пород: хвойные (в основном еловые) леса во многих местах сменились мелколиственными (берёзовыми и осиновыми). В настоящее время вырубки почти не ведутся, так как все леса имеют в основном природоохранное значение. Естественных пойменных лугов на окрестных землях почти не осталось. Количество аборигенных видов растений сокращается, но всё шире распространяются представители иной флоры (к примеру, клён американский); на больших территориях расселились новые виды растений, пришедшие с Северного Кавказа — борщевик Сосновского, водосбор обыкновенный и др. Некоторые виды растений занесены в Красную книгу России (водяной орех, венерин башмачок, кувшинка белая и др.).

### Животный мир
Животный мир в окрестностях села представлен большим многообразием. Из млекопитающих встречаются барсук, белка, бобр, выдра, выхухоль, горностай, енотовидная собака, ёж, зайцы (беляк и русак), землеройки, ласка, лисица, лось, кабан, косуля, крот, серая и чёрная крысы, лесная куница, мыши, норка, олени (благородный, пятнистый), ондатра, полёвки, чёрный хорь. Изредка заходят медведь, рысь, волк. Можно наблюдать многие виды (более десятка) летучих мышей.

### Птичий мир
Птичий мир представлен более 170 видами. В больших количествах встречаются дятлы, дрозды, рябчики, снегири, соловьи, коростели, чибисы, белые аисты, серые цапли, чайки, поганки, утки (особенно кряквы); водятся также огари. Многочисленны воробьи, сороки, вороны и другие типичные представители орнитофауны средней полосы России. Свыше сорока видов относятся к охотничье-промысловым и добываются ежегодно.

### Рептилии
В окрестностях Нового быта встречаются ящерицы (ломкая веретеница, живородящая ящерица, прыткая ящерица) и змеи (обыкновенная гадюка, уж обыкновенный, медянка), есть сведения о существовании небольших популяций болотной черепахи. Земноводные представлены 11 видами — тритоны (обыкновенный и гребенчатый), жабы (серая и зелёная), лягушки (травяная, остромордая, озёрная, прудовая, съедобная), обыкновенная чесночница, краснобрюхая жерлянка.

### Климат
Климат умеренно континентальный с относительно мягкой зимой, частыми оттепелями и тёплым влажным летом. Частое прохождение циклонов с Атлантики и иногда со Средиземноморья обуславливает увеличение облачности. Среднегодовая температура воздуха + 6,0 °C. Самый холодный месяц года — январь: среднее значение температуры −7,5° С. Самый тёплый месяц — июль со средней температурой +19,9° С. Средняя продолжительность безморозного периода — около 130 дней. Постоянный снежный покров устанавливается обычно в конце ноября; высота снежного покрова 25-50 см. Почвы промерзают на 65-75 см. В летние месяцы в среднем выпадает 75 мм осадков, однако раз в 25-30 лет случаются сильные засухи, когда выпадает менее 5 мм осадков.
| Показатель                               | Янв. | Фев. | Март | Апр. | Май  | Июнь | Июль | Авг. | Сен. | Окт. | Нояб. | Дек. | Год |
| ---------------------------------------- | ---- | ---- | ---- | ---- | ---- | ---- | ---- | ---- | ---- | ---- | ----- | ---- | --- |
| Средний суточный максимум, °C            | −5,4 | −4,5 | 1,1  | 10,6 | 17,7 | 20,9 | 23,8 | 22   | 15,8 | 8,4  | 1,6   | −2,4 | 9,1 |
| Средняя температура, °C                  | −7,5 | −7   | −2,2 | 6,2  | 13,3 | 17   | 19,9 | 18,1 | 12,3 | 5,8  | −0,3  | −4,3 | 6   |
| Средний суточный минимум, °C             | −10  | −10  | −5,9 | 1,1  | 7,8  | 12   | 15,3 | 13,6 | 8,7  | 3,3  | −2,4  | −6,4 | 2,2 |
| Норма осадков, мм                        | 49   | 43   | 42   | 45   | 60   | 71   | 85   | 71   | 64   | 66   | 50    | 48   | 694 |
| Источник: climate-data.org, Meteoinfo.ru |      |      |      |      |      |      |      |      |      |      |       |      |     |

## Население
| 2002 | 2006  | 2010  | 2021  |
| ---- | ----- | ----- | ----- |
| 2930 | ↗3264 | ↘2922 | ↗3076 |

Численность населения Нового Быта, как и всей территории бывшего сельского поселения Баранцевское, имеет чётко выраженную сезонную изменчивость — в летнее время, во время т. н. дачного сезона, количество жителей увеличивается более чем в три раза.

## Спорт
В Новом Быту действуют спортивные кружки по дзюдо, русской лапте, любительские объединения по боксу, хоккею, минифутболу, в ДК «Меридиан» функционирует тренажёрный зал.
В 2001 году в селе был создан первый в России спортивный клуб «Русская лапта» под руководством Дмитрия Дороша, который стал многократным Чемпионом России, обладателем Кубка России, победителем и призёром различных Всероссийских соревнований. В числе воспитанников клуба есть десять Мастеров спорта и более ста кандидатов в Мастера спорта.

## Общественная инфраструктура

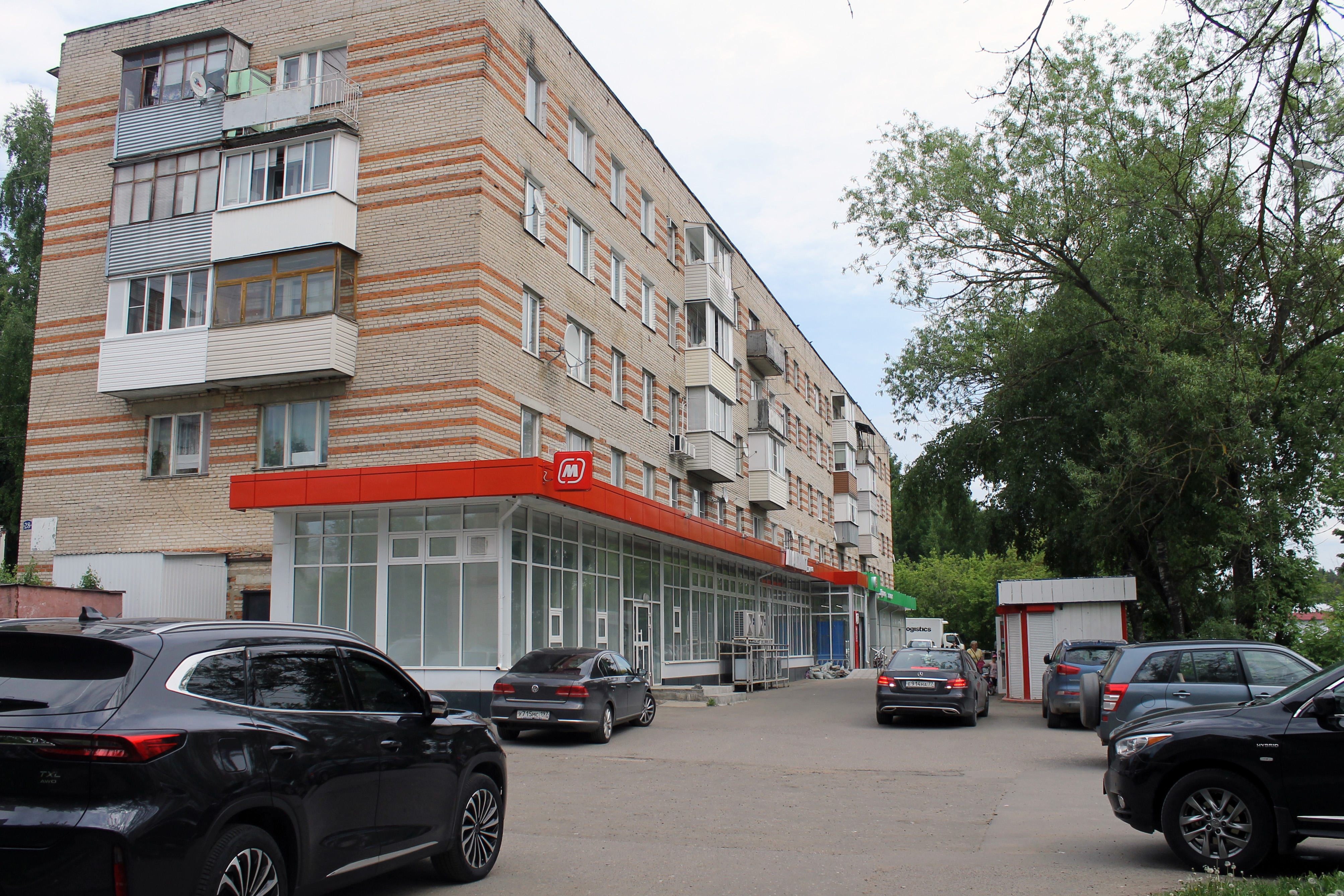
Сетевые продуктовые магазины в Новом Быту

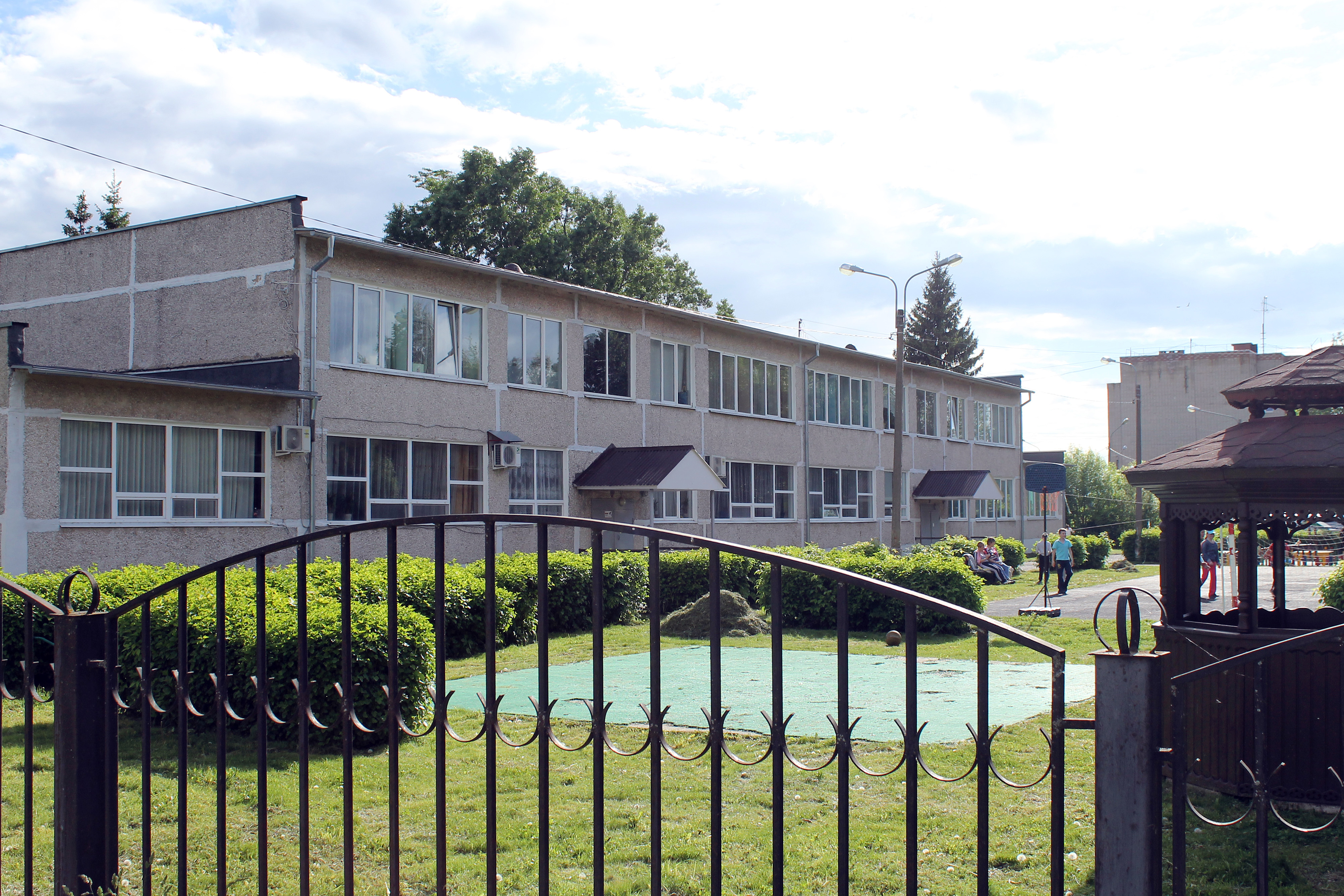
Чеховский социально-реабилитационный центр для несовершеннолетних (бывший Чеховский детский дом)

На территории села находятся Баранцевский участковый пункт полиции ОМВД России по Чеховскому району, многофункциональный центр, отделение почты России, библиотека, дом культуры «Меридиан», Чеховский социально-реабилитационный центр для несовершеннолетних (бывший Чеховский детский дом), общественная баня, сетевые магазины Верный, Магнит, Дикси, Пятёрочка, Бристоль, Авокадо, несколько аптечных пунктов, небольшой авторынок, несколько магазинов строительных материалов, более десятка розничных магазинов различной специализации. Дворы домов оборудованы детскими и спортивными площадками, имеется два стадиона, в зимнее время заливается хоккейная площадка. В летнее время развита уличная торговля. Функционируют пункты выдачи онлайн-магазинов Ozon и Wildberries, действует доставка онлайн-магазинов Утконос, Ozon, Перекрёсток, Вкусвилл.

## Здравоохранение

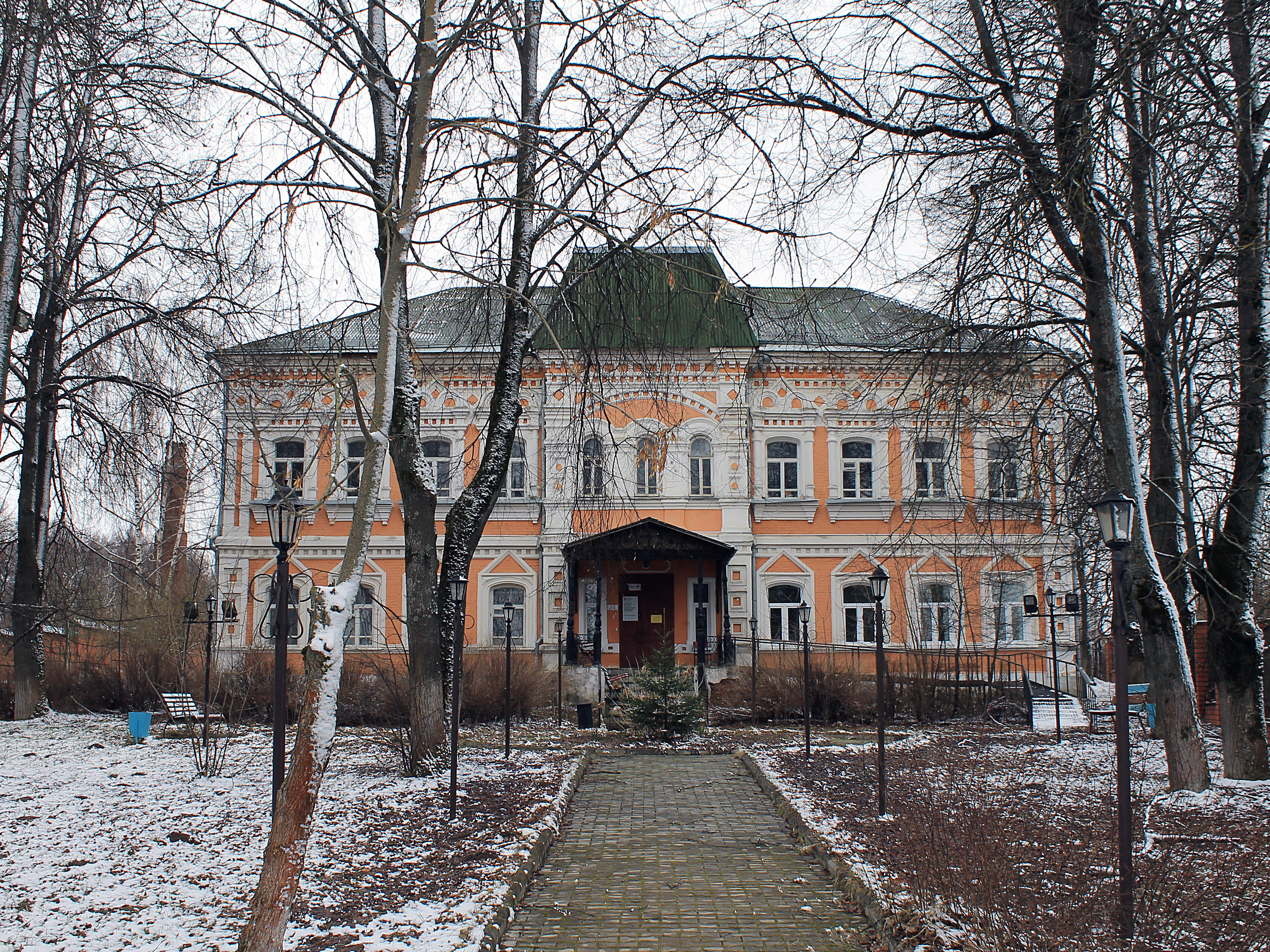
Здание многопрофильного отделения Чеховской областной больницы (Основной корпус)

На территории села действует многопрофильное отделение Чеховской областной больницы.
Сразу после революции в здание монастырской гостиницы была переведена больница близлежащей деревни Бавыкино — Бавыкинская больница им. Чехова. В мае 1925 года в ней работали 2 врача, 2 фельдшера и 1 акушерка. В больнице было 15 стационарных коек. За 1924 год в ней было зарегистрировано 10367 амбулаторных посещений. Впоследствии под больницу дополнительно были заняты соседствующие строения — странноприимный дом и дом для рабочих. Данные строения больница занимала до сентября 2021 года, когда отделение было временно закрыто из-за пандемии коронавируса. В мае 2022 года здания больницы были переданы монастырю и будут в дальнейшем использоваться по их первоначальному предназначению. Само отделение больницы планируется открыть в новом здании совместно с пунктом скорой помощи.

## Образование
На территории села действуют Новобытовская средняя школа с углублённым изучением отдельных предметов (в том числе с дошкольным отделением), филиал муниципального бюджетного учреждения дополнительного образования «Чеховская детская школа искусств», Чеховский механико-технологический техникум молочной промышленности, православная воскресная школа Вознесенской Давидовой Пустыни.

### Дошкольное образование

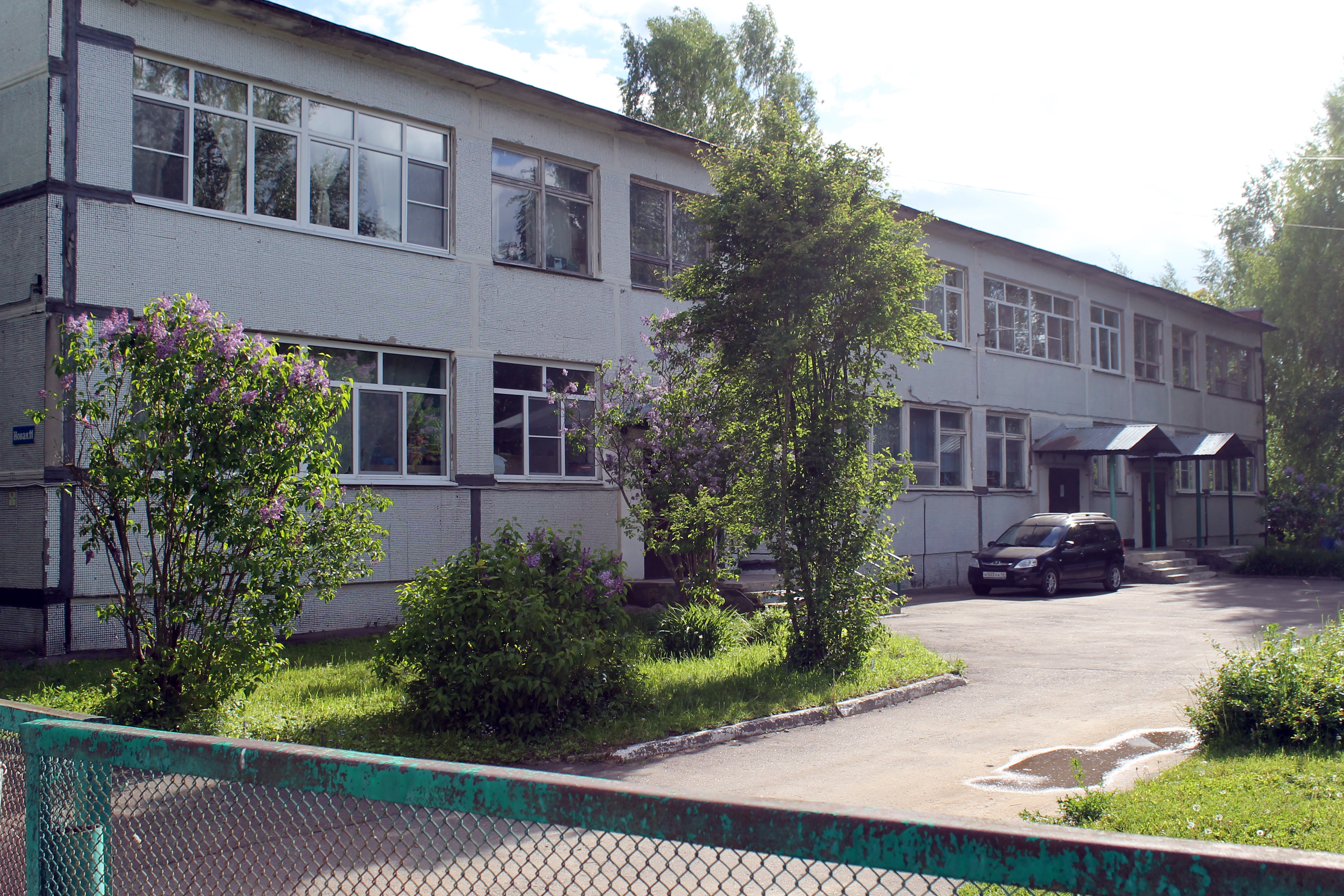
Здание детского сада в Новом Быту

На заседании Лопасненского ВИКа 26 марта 1926 года впервые был поднят вопрос об открытии в стенах монастыря детских ясель.
До открытия современного здания детского сада в 1984 году он размещался в различных строениях монастыря Вознесенская Давидова Пустынь.
За время работы детский сад неоднократно награждался почётными грамотами, дипломами Управления образования Чеховского муниципального района, Администрации Чеховского муниципального района, Администрации Сельского поселения Баранцевское.
В 2008 году получен диплом Московской областной Думы «Призёр областного конкурса на лучшую благоустроенную территорию образовательных учреждений Московской области». В 2012 году Администрацией Чеховского муниципального района был вручен Сертификат победителя районного смотра «Лучшее образовательное учреждение Чеховского муниципального района в 2011—2012 учебном году».
В 2022 году в детском саду имелось 7 групп в которых обучалось 211 детей.

### Школьное образование

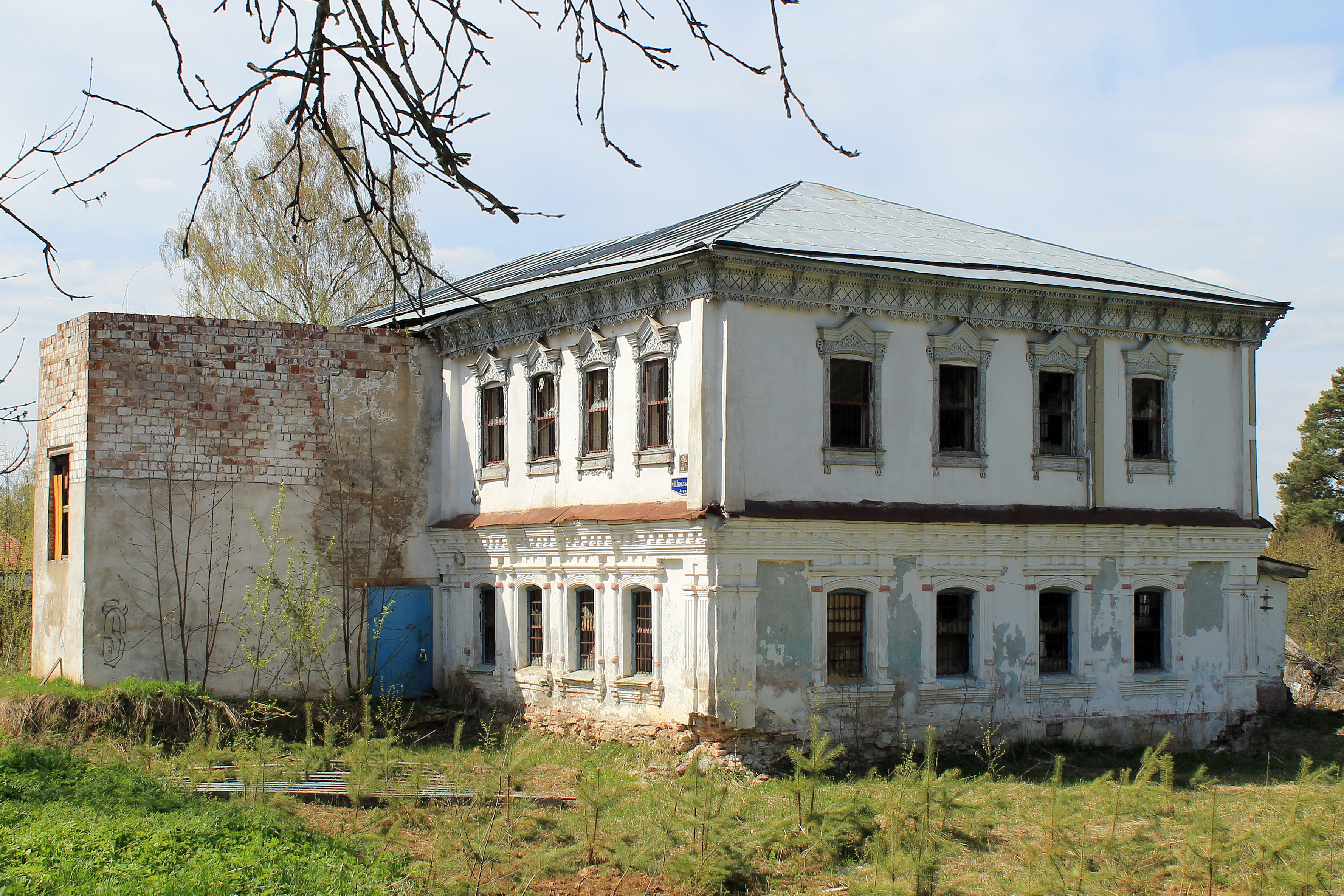
Здание бывшей мужской церковно-приходской школы весной 2022 года

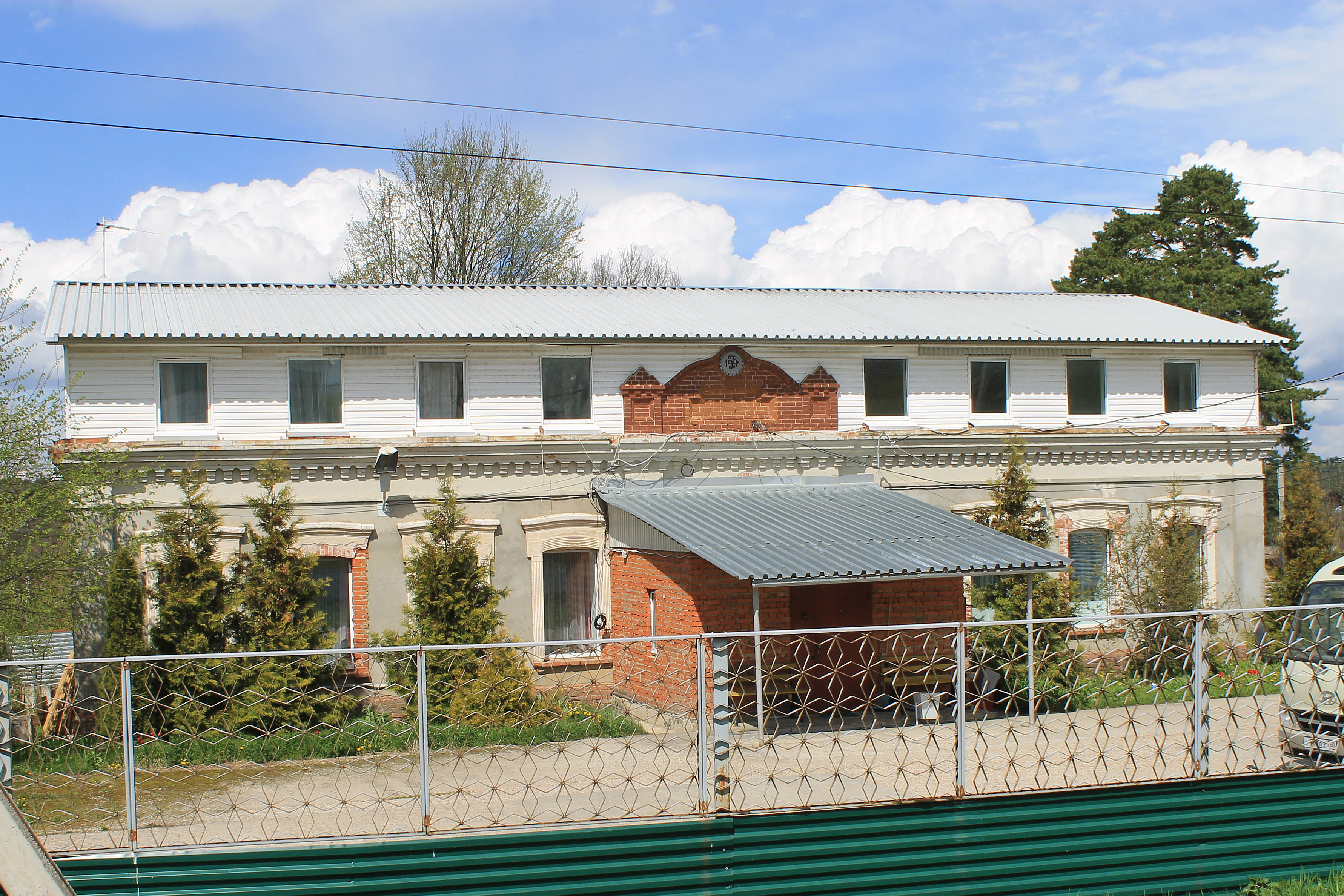
Здание бывшей женской церковно-приходской школы весной 2022 года

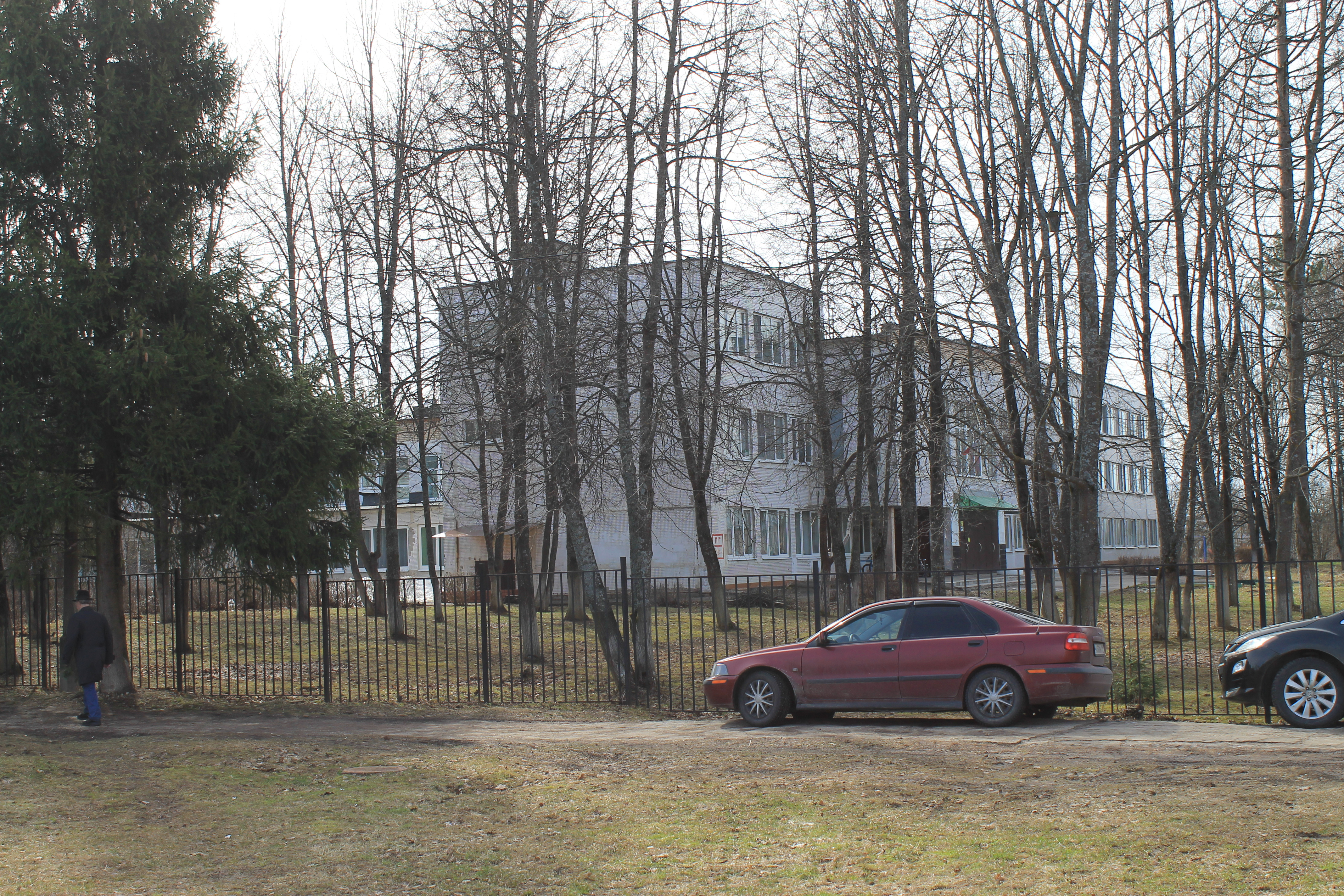
Современное здание Новобытовской средней школы

Первой школой рядом с монастырём была Легчищевская земская начальная школа, построенная в 1863 году. Она размещалась в наёмном деревянном здании площадью 40 м²., владельцем которого был священник Димитрий Махаев. В 1882/1883 годах в ней обучалось 49 человек из 9 окрестных селений. Всего в ней было три класса(группы), в которых обучались и мальчики и девочки совместно. Маленькая школа была переполнена и не могла вместить всех желающих учиться. Согласно переписке А. П. Чехова с сестрой Марией Павловной попечителем этой школы был писатель В. А. Гиляровский.
В 1894 году в Вознесенской Давидовой Пустыни была открыта двухклассная церковно-приходская школа для мальчиков, сначала 4-х, а затем 6-ти лет обучения. Сразу после открытия в ней обучалось 53 мальчика, а в 1909 году — уже 140 человек. В то время школа считалась одной из лучших во всей округе. Здание школы было двухэтажным, первый этаж был каменный, второй — деревянный. После революции 1917 года данное здание использовалось сначала как общежитие совместно с нуждами «Давыдовской школы крестьянской молодежи» совхоза «Давыдова пустынь», а затем в нём была сначала начальная, а затем c 1937 года средняя школа села Новый быт. В настоящее время здание возвращено монастырю и в нём после реставрации планируется открыть православную гимназию.
В 1904 году было закончено строительство ещё одной школы — одноэтажного здания на границе монастыря и села Легчищево, в которой открылась одноклассная (3 года обучения) школа для девочек. В 1909 году в ней обучалось 42 человека. Все расходы по содержанию школ нёс на себе монастырь, а их попечителем с первых дней неизменно был настоятель обители архимандрит Валентин.
Поле революции первая школа стала называться «Давыдовская школа 1-й ступени», а вторая — «Легчищевская школа 1-й ступени».
В 1925 году была создана Школа крестьянской молодёжи, обучавшая «знаниям по сельскому хозяйству и сельскохозяйственной технике», первое время размещавшаяся в давыдовской школе, а затем переместившаяся на монастырскую территорию.
В 1934 году средняя школа села Добрыниха из-за её малочисленности была передана в Новый Быт, после чего Новобытовская школа стала 7-летней.
В послевоенное время в школе был интернат, где в двух спальных комнатах проживало до 20-ти детей. Здания школы были рассчитаны на 190 мест, но начиная с 1947 года в ней училось не менее 300 детей, из-за чего обучение было организовано в две смены.
В начале 1950-х годов Новобытовская школа стала полной средней с 10-летним обучением.
В 1977 году в Новом Быту было открыто новое здание школы, действующее в настоящее время. Тогда в школе обучалось около 200 человек, а в 2018 году обучалось уже почти 500 учеников.
В 1996 школа получила статус школы с углублённым изучением отдельных предметов (математика, экономика, физика).
В сентябре 2000 года по предложению жителей сельского поселения Баранцевское и руководства школы был открыт школьный историко-краеведческий музей.
Школа трижды становилась лауреатом конкурса «Школа Года России». В 2008 году школа стала победителем приоритетного национального проекта «Образование». В 2011 году была одержана победа в муниципальном конкурсе «Лучшее образовательное учреждение Чеховского муниципального района». В 2013 году была одержана победа в областном конкурсе образовательных учреждений, внедряющих инновационные образовательные программы «Лучшая инновационная образовательная организация Московской области».

### Чеховский механико-технологический техникум

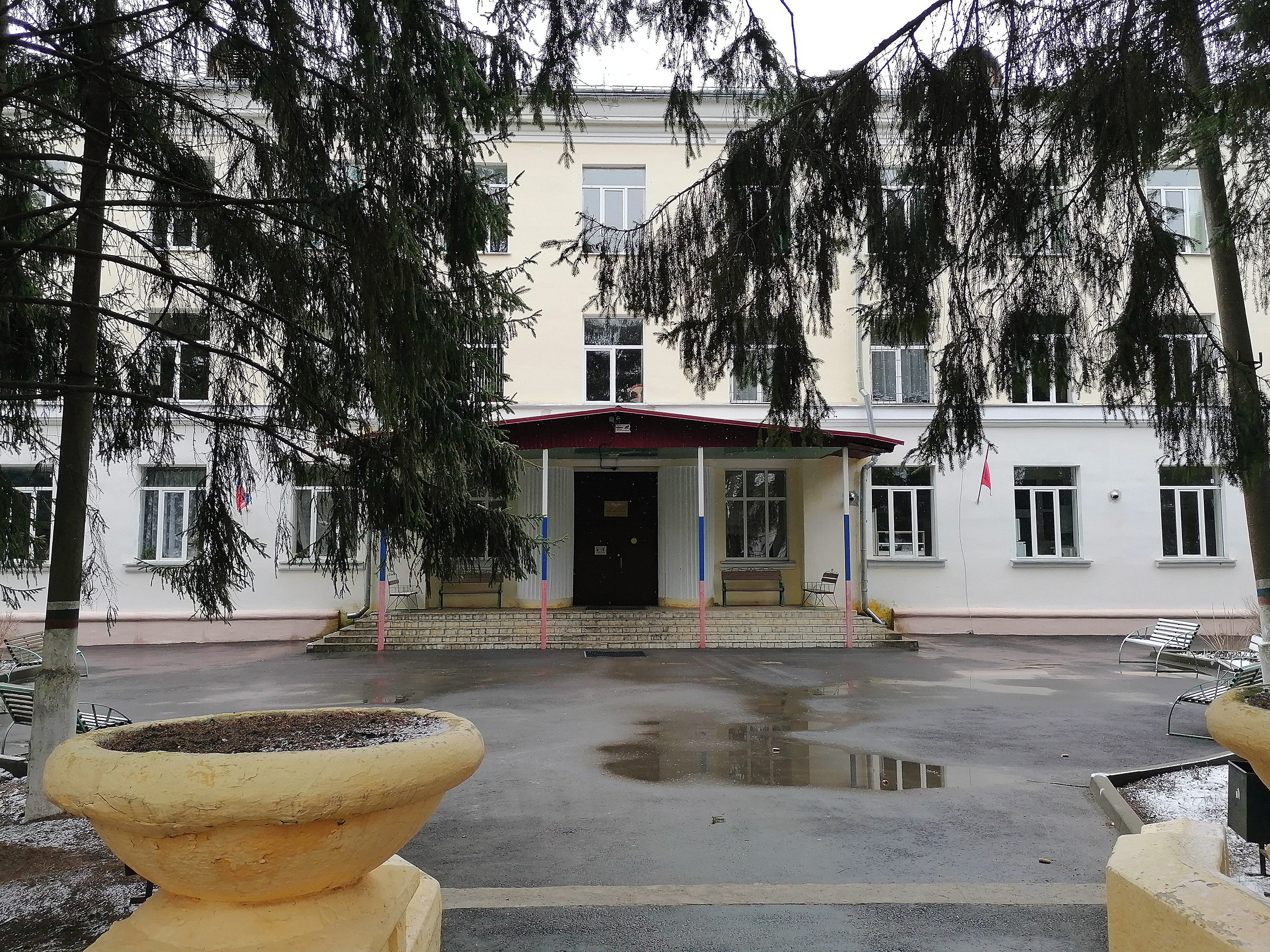
Современное здание Чеховского механико-технологического техникума молочной промышленности

в 1927—1928 годах в стенах монастыря была организована школа по подготовке рабочих кадров различных профессий — Давыдовская школа крестьянской молодёжи. Школа находилась в ведении Московского областного сельского потребительского общества. В 1929 году на базе этой школы, Калужского и Спасского техникумов Калужской области и Левашовского техникума Ленинградской области в районе был создан сельскохозяйственный техникум «Новый Быт». Организатором техникума был старейший член ВКП(б) Михаил Иванович Скворцов. Под учебные классы, общежития, столовую, клуб были переоборудованы помещения монастыря.
В 1933 году произошёл первый выпуск техникума. Среди первых выпускников техникума был Григорий Григорьевич Пушкин (1913—1997), последний в России прямой потомок великого поэта по мужской линии. С 1937 по 1941 год на базе сельхозтехникума работал учебный комбинат сельского хозяйства, которым руководила Татьяна Всеволодовна Мейерхольд, дочь известного советского режиссёра и актёра, народного артиста республики Всеволода Эмильевича Мейерхольда, репрессированного и растрелянного 2 февраля 1940 года.
5 апреля 1941 года заместитель председателя Совнаркома СССР А. Н. Косыгин подписал распоряжение, разрешающее Наркоммясомолпрому СССР «открыть с 1 сентября 1941 года ветеринарно-зоотехнический техникум на базе сельхозтехникума „Новый Быт“».
В годы войны коллектив техникума продолжал подготовку специалистов для сельского хозяйства. Учащиеся и преподаватели сочетали учёбу со строительством оборонительных сооружений под Москвой, сельхозработами в колхозах.
18 ноября 1955 года техникум был преобразован в Чеховский механико-технологический техникум мясной и молочной промышленности СССР. С 1965 по 1970 годы в техникуме работало дневное отделение по подготовке зоотехников-птицеводов для Птицепрома СССР. Всего за период своей работы, начиная с первого выпуска специалистов в 1933 году по 2009 год, техникум подготовил более 15 тысяч специалистов для народного хозяйства.
В настоящее время у техникума зарегистрировано четыре структурных подразделения — одно в селе Новый Быт, два в городе Чехове и одно в посёлке Пролетарском городского округа Серпухов.

### Детская школа искусств

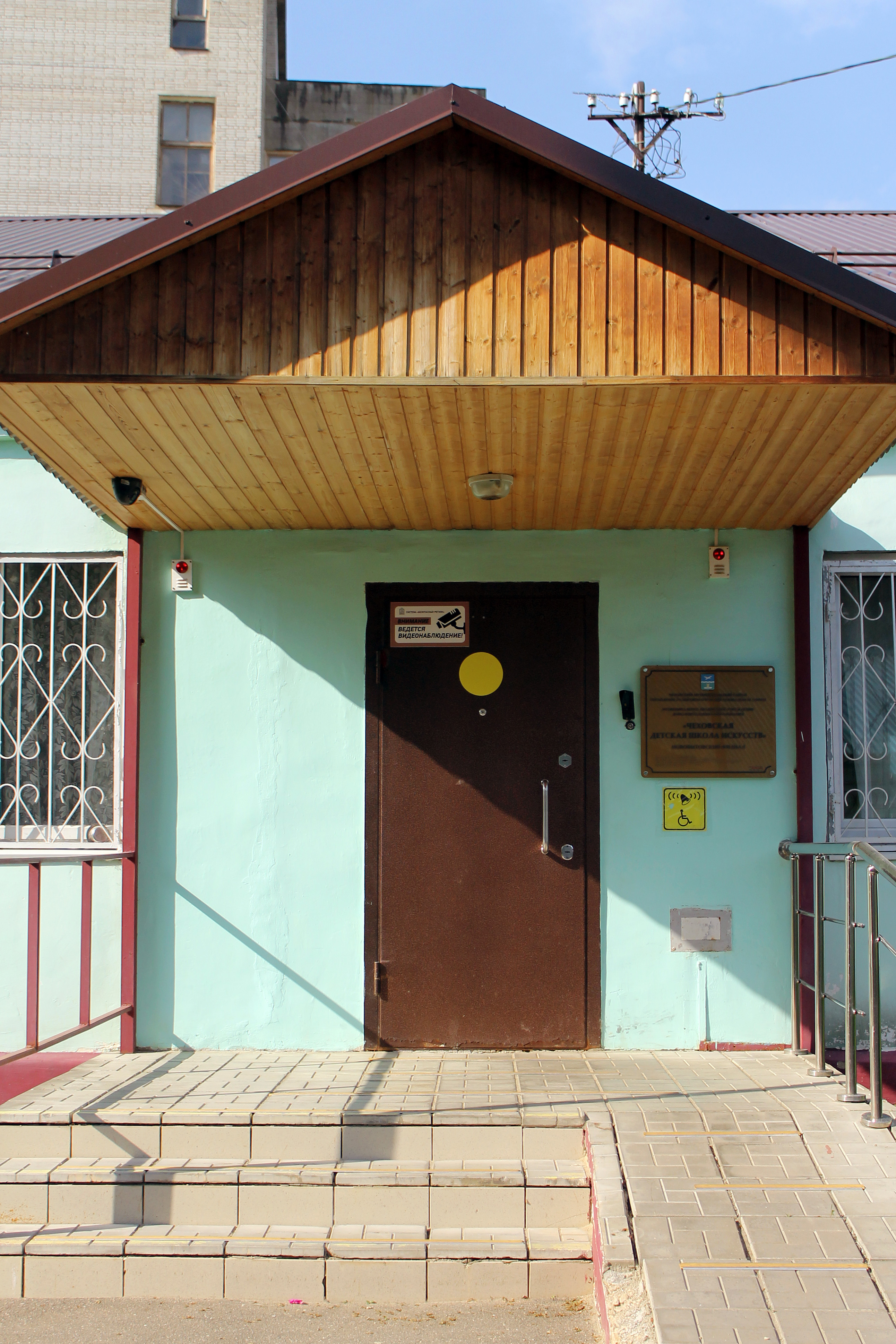
Новобытовская детская школа искусств

5 сентября 1979 года в Новом Быту была открыта вечерняя школа общего музыкального образования, которая на текущий момент является филиалом Чеховской детской школы искусств. Прежние названия — «Новобытовская детская школа искусств», «Новобытовская музыкальная школа». В 2022 году в школе обучалось около 160 учеников по специальностям: фортепиано, баян, аккордеон, хореография, ДПТ, хор, гитара, ударные инструменты, сольное пение.

### Воскресная школа при Вознесенской Давидовой пустыни

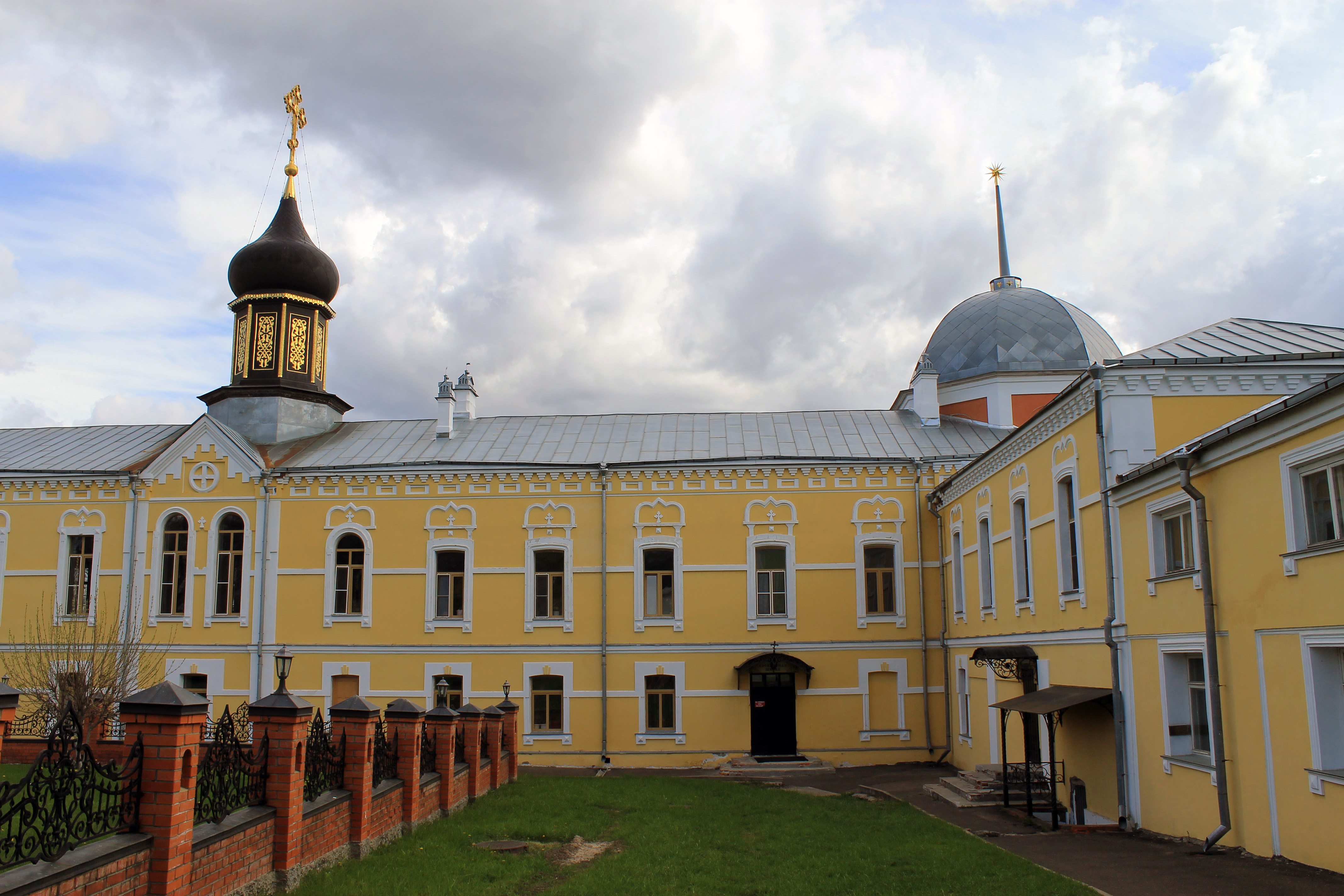
Здание воскресной школы при Вознесенской Давидовой Пустыни

При Вознесенской Давидовой Пустыни действует православная воскресная школа с 1995 года. Обучение в воскресной школе является бесплатным. В школу принимаются дети в возрасте с 6 лет по благословению настоятеля обители. В программе школы изучение Евангелия, Ветхого завета, Храмоведение, церковно-славянского языка, основы церковной жизни, дополнительные творческие занятия вокалом, лепкой, вязанием, обучение игре на музыкальных инструментах, а также футбольная секция и шахматы. Воспитанники школы разделены на классы по возрасту и уровню знаний.
Занятия по основным предметам проходят по воскресным дням. Начинается учебный день с участия ученика и его родителей в Божественной литургии. По окончании богослужения ученикам предлагается обед, а затем начинаются занятия. Помимо основных предметов для воспитанников Воскресной школы работают дополнительные кружки и секции. В 2018 году школу посещало более 100 человек. Для лучших учеников школа организовывает паломничества по святым местам в Иерусалиме, Греции и Крыму.

## Транспорт

### Железнодорожное сообщение

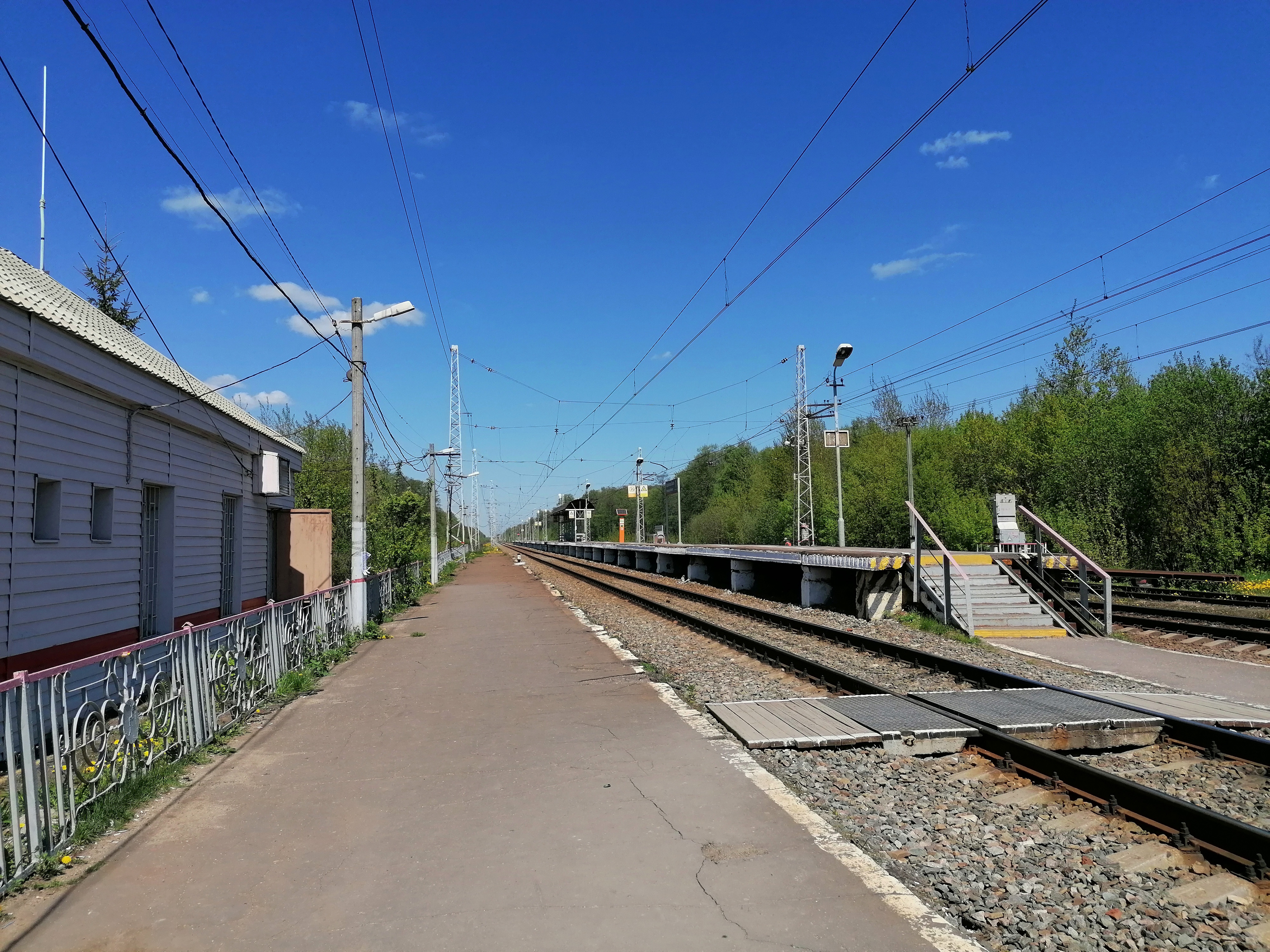
Станция Шарапова Охота, 2022

Ближайшая железнодорожная станция — станция Курского направления Московской железной дороги Шарапова Охота городского округа Серпухов, которая находится в 8 км. к западу от села.

### Автобусное сообщение
Село связано автобусным сообщением с городами Чехов, Москва (м. Лесопарковая) и посёлком Михнево г.о. Ступино:
- до Чехова — автобус № 36 с 5 утра до 22 вечера с периодичностью примерно 1 раз в час[169]
- до Москвы — автобус № 428, 2 раза в сутки[170]
- до Михнево — автобус № 48 с 5 утра до 22 вечера с периодичностью примерно 1 раз в час[171]

## Кладбища
На территории села находятся три кладбища — кладбище Новый Быт (кладбище бывшего села Легчищево), кладбище погоста Старый Спас и некрополь монастыря Давидова Пустынь.

### Некрополь Вознесенской Давидовой Пустыни

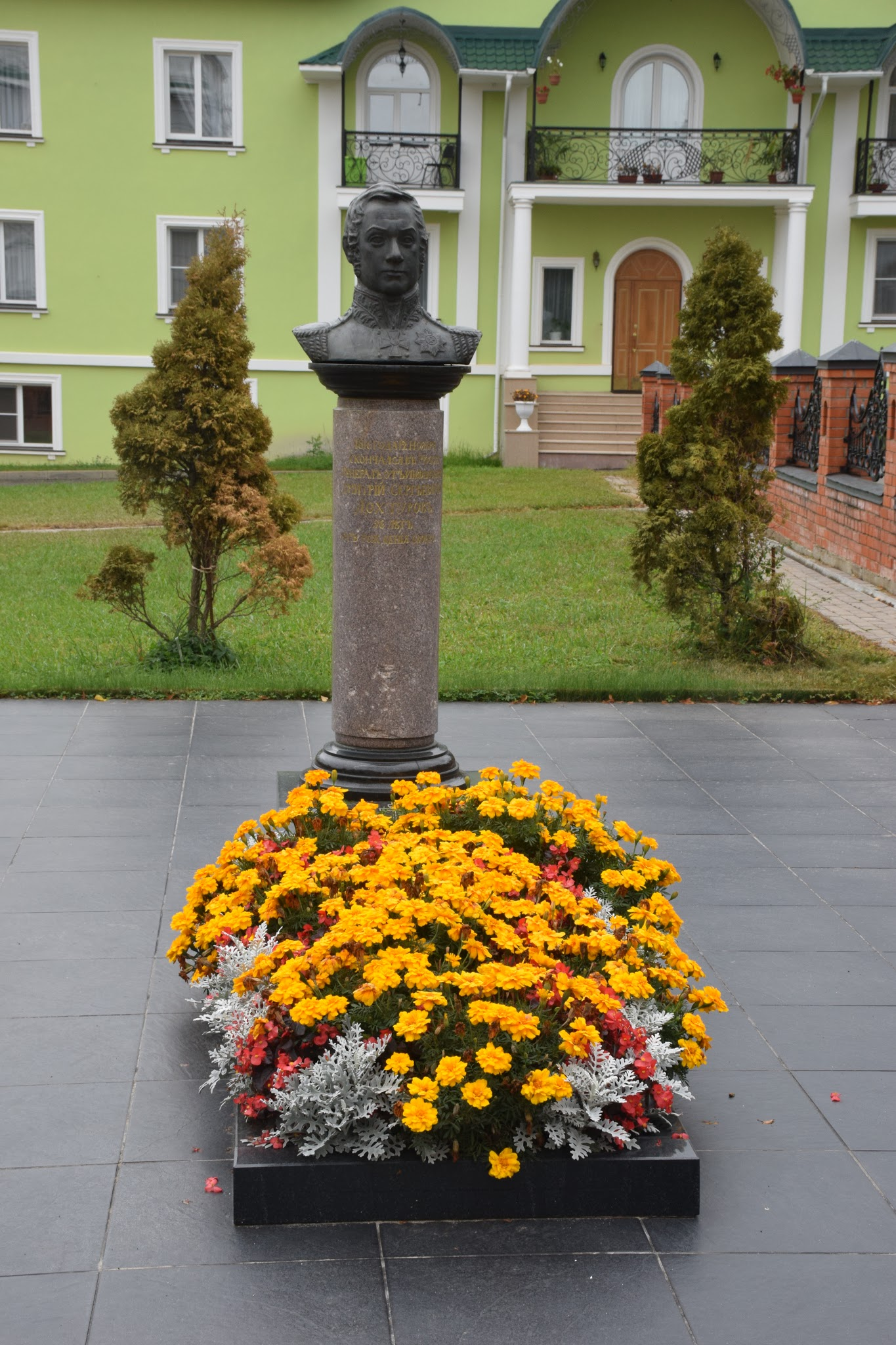
Надмогильный памятник Д. С. Дохтурову

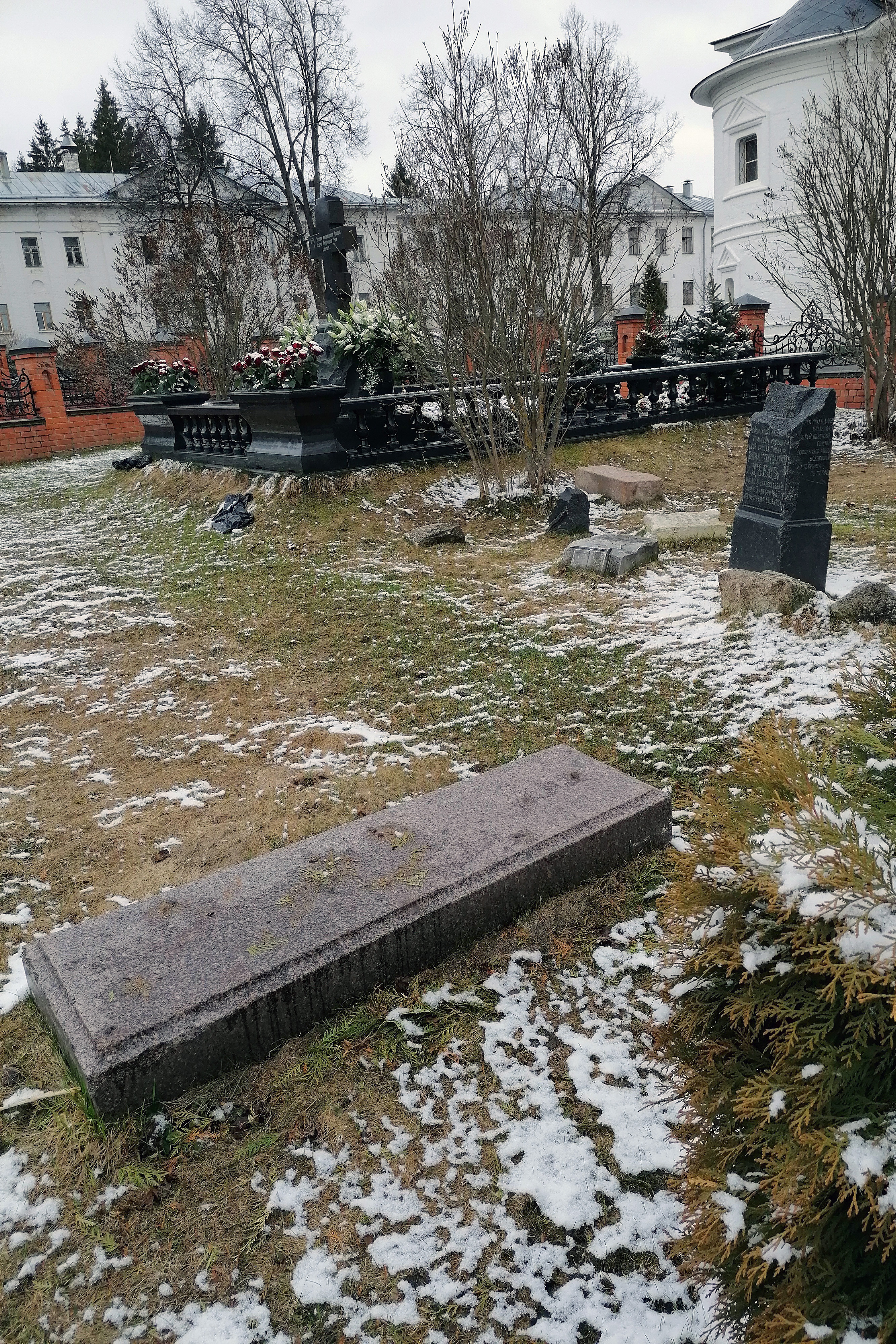
Разрушенные надгробья дореволюционного некрополя Давидовой Пустыни

После основания монастыря у его стен стали хоронить бывших насельников. Так одним из первых там был захоронен основатель обители Давид Серпуховский. Со временем, помимо монашествующих, у стен монастыря стали хоронить знатных мирян и благодетелей монастыря. К началу XX века на монастырской территории среди прочих были погребены полководец генерал Д. С. Дохтуров и его семья, представители княжеских и дворянских фамилий Оболенских, Ромодановских, Васильчиковых, Головкиных и других.
После закрытия монастыря бывшее кладбище было уничтожено — земля была распахана, а надгробья частично сброшены в реку, частично использованы для строительных нужд, в частности для фундамента общежития созданного сельхозтехникума и для мощения дорог. Начиная с послевоенного времени некоторые монументы стали восстанавливаться. Так, на рубеже 40-х и 50-х годов Прокиным А. М. на свалке цеха засолочной капусты близ стен монастыря был обнаружен сильно загрязненный гранитный памятник Дохтурову, который ранее использовался как гнёт для капустного чана. После реставрации монумент был установлен в сквере перед главным корпусом техникума. В 60-х монумент был возвращен в стены монастыря, а в сквере на его место был установлен памятник Ленину. В 1995 году стараниями заслуженного скульптора России Семёновой В. Е. был изготовлен бронзовый бюст Дохтурова и установлен на старый гранитный монумент. В период проводившихся реставрационных работ были обнаружены многие останки со старого кладбища, в том числе склеп с останками Д. С. Дохтурова, которые были перезахоронены и над которыми был установлен найденный памятник.
На территории некрополя находится могила архимандрита Германа (Хапугина), первого настоятеля возрождённого после советского периода монастыря, убитого 26 июля 2005 года в своей келье при попытке ограбления.
Также на территории некрополя находится могила бывшего главы Чеховского района Недосеки Г. М., погибшего в автокатастрофе 8 ноября 2004 года.

### Кладбище Староспасского погоста
Действующее кладбище, открытое для новых захоронений. Площадь территории 5,5 га.
Кладбище с давних времен существует на церковной земле вблизи от Преображенской церкви. К 1907 г. оно было переполнено, поэтому местный благочинный священник Александр Сарыевский писал, что «не будет ошибки оттого, если к этому кладбищу, за переполнением его, будет прирезан по желанию причта безвозмездно уступаемый им участок земли в 3025 квадратных сажень».

### Кладбище бывшего села Легчищево
Действующее кладбище. C 26 февраля 2019 года новые захоронения на кладбище были запрещены, за исключением урн с прахом в родственные могилы. Площадь территории 1,45 га.

### Краеведческие работы по общей истории Лопасненского края
- Авдеева О. Ю. Земля Лопасненская / Ред. О. Ю. Коровин. — Чехов: «Северное сияние», 2019. — 736 с. — 1000 экз. — ISBN 978-5-6041554-1-7.
- Денисов М. Е. Лопасненский некрополь. Сборник статей и материалов. — Москва: НИЦ «Приходская история», 2018. — 71 с. — ISBN 978-5-9905601-3-3.
- Кобяков Ю. А. Лопасненская старина. Очерки истории края с древнейших времен до начала XX века. — Издание второе, дополненное. — М.: «Чеховский Печатный Двор», 2015. — 376 с. — ISBN 978-5-7164-0618-6.
- Кобяков Ю. А. Лопасненский край на крутом повороте истории. — М.: «Чеховский Печатный Двор», 2017. — 536 с. — 1000 экз. — ISBN 978-5-7164-0720-6.
- Макаров А. В., Прокин А. М. Люди и судьбы. Хроника (Из истории Чеховского района Подмосковья) / Ред. Костычева С.Б., Худ. Коннов Филипп. — М.: Старая Басманная, 2004. — 383 с. — 1000 экз. — ISBN 5-8122-0314-8.
- Недосека Г. М. На лопасненской земле / Ред. А. В. Максимов. — М.: Граница, 2004. — 320 с. — 5000 экз. — ISBN 5-94691-101-5.
- Прокин А. М., Соловьёв Ю. Ф., Макаров А. В. По родным местам: (Серпухов—Чехов—Мелихово) / Худож. А. Кузнецов, Ред. А. Янчук. — М.: Московский рабочий, 1967. — 200 с. — 30 000 экз.
- Пэнэжко О., прот. Город Чехов, храмы Чеховского района Московской области. — Владимир: Транзит-ИКС, 2008. — 271 с. — 1000 экз. — ISBN 978-5-8311-0322-9.
- Холмогоровы В. и Г. Исторические материалы о церквах и сёлах XVII—XVIII ст. Выпуск седьмой. Перемышльская и Хотунская десятины (Московского уезда).. — М.: Университетская типография, 1889. — IV, 165 с.

### Работы по истории монастыря Вознесенская Давидова пустынь
- Диакон Н. П. Виноградов. Вознесенская Давидова пустынь Серпуховского уезда, Московской губернии : Крат. ист. очерк : К 400-летию ее существования (1515-1915 гг.). — М.: Рус. печ. Б. В. Назаревского, 1915. — 104 с.
- Кобяков Ю. А. Вознесенская Давидова пустынь: 500 лет служения Богу и людям. 1515—2015 гг. — М.: Северное сияние, 2020. — 527 с. — 1000 экз. — ISBN 978-5-6041554-3-1.
- Токмаков И. Ф. Историко-археологическое описание Вознесенской Давидовой пустыни (Серпуховского уезда, Московской губ.) в связи с историческим сказанием о чудотворной иконе всемилостивого спаса, что у Маскварецкого моста в Москве и жизнеописанием святого преподобного Давида, ученика святого преподобного Пафнутия Боровского, основателя Давидовой пустыни по первоисточникам и главнейшим пособиям. — М.: «Русская» типо-лит., 1892. — 100 с.

### Мемуары о жизни поселка во второй половине XX — начале XXI веков
- Каминский В. Н. Жизнь с турбонаддувом. — М.: «Научная библиотека», 2014. — 397 с. — ISBN 978-5-906660-14-5.

### Прочее
- Мотина Н. А. и др. Христа Возлюбившие. Жизнеописания новомучеников Лопасненских. / Ред. Наталья Мотина. — Чехов: Северное Сияние, 2018. — 52 с. — 1250 экз. — ISBN 978-5-6041554-0-0.
- Шереметевский В. В. Русский провинциальный некрополь / Издатель вел. кн. Николай Михайлович. — М.: Типо-лит. Т-ва И. Н. Кушнерев и К°, 1914. — Т. 1: Губернии: Архангельская, Владимирская, Вологодская, Костромская, Московская, Новгородская, Олонецкая, Псковская, С.-Петербургская, Тверская, Ярославская и Выборгской губернии монастыри Валаамский и Коневский. — IX, 1008 с. — 600 экз.

### Государственные структуры
- Администрация городского округа Чехов
- Центр «Мои документы» в Новом Быту

### Образование
- Новобытовская средняя общеобразовательная школа с углубленным изучением отдельных предметов
- Государственное бюджетное профессиональное образовательное учреждение Московской области «Чеховский техникум»
- Муниципальное бюджетное учреждение дополнительного образования «Чеховская детская школа искусств» (Новобытовский филиал)

### Православные храмы
- Вознесенская Давидова пустынь
- Преображенский Храм погоста Старый Спас
- Преображенский храм села Новый Быт (бывшего села Легчищево)

### Прочее
- Федеральный исследовательский испытательный центр машиностроения (ФИИЦ М)